# Języki indoeuropejskie
Języki indoeuropejskie – rodzina językowa, największa pod względem liczby mówiących. Współcześnie występuje na wszystkich zamieszkałych kontynentach, a już od czasów starożytnych obecna w Indiach, Europie (stąd przymiotnik „indoeuropejskie”) oraz Azji Zachodniej. Obejmuje kilkaset spokrewnionych ze sobą języków (a precyzyjniej – etnolektów), którymi jako ojczystymi posługuje się łącznie ok. 3,4 miliarda osób (ponad 40% ludności świata).
Do rodziny indoeuropejskiej należy m.in. zdecydowana większość rdzennych języków Europy (w tym polski) oraz liczne języki subkontynentu indyjskiego i Wyżyny Irańskiej. Wskutek wielkich odkryć geograficznych, kolonializmu i globalizacji rozprzestrzeniła się ona poza Eurazję – w większości państw świata co najmniej jeden indoeuropejski język ma status języka urzędowego. Z dziesięciu najczęściej używanych języków świata osiem to języki indoeuropejskie: angielski (razem, jako ojczysty i obcy, ok. 1,5 miliarda mówiących), hindi, hiszpański (oba powyżej 500 milionów), francuski, bengalski, portugalski, rosyjski i urdu (każdy ponad 200 milionów). Na nieco dalszych miejscach znajdują się niemiecki, marathi, zachodniopendżabski, perski i włoski; spośród zaś wielu małych języków rodziny część jest zagrożona wymarciem.
Druga, po afroazjatyckiej, najstarsza pod względem źródeł historycznych istniejąca do dziś rodzina językowa. Pierwszym zaświadczonym w piśmie (od XVII w. p.n.e.) językiem indoeuropejskim był hetycki z Azji Mniejszej, natomiast w Europie najwcześniejsze zapiski (z przełomu XV i XIV w. p.n.e.) pochodzą ze starogreckiego języka mykeńskiego. Prawdopodobnie również już w połowie II tysiąclecia p.n.e. powstały najstarsze hymny staroindyjskiej Rygwedy (w języku wedyjskim) – spisano ją jednak dopiero wiele wieków później na podstawie długiej tradycji ustnej, podobnie jak młodszą, staroirańską Awestę (w awestyjskim). Niektóre z dawnych języków, jak klasyczna greka, łacina czy sanskryt, znane są z tysięcy obszernych tekstów; inne tylko z pojedynczych inskrypcji, nazw miejscowych, a czasem wyłącznie z imion występujących w obcych źródłach.
W wewnętrznej klasyfikacji języków indoeuropejskich wyróżnianych jest trzynaście grup językowych – albańska, bałtycka, celtycka, germańska, helleńska, indoaryjska, irańska, nuristańska, ormiańska, romańska (kontynuująca dawną grupę italską), słowiańska oraz wymarłe anatolijska i tocharska – a także pewna liczba języków dokładniej niesklasyfikowanych. Bliżej spokrewnione grupy są łączone w kategorie wyższego rzędu – podrodziny, m.in. bałtosłowiańską (skupiającą języki bałtyckie i słowiańskie) czy indoirańską (indoaryjskie, irańskie i nuristańskie); niektórzy językoznawcy proponują również inne – choć szczegółowe relacje między pozostałymi współczesnymi gałęziami rozwojowymi nie zostały dotychczas jednoznacznie ustalone.
Rodzina indoeuropejska jest zróżnicowana typologicznie. Jej większość stanowią języki syntetyczne typu fleksyjnego, w których deklinacja i koniugacja odpowiednich części mowy są tworzone zazwyczaj przy użyciu pojedynczych, wielofunkcyjnych końcówek. Mniejszość zaś to języki analityczne – choć widoczna jest ogólna tendencja do upraszczania odmiany słów i rozwoju analitycznych (z użyciem słów posiłkowych, m.in. niektórych czasowników, przyimków lub przysłówków) konstrukcji, jak np. w różnych językach germańskich, romańskich bądź indoirańskich. Na początku zdania najczęściej znajduje się podmiot (w celtyckich – orzeczenie), jednak przy prawidłowym stosowaniu odpowiednich form wiele języków rodziny pozwala na dużą swobodę szyku wyrazów. Wyjątkiem są języki typu pozycyjnego, takie jak angielski czy francuski, które wymagają określonej kolejności elementów.
Ostatnim wspólnym przodkiem wszystkich języków indoeuropejskich był język praindoeuropejski. Choć nie został on zaświadczony bezpośrednio (nie są znane żadne źródła praindoeuropejskiego), to jego istnienie przyjmowane jest jako pewne. Liczne zbieżności w fonetyce, gramatyce oraz leksyce wielu dawnych i współczesnych języków Eurazji są według badaczy zbyt regularne, by powstały wskutek wzajemnego oddziaływania – uważa się więc, że zostały odziedziczone z owego postulowanego prajęzyka. Według najpopularniejszej hipotezy, zwanej teorią stepową lub kurhanową, posługująca się nim ok. 4–3 tysięcy lat p.n.e. ludność zamieszkiwała obszar Stepu Pontyjskiego i współtworzyła prehistoryczną kulturę grobów jamowych. Za pomocą metody porównawczej w znacznym stopniu zrekonstruowano i odtworzono jego przybliżone brzmienie, budowę i słownictwo.
Badaniem pochodzenia, rozwoju i struktury rodziny indoeuropejskiej oraz porównywaniem jej języków zajmuje się nauka zwana indoeuropeistyką, która jest w dużej mierze dziedziną interdyscyplinarną, wykraczającą poza ramy językoznawstwa. Przedmiotem spekulacji archeologicznych, genetycznych i kulturoznawczych jest m.in. lokalizacja indoeuropejskiej praojczyzny. Nie jest znane pokrewieństwo rodziny indoeuropejskiej z innymi, choć niektórzy specjaliści poszukują takich związków i wysuwają różne propozycje – jako najbliższa sugerowana bywa przede wszystkim rodzina języków uralskich.

## Informacje ogólne

### Istota i nazwa rodziny
Do indoeuropejskich zaliczane są wyłącznie te języki, które wywodzą się – najczęściej poprzez wiele etapów rozwoju – z dawnego, nieistniejącego już prajęzyka zwanego praindoeuropejskim†. Są więc one językami pokrewnymi; a zatem, zgodnie z definicją, tworzą rodzinę językową. Wykształciły się i zróżnicowały w wyniku rozmaitych językowych zmian, powoli, lecz nieustannie zachodzących na całym indoeuropejskim obszarze. Zmiany te były efektem ubocznym kolejnych migracji Indoeuropejczyków, w trakcie których przemieszczająca się ludność traciła kontakt ze swoją pierwotną społecznością, a wspólna uprzednio mowa stopniowo ewoluowała w odrębnych kierunkach.
Swoją nazwę rodzina indoeuropejska zawdzięcza Thomasowi Youngowi, który w 1813 r. jako pierwszy posłużył się owym określeniem. Termin ten został utworzony od geograficznych nazw Indii i Europy, gdzie już w starożytności mówiono należącymi do niej językami. Nie oznacza to jednak, że w jej skład wchodzą wszystkie języki zarówno w Europie, jak i w Indiach – o przynależności decyduje jedynie ściśle określone, wskazane wyżej pochodzenie i wynikające z niego pokrewieństwo. Mimo że w czasach nowożytnych rozprzestrzeniła się ona po całym świecie, przymiotnik „indoeuropejskie” pozostaje w użyciu jako element tradycji językoznawczej.

### Obszar występowania
rodzina indoeuropejska

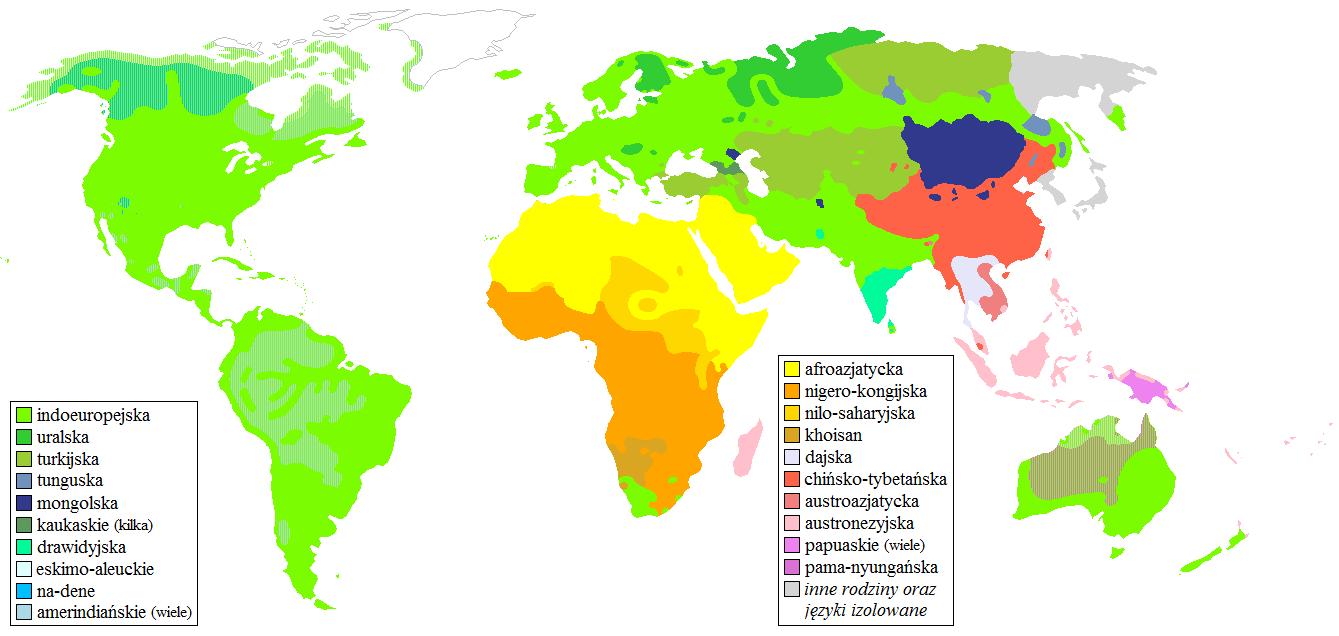
Zasięg rodziny indoeuropejskiej pośród głównych rodzin językowych świata
rodzina indoeuropejska

Językami indoeuropejskimi – zarówno jako ojczystymi, jak i obcymi – mówi ludność na wszystkich zamieszkałych kontynentach. Pod koniec średniowiecza posługiwano się nimi prawie wyłącznie w Eurazji; w późniejszych latach, wskutek ekspansji kolonialnej, niektóre z nich rozszerzyły swój zasięg na pozostałe lądy. Współcześnie indoeuropejskie jako języki rodzime są dominującymi językami w następujących regionach poszczególnych części świata:
- w Europie – na przeważającym obszarze (z wyjątkiem terenów uralsko- i turkijskojęzycznych oraz nielicznych innych, mniejszych terytoriów[e]);
- w Azji – w większej części subkontynentu indyjskiego, w irańskojęzycznej części Bliskiego Wschodu, na niektórych obszarach azjatyckiej części Rosji, w Tadżykistanie, a także w niektórych rejonach Kaukazu;
- w Afryce – w dużej części Republiki Południowej Afryki;
- w Ameryce – na przeważającym obszarze obu kontynentów amerykańskich (z wyjątkiem terenów autochtonicznych językowo[f]);
- w Australii i Oceanii – na gęściej zaludnionych terenach Australii i w Nowej Zelandii.

Setki rdzennych języków indoeuropejskich występują na terenie Eurazji, a począwszy od XVII stulecia prawie całą Amerykę Północną, Australię, Nową Zelandię oraz wiele mniejszych obszarów na całym świecie opanował angielski. Z kolei Amerykę Środkową i Południową zajął głównie hiszpański – z wyjątkiem Brazylii, która stała się domeną portugalskiego. W Ameryce powstały również obszary francuskojęzyczne (w Kanadzie i na Haiti), natomiast w Południowej Afryce wykształcił się język afrikaans. Oprócz tego w większości krajów świata co najmniej jeden indoeuropejski język używany jest jako język urzędowy, sam angielski zaś pełni funkcję lingua franca i jest wykorzystywany w wielu dziedzinach jako język globalnej komunikacji.

### Liczba mówiących
Rodzina indoeuropejska wyróżnia się wśród języków świata największą liczbą mówiących, aczkolwiek wartość tę ciężko dokładniej określić. Według Ethnologue indoeuropejskimi jako językami ojczystymi posługuje się ok. 3,4 miliarda ludzi (czyli ponad 40% ludności świata). Zgodnie z ową publikacją do pięciu rodzin o największej liczbie rdzennych użytkowników zaliczają się:
| Lp. | Rodzina językowa   | Liczba mówiących językami ojczystymi | Odsetek ludności świata |
| --- | ------------------ | ------------------------------------ | ----------------------- |
| 1   | indoeuropejska     | 3,39 mld                             | 44,2%                   |
| 2   | chińsko-tybetańska | 1,47 mld                             | 19,2%                   |
| 3   | afroazjatycka      | 668 mln                              | 8,7%                    |
| 4   | nigero-kongijska   | 659 mln                              | 8,6%                    |
| 5   | austronezyjska     | 384 mln                              | 5,0%                    |

### Liczba języków
Dokładna liczba języków indoeuropejskich również jest trudna do ustalenia. Ethnologue w wydaniu z r. 2025 wymienia ich 455, natomiast w bazie Glottolog z poprzedniego roku wyszczególnionych zostało 586 języków rodziny (stanowią więc ok. 6–7% języków świata). Główną przyczyną takich rozbieżności jest brak precyzyjnych kryteriów pozwalających jednoznacznie stwierdzić, czy dana mowa jest odrębnym językiem, czy tylko jakąś odmianą (np. dialektem) innego. Ponadto w rozmaitych klasyfikacjach różnie traktowane są makrojęzyki i języki kreolskie, a w niektórych świadomie zostały pominięte (w rozmaitym zakresie) języki martwe. Niemniej jednak indoeuropejska rodzina językowa należy pod tym względem do kilku najliczniejszych:
| Lp. | Rodzina językowa   | Liczba języków | Liczba języków |
| Lp. | Rodzina językowa   | wg Ethnologue  | wg Glottolog   |
| --- | ------------------ | -------------- | -------------- |
| 1   | nigero-kongijska   | 1554           | 1410           |
| 2   | austronezyjska     | 1257           | 1274           |
| 3   | transnowogwinejska | 482            | 316            |
| 4   | chińsko-tybetańska | 462            | 514            |
| 5   | indoeuropejska     | 455            | 586            |
| 6   | afroazjatycka      | 391            | 381            |

## Klasyfikacja
Języki indoeuropejskie różnią się stopniem wzajemnego pokrewieństwa. Zgodnie z owym kryterium są one grupowane w odpowiednie zespoły języków spokrewnionych bliżej, wyróżniane na podstawie współdzielonych przez nie istotnych innowacji językowych – tego typu kategoryzacja nosi miano klasyfikacji genetycznej lub genealogicznej. W niniejszym artykule za podstawową jednostkę takiego wewnętrznego, genetycznego podziału rodziny przyjęto grupę językową. Inne uwzględnione kategorie, zgodne z taksonomią filogenetyczną zaproponowaną przez Alfreda Majewicza, to podrodzina – łącząca ściślej spokrewnione grupy w obrębie rodziny oraz podgrupa – obejmująca ściślej spokrewnione języki w obrębie grupy.

### Główne gałęzie
albańska
     bałtycka
     celtycka
     germańska
     helleńska
     romańska
     słowiańska
     indoaryjska
     irańska
     nuristańska
     ormiańska

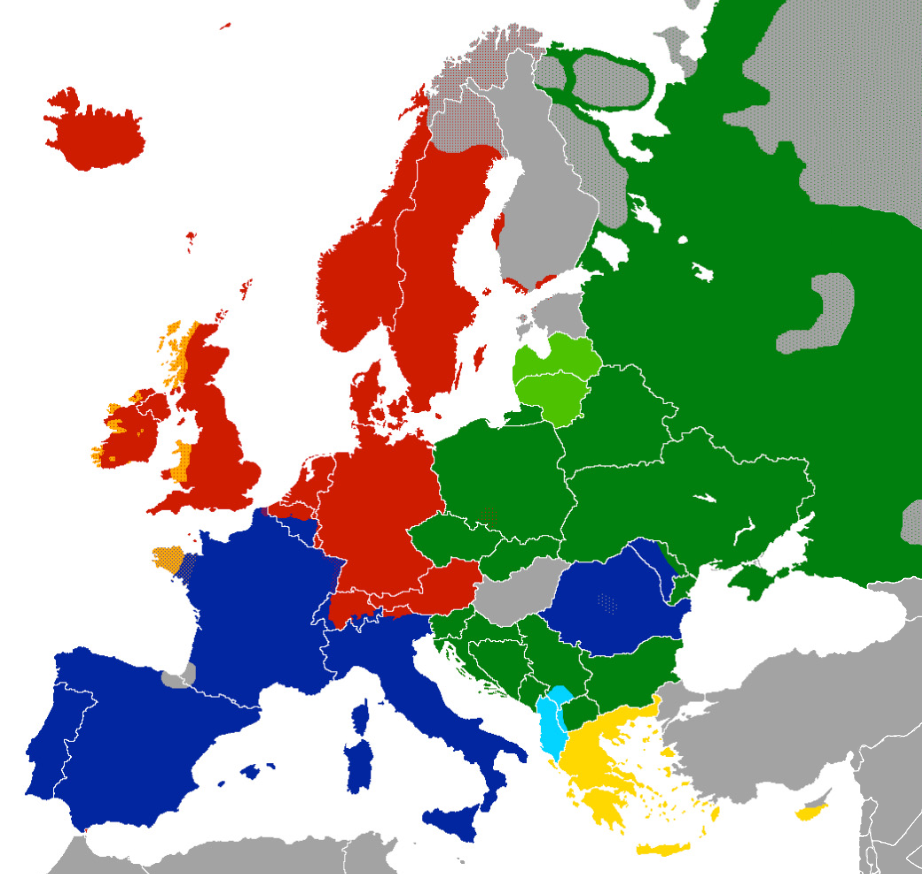
Grupy języków indoeuropejskich w Europie

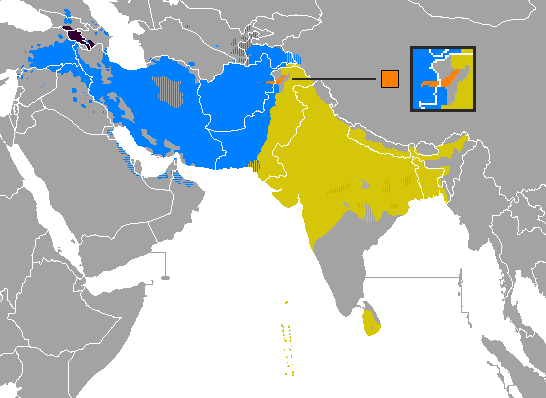
Grupy języków indoeuropejskich w południowej i zachodniej Azji

Publikacje językoznawcze z XXI w. wyróżniają trzynaście indoeuropejskich grup językowych (w tym jedenaście współczesnych), często łączonych w dziesięć linii rozwojowych o różnych rangach. Rodzinę tę tworzą zatem następujące gałęzie – grupy (jeśli nie podano inaczej) i podrodziny języków:
- albańska;
- anatolijska†[b];
- bałtosłowiańska – podrodzina, którą stanowią dwie grupy,
  - bałtycka,
  - słowiańska;
- celtycka;
- germańska;
- helleńska (lub grecka[27][n]);
- indoirańska – podrodzina, którą stanowią trzy grupy,
  - indoaryjska,
  - irańska,
  - nuristańska;
- italska(†)[o] wraz z kontynuującą ją współcześnie romańską;
- ormiańska;
- tocharska†.

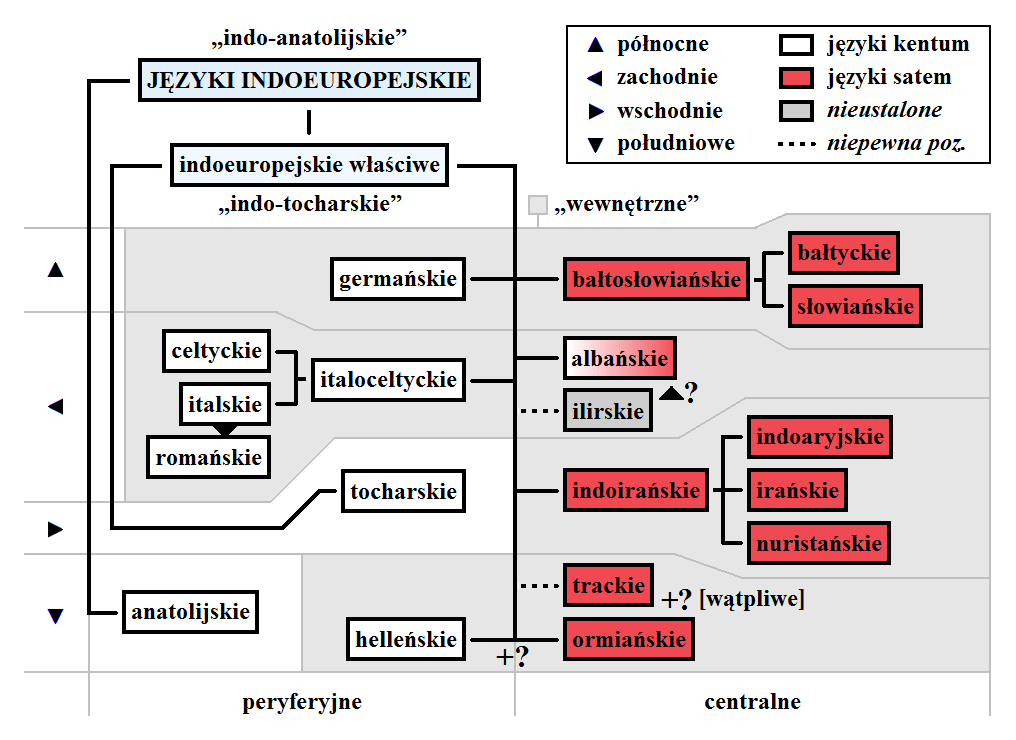
Schemat głównych gałęzi indoeuropejskich – ich pokrewieństwo filogenetyczne, historyczny podział geograficzny oraz fonetyczny podział kentum–satem

Ponadto do rodziny indoeuropejskiej należy pewna liczba słabo zaświadczonych, a w konsekwencji dokładniej niesklasyfikowanych języków starożytnych. Wśród nich znajdują się m.in. rozmaite języki paleobałkańskie, zgrupowane na podstawie kryterium geograficznego (używane dawniej na Bałkanach i niektórych sąsiednich obszarach), w tym dwa kompleksy językowe o bliżej nieokreślonym charakterze:
- ilirski†;
- tracki†.

Według jednej z hipotez właśnie z języka Ilirów wywodzi się gałąź albańska. Natomiast niektóre z pozostałych wymienionych indoeuropejskich grup filogenetycznych są często, na podstawie sugerowanego bliższego pokrewieństwa, łączone w kategorie wyższego rzędu – podrodziny (co zostało już uwzględnione w zaprezentowanym wyżej podziale):
- bałtosłowiańską – w skład której wchodzą języki bałtyckie i słowiańskie;
- indoirańską – z językami indoaryjskimi, irańskimi i nuristańskimi;

część językoznawców proponuje także:
- helleno-ormiańską (lub grecko-ormiańską[n]) – grupującą języki helleńskie i ormiańskie;
- italoceltycką – łączącą języki italskie i celtyckie.

Niekwestionowany status ma podrodzina indoirańska – bliskie pokrewieństwo grup wchodzących w jej skład jest bardzo dobrze udokumentowane, także dzięki niektórym źródłom historycznym. Niewiele mniejszą akceptacją cieszy się klasa języków bałtosłowiańskich, choć dawniej łączenie ich w jeden klad uważane czasem bywało za kontrowersyjne. Dużo sporów wywoływała proponowana gałąź italoceltycka, ale w XXI w. wiele publikacji głównego nurtu uznaje istnienie wspólnego taksonu obejmującego języki celtyckie oraz italskie. Z nieco większą rezerwą jest traktowana kategoria helleno-ormiańska, ale i ona ma swoich zwolenników.
Wreszcie sama grupa języków anatolijskich przeciwstawiana jest wszystkim pozostałym – stanowi ona bowiem najbardziej odrębną gałąź całego drzewa filogenetycznego rodziny. U jego podstaw są więc wyróżniane dwie pierwotne indoeuropejskie linie rozwojowe:
- anatolijska;
- nieanatolijska – obejmująca pozostałe grupy (określane łącznie jako indoeuropejskie właściwe[45], jądrowe[46], klasyczne[7] lub indo-tocharskie[47]).

Dawniej za najważniejszy i podstawowy podział indoeuropejskich uznawany był ich podział na języki kentum i satem, związany z różnicami w rozwoju niektórych głosek tylnojęzykowych. W późniejszych latach jednak, po zakwestionowaniu jego kladystycznego charakteru, a tym samym nienależnej wagi, stracił na znaczeniu.

### Podział języków
Istnieje wiele propozycji wewnętrznej klasyfikacji języków rodziny, różniących się schematem gałęzi niższego rzędu w obrębie poszczególnych grup. Poniższa klasyfikacja, z uwzględnieniem podziału na podgrupy, została oparta na dwóch pozycjach z końca XX w.:
- A Guide to the World's Languages Ruhlena (1991)[51] – oznaczoną w odpowiednich miejscach symbolem ʀ;
- Języki świata i ich klasyfikowanie Majewicza (1989)[52] – oznaczoną w odpowiednich miejscach symbolem ᴍ.

Za jej podstawę przyjęto systematykę filogenetyczną Ruhlena, którą następnie rozbudowano o wariantowe propozycje Majewicza. Całość uzupełniono o wybrane etnolekty figurujące w bazie Glottolog, a dodatkowo zaprezentowano nowszy podział grupy romańskiej.
| Gałąź językowa                  | Gałąź językowa                                                            | Główne języki | Główne języki |
| grupa                           | podgrupa                                                                  | współczesne | wymarłe† |
| ------------------------------- | ------------------------------------------------------------------------- | --- | --- |
| albańska                        | albańska                                                                  | albański (lub osobno arbaryjski, arwanicki, gegijski i toskijski)                                                  | — |
| anatolijska†                    | ʀ luwijska† ᴍ luwi-licyjska†                                              | — | hetycki, karyjski, licyjski, lidyjski, luwijski, milyjski, palajski, pizydyjski, sydetyjski                       |
| anatolijska†                    | odrębne języki† ʀ                                                         | | hetycki, karyjski, licyjski, lidyjski, luwijski, milyjski, palajski, pizydyjski, sydetyjski                       |
| anatolijska†                    | hetycko-lidyjska†                                                         | — | hetycki, karyjski, licyjski, lidyjski, luwijski, milyjski, palajski, pizydyjski, sydetyjski                       |
| bałtycka                        | wschodnia                                                                 | litewski, łotewski (w tym łatgalski)                                                                               | jaćwiński, kuroński, pruski, seloński, zemgalski                                                                  |
| bałtycka                        | zachodnia†                                                                | — | jaćwiński, kuroński, pruski, seloński, zemgalski                                                                  |
| celtycka                        | kontynentalna† ʀ                                                          | — | celtyberyjski, galatyjski, galijski, lepontyjski                                                                  |
| celtycka                        | wyspiarska ʀ                                                              | | celtyberyjski, galatyjski, galijski, lepontyjski                                                                  |
| celtycka                        | brytańska                                                                 | bretoński, kornijski, walijski                                                                                     | celtyberyjski, galatyjski, galijski, lepontyjski                                                                  |
| celtycka                        | goidelska                                                                 | irlandzki, manx, szkocki                                                                                           | celtyberyjski, galatyjski, galijski, lepontyjski                                                                  |
| germańska                       | wschodnia†                                                                | — | burgundzki, gocki, norn, staroangielski, staronordyjski, starosaksoński, staro-wysoko-niemiecki, wandalski        |
| germańska                       | zachodnia                                                                 | afrikaans, angielski, dolnoniemiecki, fryzyjski, jidysz, luksemburski, niderlandzki, niemiecki                     | burgundzki, gocki, norn, staroangielski, staronordyjski, starosaksoński, staro-wysoko-niemiecki, wandalski        |
| germańska                       | północna                                                                  | duński, farerski, islandzki, norweski (lub bokmål i nynorsk), szwedzki                                             | burgundzki, gocki, norn, staroangielski, staronordyjski, starosaksoński, staro-wysoko-niemiecki, wandalski        |
| helleńska                       | helleńska                                                                 | grecki | greka klasyczna, jewanik, mykeński, staromacedoński                                                               |
| indoaryjska                     | romska                                                                    | romski | pali(†) (zachowany w liturgii), sanskryt klasyczny(†) (zachowany w liturgii), prakryty (różne), sanskryt wedyjski |
| indoaryjska                     | syngalesko-malediwska                                                     | malediwski, syngaleski                                                                                             | pali(†) (zachowany w liturgii), sanskryt klasyczny(†) (zachowany w liturgii), prakryty (różne), sanskryt wedyjski |
| indoaryjska                     | północna ʀ                                                                | | pali(†) (zachowany w liturgii), sanskryt klasyczny(†) (zachowany w liturgii), prakryty (różne), sanskryt wedyjski |
| indoaryjska                     | wschodnia                                                                 | asamski, bengalski, bhodźpuri, bihari, bisznuprija-manipuri, konkani, marathi, orija                               | pali(†) (zachowany w liturgii), sanskryt klasyczny(†) (zachowany w liturgii), prakryty (różne), sanskryt wedyjski |
| indoaryjska                     | ʀ wschodnio-środkowa ᴍ północna                                           | dogri, garhwali, kumauni, nepalski (w tym doteli)                                                                  | pali(†) (zachowany w liturgii), sanskryt klasyczny(†) (zachowany w liturgii), prakryty (różne), sanskryt wedyjski |
| indoaryjska                     | centralna                                                                 | bhili, gudźarati, hindi, marwari (w tym merwari, mewari i in.), pendżabski, radżastani (w tym malwi i in.), urdu   | pali(†) (zachowany w liturgii), sanskryt klasyczny(†) (zachowany w liturgii), prakryty (różne), sanskryt wedyjski |
| indoaryjska                     | ʀ zachodnia ᴍ północno-zachodnia                                          | kaććhi, lahnda (w tym jakati, saraiki, zachodniopendżabski i in.), sindhi                                          | pali(†) (zachowany w liturgii), sanskryt klasyczny(†) (zachowany w liturgii), prakryty (różne), sanskryt wedyjski |
| indoaryjska                     | dardyjska                                                                 | baszkarik, kaszmirski, khowar, szina                                                                               | pali(†) (zachowany w liturgii), sanskryt klasyczny(†) (zachowany w liturgii), prakryty (różne), sanskryt wedyjski |
| indoaryjska                     | odrębne języki(†) ʀ                                                       | — | pali(†) (zachowany w liturgii), sanskryt klasyczny(†) (zachowany w liturgii), prakryty (różne), sanskryt wedyjski |
| irańska                         | wschodnia ʀ                                                               | wschodnia ʀ | awestyjski, baktryjski, chorezmijski, pahlawi, partyjski, scytyjski, sogdyjski, staroperski                       |
| irańska                         | północno-wschodnia                                                        | jagnobijski, osetyjski                                                                                             | awestyjski, baktryjski, chorezmijski, pahlawi, partyjski, scytyjski, sogdyjski, staroperski                       |
| irańska                         | południowo-wschodnia                                                      | iszkaszmi, jazgulamski, mundżański, paszto, szugnański, wachański                                                  | awestyjski, baktryjski, chorezmijski, pahlawi, partyjski, scytyjski, sogdyjski, staroperski                       |
| irańska                         | zachodnia ʀ                                                               | | awestyjski, baktryjski, chorezmijski, pahlawi, partyjski, scytyjski, sogdyjski, staroperski                       |
| irańska                         | północno-zachodnia                                                        | beludżi, giliański, kurdyjski (lub osobno kurmandżi, południowokurdyjski i sorani), mazanderański, semnani, zazaki | awestyjski, baktryjski, chorezmijski, pahlawi, partyjski, scytyjski, sogdyjski, staroperski                       |
| irańska                         | południowo-zachodnia                                                      | bachtiarski, baszkardi, luri, perski (w tym dari i tadżycki), tacki                                                | awestyjski, baktryjski, chorezmijski, pahlawi, partyjski, scytyjski, sogdyjski, staroperski                       |
| italska(†) (z romańską)         | oskijsko-umbryjska†                                                       | — | łacina(†) (zachowana w liturgii i nauce), faliskijski, oskijski, umbryjski                                        |
| italska(†) (z romańską)         | latynofaliska(†)                                                          | — | łacina(†) (zachowana w liturgii i nauce), faliskijski, oskijski, umbryjski                                        |
| italska(†) (z romańską)         | poniżej języki romańskie, wywodzące się z latynofaliskiej łaciny ludowej† | | |
| italska(†) (z romańską)         | sardyńska ʀ                                                               | korsykański, sardyński (lub osobno gallurski, kampidański, logudorski i sassarski)                                 | dalmatyński |
| italska(†) (z romańską)         | kontynentalna ʀ                                                           | | dalmatyński |
| italska(†) (z romańską)         | ʀ wschodnia ᴍ bałkańska                                                   | rumuński (w tym arumuński, istrorumuński i meglenorumuński)                                                        | dalmatyński |
| italska(†) (z romańską)         | italoromańska                                                             | neapolitański, sycylijski, włoski                                                                                  | dalmatyński |
| italska(†) (z romańską)         | retoromańska                                                              | friulski, ladyński, romansz                                                                                        | dalmatyński |
| italska(†) (z romańską)         | galloromańska                                                             | francuski, franko-prowansalski, pikardyjski, prowansalski                                                          | dalmatyński |
| italska(†) (z romańską)         | iberoromańska                                                             | galicyjski, hiszpański, kataloński, portugalski                                                                    | dalmatyński |
| nuristańska                     | nuristańska                                                               | aszkun, kalasza-ala, kati, tregami, wasi-weri                                                                      | — |
| ormiańska                       | ormiańska                                                                 | ormiański (lub osobno wschodnioormiański i zachodnioormiański)                                                     | grabar(†) (zachowany w liturgii)                                                                                  |
| słowiańska                      | wschodnia                                                                 | białoruski, rosyjski, rusiński, ukraiński                                                                          | połabski, staro-cerkiewno-słowiański, staroruski                                                                  |
| słowiańska                      | zachodnia                                                                 | czeski, dolnołużycki, górnołużycki, kaszubski, polski, słowacki                                                    | połabski, staro-cerkiewno-słowiański, staroruski                                                                  |
| słowiańska                      | południowa                                                                | bułgarski, macedoński, serbsko-chorwacki (lub osobno bośniacki, chorwacki, czarnogórski i serbski), słoweński      | połabski, staro-cerkiewno-słowiański, staroruski                                                                  |
| tocharska†                      | tocharska†                                                                | — | tocharski A, tocharski B                                                                                          |
|                                 |                                                                           | | |
| Gałąź językowa (nowszy podział) | Gałąź językowa (nowszy podział)                                           | Wybrane języki współczesne                                                                                         | Wybrane języki współczesne                                                                                        |
| grupa                           | podgrupa                                                                  | Wybrane języki współczesne                                                                                         | Wybrane języki współczesne                                                                                        |
| romańska                        | południowa                                                                | korsykański, sardyński                                                                                             | korsykański, sardyński                                                                                            |
| romańska                        | wschodnia                                                                 | arumuński, istrorumuński, meglenorumuński, rumuński                                                                | arumuński, istrorumuński, meglenorumuński, rumuński                                                               |
| romańska                        | italo-zachodnia                                                           | francuski, hiszpański, kataloński, oksytański, portugalski, sycylijski, włoski                                     | francuski, hiszpański, kataloński, oksytański, portugalski, sycylijski, włoski                                    |

Szczegółowe, nowsze drzewo genealogiczne głównych języków rodziny indoeuropejskiej

W nowszych klasyfikacjach grupa romańska jest dzielona na trzy podgrupy (tak jak w tabeli wyżej), w tym italo-zachodnią, która na niższych poziomach obejmuje większość tradycyjnie wyróżnianych gałęzi (z uwzględnieniem nowo wyodrębnionej klasy języków gallo-italskich – z lombardzkim czy piemonckim – oraz osobno języka aragońskiego). Z kolei w grupie anatolijskiej, w miejsce dawniejszych hetycko-lidyjskiej i luwijskiej, bywają wyróżniane podgrupy hetycka oraz luwijsko-lidyjska. Natomiast dużo bardziej skomplikowane podziały filogenetyczne proponowane są dla grup podrodziny indoirańskiej (w szczególności indoaryjskiej oraz irańskiej).
W niektórych źródłach można spotkać się z innego typu klasyfikacją języków indoaryjskich, opartą na chronologii ich rozwoju historycznego. Zgodnie z owym kryterium wyróżniane są języki:
- staroindyjskie – sanskryt wedyjski†, sanskryt klasyczny(†) oraz ich odmiany;
- średnioindyjskie – pali(†) i inne różne tzw. prakryty†;
- nowoindyjskie – języki późniejsze, w tym współczesne.

Podobnie bywa w przypadku języków irańskich, dzielonych pod tym względem na:
- staroirańskie – m.in. awestyjski†, scytyjski† i staroperski†;
- średnioirańskie – m.in. baktryjski†, chorezmijski†, partyjski†, sogdyjski† i średnioperski†;
- nowoirańskie – analogicznie, późniejsze i współczesne języki.

Problematyczną kwestią jest status niektórych etnolektów, które ze względów etnicznych, religijnych czy politycznych bywają uznawane za odrębne warianty tej samej mowy. Standard ISO 639-3 definiuje ich grupy jako makrojęzyki. Do makrojęzyków indoeuropejskich zaliczono: albański, beludżi, dogri, jidysz, konkani, kurdyjski, lahnda, łotewski, marwari, nepalski, norweski, orija, paszto, perski, radżastani, romski, sardyński, serbsko-chorwacki i zazaki. Poszczególne odmiany tych ostatnich mają w nowszych klasyfikacjach rangę osobnych, pełnoprawnych języków.
Ponadto pewne indoeuropejskie byty językowe mają charakter kontinuum dialektalnego – tak jak m.in. języki zachodnioromańskie (obejmujące języki romańskie bez podgrupy wschodniej) czy w zasadzie cała grupa indoaryjska. Różnice między nimi następują nie skokowo, lecz płynnie narastając wraz z przemieszczaniem się po obejmowanych przez nie terenach; ciężko jest zatem określić, gdzie kończy się dany język, a zaczyna inny.

### Języki niesklasyfikowane
W skład indoeuropejskich wchodzą również pewne bliżej niesklasyfikowane języki dawne. W większości znane są one jedynie z niewielkiej liczby źródeł pisanych, a w niektórych przypadkach wyłącznie z nazw miejscowych lub imion; ich pozycja w obrębie rodziny jest więc przedmiotem wielu spekulacji oraz kontrowersji.

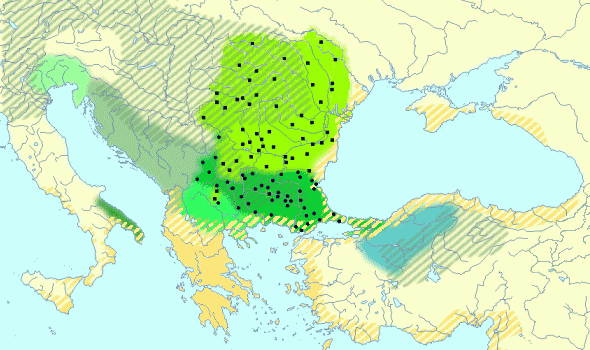
Przybliżony zasięg terytorialny wybranych języków paleobałkańskich między V a I w. p.n.e. Obszary kreskowane oznaczają ekspansję celtycką (zielone) i grecką (żółte). Kwadracikami oznaczono dackie nazwy miejscowe, kółeczkami – trackie

     wenetyjski
     ilirski(e)
     peoński
     mesapijski
     dacki
     tracki
     frygijski
     grecki (klasyczny)
     luzytański
     elymijski
     sykulski
     liguryjski ?
     północnopiceński ?
(? – niepewny status)

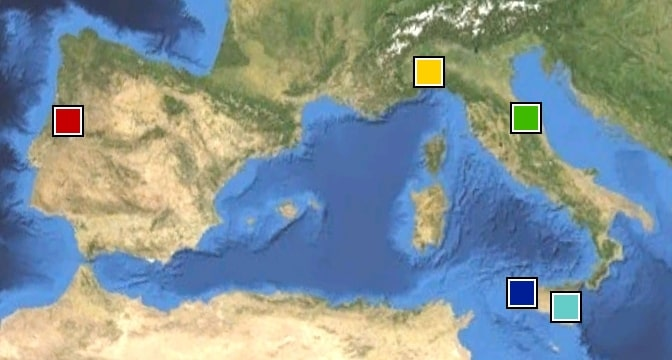
Przybliżona lokalizacja niesklasyfikowanych (w tym kwestionowanych) starożytnych języków indoeuropejskich na terenach Europy Południowej

Do tych, których stanowiska filogenetyczne nie zostały sprecyzowane należą przede wszystkim rozmaite języki paleobałkańskie. Terminem tym określany jest zbiór różnorodnych etnolektów, używanych w starożytności głównie na terenach Bałkanów, a częściowo także w Azji Mniejszej oraz Italii. Zaliczały się do nich m.in.:
- dacki† (lub gecki[y]);
- frygijski†;
- ilirski†;
- liburnijski†;
- mesapijski†;
- myzyjski†;
- panoński†;
- peoński†;
- tracki†;
- wenetyjski†.

Dacki i tracki wchodziły w skład kompleksu trackiego, będącego zespołem dialektów jednego lub większej liczby języków. Dacki bywa uważany za bliski trackiemu lub za jego odmianę, choć Glottolog klasyfikuje oba jako odrębne języki o nieustalonej pozycji. Sam tracki dawniej łączono z ormiańskim w kategorię języków tracko-ormiańskich, do której zaliczano również frygijski. Ten ostatni przypisywany jest w nowszych publikacjach do grupy helleńskiej lub do większej klasy grecko-frygijskiej, jako jego dialekt zaś sklasyfikowano myzyjski.
Z kolei ilirski, mesapijski, panoński i (z reguły) peoński są zaliczane do kompleksu ilirskiego; także w tym przypadku nie wiadomo, czy tworzony on był przez dialekty jednego języka, czy też większej ich liczby. Osobnym językiem mógł być panoński, aczkolwiek utożsamiano go również z samym ilirskim. Podobnie mesapijski jest uważany albo za samodzielny, odrębny od ilirskich język, albo za ich dialekt. Z mowy Ilirów według jednej z hipotez wywodzi się albański. Wreszcie wenetyjski, który umieszczany bywa w grupie italskiej jako jej odrębna gałąź, a dodatkowo jest proponowane jego pokrewieństwo z liburnijskim.
Paleobałkański obszar językowy dopełniały dawne stadia rozwojowe greckiego, a ponadto staromacedoński† oraz pelazgijski†. Dwa pierwsze nie sprawiają jednak trudności w klasyfikacji i umieszczane są w grupie helleńskiej – bądź jako języki siostrzane, bądź też staromacedoński bywa uznawany za dialekt starożytnej greki†. Rozważano również miejsce przedgreckiego języka pelazgijskiego, lecz dotychczasowe próby udowodnienia jego indoeuropejskiego charakteru kończyły się porażką.
Natomiast spoza areału paleobałkańskiego do indoeuropejskich zaliczane są m.in. takie dawne języki jak:
- elymijski† – nieustalona pozycja w rodzinie, choć niektóre występujące w nim formy gramatyczne przypominają te w językach italskich[85];
- kimmeryjski† – zachowane imiona Kimmerów sugerują jego irański charakter, aczkolwiek mógł być również spokrewniony z trackim lub z praormiańskim†[86];
- luzytański† – wykazuje pewne podobieństwa zarówno z celtyckimi, jak i z italskimi, jest więc łączony z którąś z tych grup[87];
- piktyjski† – bywa umieszczany wśród celtyckich[88], dawniej zaś klasyfikowano go jako inny indoeuropejski lub nawet nieindoeuropejski, pojawiały się też teorie o istnieniu dwóch różnych języków piktyjskich (jeden celtycki, drugi przedindoeuropejski)[89];
- sykulski† – wiązany z grupą italską[90],

a czasami także te, których przynależność do rodziny bywa kwestionowana, choć niewykluczona:
- liguryjski†[aa] – nieustalona pozycja wśród języków świata[91], aczkolwiek wydaje się, że uległ on dość wczesnej celtycyzacji[92];
- północnopiceński† – podobnie nieznana pozycja, choć zauważono, że występujące w nim pewne zbitki spółgłoskowe są charakterystyczne dla języków indoeuropejskich[93].

### Języki kreolskie
Sporną kwestię w systematyce filogenetycznej rodziny stanowią języki kreolskie. Są to języki mieszane, powstałe na bazie – w tym przypadku – mowy indoeuropejskich kolonizatorów oraz z dużym udziałem języków lokalnych. Kreole traktowane bywają w różny sposób:
- w klasyfikacji Ethnologue stanowią odrębny typ języka i nie należą do żadnych rodzin językowych[17];
- w klasyfikacji Majewicza odpowiednie języki kreolskie zaliczone zostały w poczet indoeuropejskich, choć tylko jako osobny zbiór w ich obrębie[18];
- w klasyfikacji Glottolog uznano je za pełnoprawne języki rodziny i przypisano do poszczególnych grup filogenetycznych w zależności od języka bazowego[7].

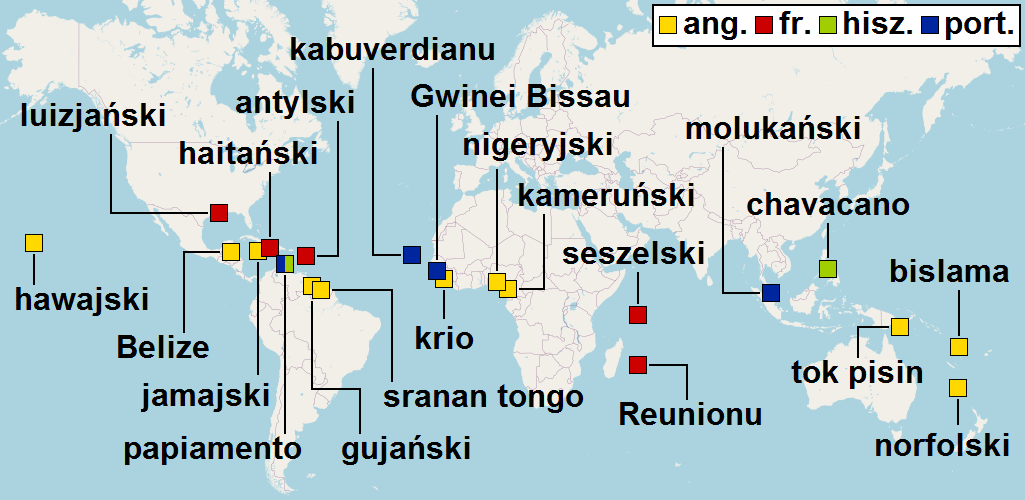
Rozmieszczenie wybranych indoeuropejskich języków kreolskich

Do indoeuropejskich kreoli należą m.in.:
- na bazie afrikaans – oorlans;
- na bazie angielskiego – bislama, jamajski, kreolski Belize, kreolski gujański, krio, norfolski, pidżyn hawajski, pidżyn kameruński, pidżyn nigeryjski, pijin, sranan tongo, tok pisin;
- na bazie asamskiego – naga;
- na bazie francuskiego – antylski, kreolski Gujany Francuskiej, kreolski haitański, kreolski luizjański, kreolski Reunionu, kreolski seszelski, morisyen;
- na bazie hindi – hindi andamańskie;
- na bazie hiszpańskiego – chavacano;
- na bazie niderlandzkiego – javindo, negerhollands†;
- na bazie niemieckiego – unserdeutsch;
- na bazie portugalskiego – kabuverdianu, kreolski Gwinei Bissau, kreolski molukański, kreolski Wysp Świętego Tomasza i Książęcej;
- na bazie języków regionu iberyjskiego – papiamento.

Niektóre z nich mają oficjalny status urzędowy.

## Przegląd grup językowych
Przedstawione niżej informacje dotyczące obszarów występowania poszczególnych grup, należących do nich języków oraz używanych przez te ostatnie rodzajów pisma stanowią wiedzę ogólną, weryfikowalną w licznych publikacjach. Wartości określające łączną liczbę osób mówiących językami poszczególnych gałęzi dotyczą wyłącznie języków ojczystych i zostały oparte na danych z następujących źródeł:
- internetowej wersji Encyklopedii Britannica, pochodzących z różnych lat[96] – poprzedzonych w odpowiednich miejscach symbolem ʙ;
- Concise Encyclopedia of Languages of the World, opracowanych w 2006 r.[97] – poprzedzonych w odpowiednich miejscach symbolem ᴄ;
- Indogermanisch. Vollständige Klassifikation mit Sprecherzahlen, aktualizowanych w 2010 r.[98] – poprzedzonych w odpowiednich miejscach symbolem ᴋ,

aczkolwiek z uwagi na zmieniającą się liczebność populacji mają one charakter wyłącznie szacunkowy.
Języki albańskie
Według podręcznikowego ujęcia należy do nich jedynie język albański, występujący w dwóch zróżnicowanych odmianach: gegijskiej i toskijskiej. W nowszych klasyfikacjach, traktujących jego odmiany i dialekty jako odrębne mowy, wyróżniane są cztery języki albańskie. Są one używane przez ok. 6–7 mln osób [ᴄ 6,5 mln; ᴋ 7 mln] głównie w Albanii, Kosowie i zachodniej Macedonii. Albańskojęzyczne enklawy istnieją też w południowej części Włoch (etnolekt arbaryjski) i w Grecji (arwanicki). Jedna z najmłodszych grup indoeuropejskich pod względem źródeł historycznych, zaświadczona w piśmie dopiero od XV w. Przedmiotem spekulacji są jej związki ze starożytnymi językami bądź dialektami ilirskimi – według niektórych badaczy właśnie z mowy Ilirów wywodzi się późniejszy albański. Uległ on znaczącym wpływom języków sąsiednich, z którymi tworzy bałkańską ligę językową. Albańska gramatyka wyróżnia się rozbudowanym systemem czasownikowym, na który składa się m.in. osiem czasów i sześć trybów – w tym optativus (tryb życzący – „oby…”, „niech…”) czy admirativus (tryb wyrażający czynność nagłą i nieoczekiwaną).
Języki anatolijskie
     lidyjski
     karyjski
     sydetyjski
     licyjski
     palajski
     hetycki
     luwijski
     pizydyjski

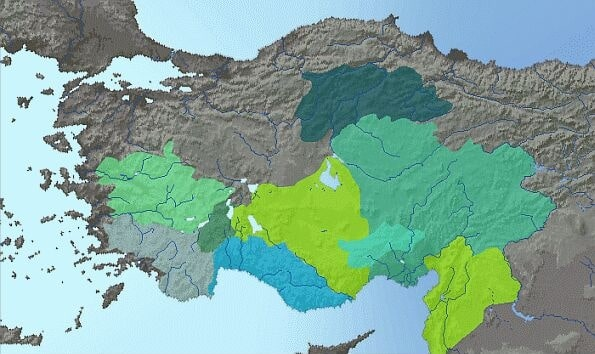
Rozmieszczenie starożytnych języków anatolijskich na terenach dzisiejszej Turcji

Wymarła grupa starożytnych języków używanych w Anatolii na terenach dzisiejszej Turcji, bardzo archaiczna i najbardziej odrębna filogenetycznie gałąź indoeuropejska. Należał do niej m.in. hetycki†, najstarszy znany w piśmie indoeuropejski język – odkryte zostały teksty hetyckojęzyczne datowane na XVII w. p.n.e., a nazwy własne znaleziono nawet w zapiskach staroasyryjskich z XX w. p.n.e. Ma on istotne znaczenie dla badań nad rozwojem rodziny, gdyż zachował ślady dwóch praindoeuropejskich głosek krtaniowych. Podobnie jak inne starsze języki tej grupy – luwijski† i palajski† – do zapisu stosował pismo klinowe. Nowsze języki anatolijskie, jak licyjski† czy lidyjski†, znane są jeszcze z początków naszej ery. Gramatyczna kategoria rodzaju była oparta na żywotności – wyróżniano rodzaj żywotny (osobowy) i nieżywotny (przedmiotowy); w sferze fonetycznej zaś gałąź anatolijską cechował stosunkowo ubogi zasób samogłosek.
Języki bałtyckie
Współcześnie należą do nich dwa blisko spokrewnione języki z podgrupy wschodniobałtyckiej – litewski i łotewski – w tym ich pewne dosyć zróżnicowane dialekty, czasem uznawane nawet za odrębne mowy. Używane łącznie przez kilka milionów osób [ʙ ok. 4,9 mln; ᴄ ok. 4,4 mln; ᴋ 6,2 mln] na obszarach położonych nad południowo-wschodnią częścią Morza Bałtyckiego. Oba znane w piśmie dopiero od XVI w.; najstarszy zaś bałtojęzyczny tekst (z XIV w.) pochodzi z wymarłego języka pruskiego†, należącego do innej podgrupy – zachodniobałtyckiej†. Język litewski ma bardzo konserwatywny charakter, mniej archaicznych cech występuje natomiast w łotewskim. Zarówno ten pierwszy, jak i drugi utrzymały siedem przypadków gramatycznych (identycznych jak w polszczyźnie), utraciły natomiast rodzaj nijaki. Ta ostatnia kategoria istniała w pruskim, który zachował jeszcze więcej archaizmów niż litewski. W okresie bałtosłowiańskiej wspólnoty językowej bałtyckie wraz ze słowiańskimi wykształciły podobny system akcentu wyrazowego oraz złożoną odmianę przymiotnika.
Języki celtyckie
W starożytności szeroko rozpowszechnione w Europie, a dotarły nawet do Azji Mniejszej (język galatyjski†). Współcześnie w zaniku, kilkoma należącymi do nich językami mówi około miliona osób [ᴄ ok. 1 mln; ᴋ 1,2 mln] na Wyspach Brytyjskich i w Bretanii. Najstarszym zaświadczonym w piśmie językiem gałęzi celtyckiej (od VI w. p.n.e.) jest lepontyjski†. Ich wewnętrzna klasyfikacja filogenetyczna budzi spory językoznawców; często dzielone są pseudogeograficznie na kontynentalne† (np. galijski† czy celtyberyjski†) i wyspiarskie. Do tych ostatnich należą wszystkie istniejące w XXI w. języki grupy, takie jak bretoński, irlandzki, szkocki czy walijski. Alternatywnym podziałem jest podział fonetyczny na języki P-celtyckie i Q-celtyckie – oparty na różnej ewolucji praceltyckiej† głoski *kʷ – który nie pokrywa się z klasyfikacją geograficzną. Z reguły używają rzadkiego jak na rodzinę indoeuropejską szyku wyrazów typu VSO, z orzeczeniem na początku zdania. Charakterystycznymi zjawiskami fonetycznymi w nowożytnych językach celtyckich są, w szczególności na początku słów, lenicja (osłabienie głoski) i nazalizacja (unosowienie). Postępuje także zanik deklinacji – wymarłe języki kontynentalne (zwłaszcza celtyberyjski) były pod tym względem dużo bardziej archaiczne.
Języki germańskie
     scots
     angielski
     fryzyjski
     niderlandzki
     dolnoniemiecki
     niemiecki
     islandzki
     farerski
     norweski
     duński
     szwedzki

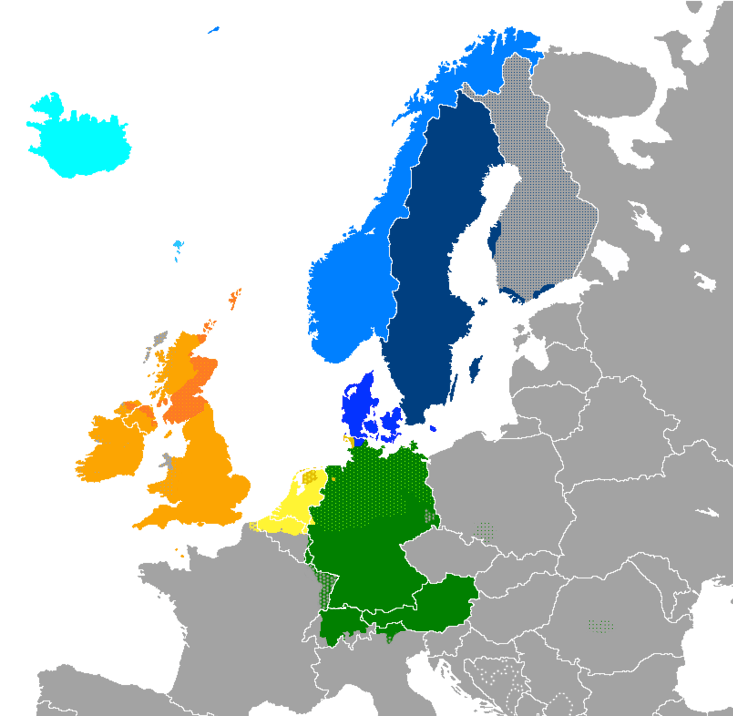
Rozmieszczenie języków germańskich w Europie

Liczna pod względem użytkowników grupa w Europie Zachodniej, Północnej i Środkowej, wielu krajach Ameryki, w Australii oraz Oceanii; ok. 500–600 mln mówiących [ᴄ pow. 550 mln; ᴋ 500 mln]. Do germańskich należą m.in. angielski (język o zasięgu ogólnoświatowym), niemiecki, języki skandynawskie, niderlandzki czy wywodzący się z tego ostatniego jedyny w rodzinie rdzenny nowożytny język Afryki – afrikaans. Najstarsza znana inskrypcja germańska, zapisana runami, pochodzi z II w. n.e. Typowymi zmianami fonetycznymi we wczesnym okresie rozwojowym gałęzi były przesuwki spółgłoskowe (prawo Grimma), zmieniające wymowę niektórych głosek. Języki germańskie wykształciły rodzajnik oraz dwa typy czasowników: mocne (z zachowanym przegłosem indoeuropejskim, tzw. ablautem) i słabe (odmieniające się regularnie); występuje również specyficzny dla tej grupy przegłos zwany umlautem. Wyróżniają się znaczącym (około jednej trzeciej) odsetkiem wyrazów o nieustalonym, przedindoeuropejskim pochodzeniu.
Języki helleńskie
W podręcznikowym ujęciu jest do nich zaliczany jedynie język grecki (ogólny termin obejmujący różne odmiany i stadia rozwojowe), którym mówi kilkanaście milionów osób [ᴄ ok. 14 mln; ᴋ 12,3 mln] w Grecji i na Cyprze. Nowsze klasyfikacje wyróżniają od kilku do kilkunastu odrębnych (w tym martwych) języków helleńskich. Druga najstarsza grupa indoeuropejska pod względem zabytków językowych – najwcześniejsze teksty w języku mykeńskim†, zapisane pismem linearnym B, są datowane na ok. 1400 r. p.n.e. Po epoce greki klasycznej† dominującą rolę odgrywał mówiony standard koine† (oparty głównie na dialekcie attyckim†), z którego powstała greka współczesna, zwana językiem nowogreckim. Nowogrecki utracił bezokolicznik, zyskał z kolei czas przyszły z czasownikiem posiłkowym „chcieć” oraz, jak w germańskich i romańskich, perfectum z „mieć”. W użyciu alfabet grecki.
Języki indoaryjskie
Największa grupa zarówno pod względem liczby języków, jak i liczby mówiących (być może nawet powyżej miliarda użytkowników [ʙ pow. 800 mln; ᴄ pow. 700 mln; ᴋ 1350 mln]), używana głównie na subkontynencie indyjskim. Do indoaryjskich należą m.in. hindi i urdu, bengalski, marathi czy lahnda. Zaliczają się do nich również języki romskie, używane w Europie, a także hindi fidżyjskie na Fidżi. Najstarsze fragmenty indyjskich tekstów literackich w sanskrycie wedyjskim, choć spisane wiele wieków później, mogły powstać nawet 1500 lat p.n.e. W wielu językach nowoindyjskich istnieją jedynie dwa przypadki gramatyczne – używany wraz z poimkami przypadek zależny (niemianownikowy) oraz niezależny, samodzielny; natomiast w skład zasobów fonetycznych bardzo często wchodzą spółgłoski retrofleksyjne oraz zwarte dźwięczne przydechowe. W części z nich – podobnie jak w niektórych językach pozostałych grup podrodziny indoirańskiej – wykształciły się pewne konstrukcje ergatywne. Indoaryjskie posługują się dużą liczbą indyjskich alfabetów sylabicznych, z których najpowszechniej używanym jest dewanagari. Ponadto takie języki jak np. urdu, sindhi, a czasami też pendżabski stosują pismo arabskie.
Języki irańskie
Grupa z terenów głównie Bliskiego Wschodu, a także Afganistanu, Tadżykistanu oraz zachodniego Pakistanu; należącymi do niej językami mówi ok. 150–200 mln osób [ʙ 150–200 mln; ᴋ 150 mln]. Największym językiem gałęzi irańskiej jest perski, mniejsze to m.in. paszto, kurdyjski czy beludżi. Irańskojęzyczna enklawa istnieje też na pograniczu Rosji i Gruzji (język osetyjski). Współcześnie wiele języków tej grupy do zapisu używa alfabetu perskiego. Fragmenty najstarszego irańskiego tekstu literackiego, Awesty, są datowane na ok. 1000–800 lat p.n.e. Użyty w nim język (zwany awestyjskim) miał bardzo archaiczny charakter, zbliżony do języka indoaryjskiej Rygwedy. W niektórych językach nowoirańskich istnieje wykładnik dołączany do obiektu posiadania w konstrukcjach dzierżawczych – tzw. izafet. Zauważalna jest tendencja do zaniku rodzaju nijakiego oraz starej deklinacji – dawny system przypadków został powszechnie zastąpiony systemem form wykorzystujących prepozycje i postpozycje.
Języki italskie (wraz z romańskimi)
     umbryjski
     południowopiceński
     sabiński
     faliskijski
     łacina
     dial. środkowoitalskie
     wolski
     oskijski
     sykulski ?
(? – niepewny status)

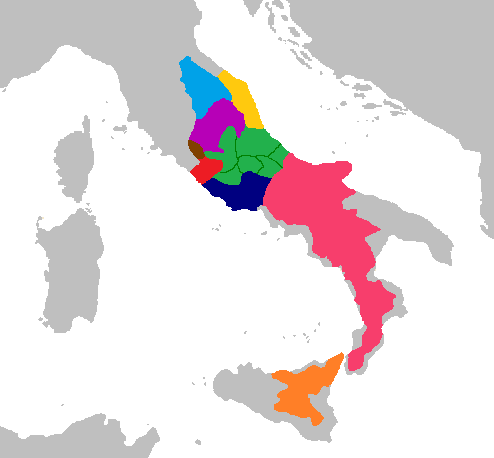
Rozmieszczenie starożytnych języków italskich na terenach dzisiejszych Włoch

Starożytna grupa wymarłych języków z terenów historycznej Italii; najstarsza italskojęzyczna inskrypcja pochodzi z ok. I połowy VII w. p.n.e. Z wyjątkiem łacińskiego(†) języki italskie – wśród nich m.in. faliskijski†, oskijski† czy umbryjski† – wyszły z użycia w początkach n.e. Cechowały się archaiczną fleksją oraz postpozycyjnym (po określanym wyrazie) występowaniem przymiotnika. Używana w mowie potoczna odmiana łaciny – zwana łaciną ludową† – dała początek całej grupie języków współczesnych, którą tworzą języki romańskie. Mówi nimi ok. 800–900 mln osób [ʙ 920 mln; ᴋ 800 mln] głównie w Europie Zachodniej, Południowej oraz w obu Amerykach. Należą do nich przede wszystkim takie zachodnie języki jak hiszpański, francuski, portugalski i włoski, a także wschodnioeuropejski język rumuński. Romańskie charakteryzują się analityczną strukturą zdania (i związanym z tym występowaniem rodzajnika), zanikiem rodzaju nijakiego, a w sferze fonetycznej bogatym zasobem samogłosek.
Języki nuristańskie
Niewielka grupa kilku języków używanych łącznie przez kilkadziesiąt do stu tysięcy osób [ʙ pow. 100 tys.; ᴋ 30 tys.] w regionie Hindukuszu na pograniczu Afganistanu i Pakistanu, stanowiąca odrębną gałąź podrodziny indoirańskiej. Nie wykształciły tradycji literackiej; znane badaczom dopiero od dziewiętnastego stulecia. Specyfiką języków nuristańskich jest ich nietypowy i wyrafinowany system wyrażania orientacji w przestrzeni oraz określania kierunków ruchu, pod względem fonetycznym zaś cechują się mnogością spółgłosek retrofleksyjnych.
Języki ormiańskie
Zgodnie z podręcznikowym ujęciem jedyny istniejący do dziś język, ormiański. Nowsze klasyfikacje traktują jego odmianę zachodnioormiańską jako język odrębny. Mówi nimi niecałe 7 mln osób [ʙ, ᴋ 6,7 mln] głównie w Armenii i Górskim Karabachu. Zaświadczone w piśmie od V w. n.e. (język ormiański klasyczny(†)), ich system fonetyczny uległ silnym przekształceniom i nawet rdzennie indoeuropejskie wyrazy często nie przypominają swoich odpowiedników w innych gałęziach rodziny. Brak rodzaju gramatycznego, odmiana przymiotnika stopniowo ulega zanikowi, natomiast posiadanie jest wyrażane z użyciem przyrostków dzierżawczych. W starszej literaturze językoznawczej z ormiańskim wiązane bywały wymarłe języki bądź dialekty trackie (jako grupa tracko-ormiańska). W użyciu alfabet ormiański.
Języki słowiańskie
Występują na terenach Europy Środkowej i Wschodniej, na Bałkanach oraz w Azji Północnej, mają ponad 300 mln użytkowników [ʙ 315 mln; ᴋ 325 mln]. Najstarsze teksty pochodzą z IX w. z języka staro-cerkiewno-słowiańskiego†. Największym językiem grupy jest rosyjski, wśród mniejszych znajdują się m.in. polski, ukraiński, serbsko-chorwacki (starszy termin) czy czeski. Języki słowiańskie do zapisu używają alfabetu łacińskiego (zachodniosłowiańskie), cyrylicy (wschodniosłowiańskie) lub też obu (południowosłowiańskie). Wiele z nich zachowało bardzo rozbudowaną odmianę wyrazów – np. siedem (lub sześć, bez wołacza) przypadków gramatycznych – wyjątkiem jest gałąź bułgarsko-macedońska, gdzie pod wpływem bałkańskiej ligi językowej nastąpił praktycznie całkowity zanik deklinacji. Charakterystyczne dla słowiańszczyzny jest leksykalne rozróżnianie aspektu za pomocą odrębnych czasowników niedokonanych i dokonanych. W wielu językach tej grupy występują sonanty (spółgłoski tworzące sylabę), liczne są różne konstrukcje z użyciem imiesłowów, a czas teraźniejszy bywa często wykorzystywany także do opisywania przyszłości.
Języki tocharskie
Dwa (określane jako A oraz B), a być może trzy (analogicznie: C) wymarłe języki z zachodniego pogranicza współczesnych Chin; najstarsze zabytki piśmiennictwa pochodzą z ok. V w. z tocharskiego B. Znane głównie z manuskryptów odkrytych na przełomie XIX i XX w., zapisanych w jednym z indyjskich systemów pisma, i datowanych na VI–VIII w. n.e. Pod względem fonologicznym należały do języków kentum, co było wyjątkiem we wschodniej części indoeuropejskiego obszaru językowego. Charakteryzowały się całkowitym brakiem spółgłosek dźwięcznych, brakiem czasownika „mieć”, występowaniem przyrostków dzierżawczych oraz rozbudowanym systemem liczby gramatycznej, w którym znajdowały się m.in. liczba podwójna, liczba parzysta, a w tocharskim B również liczba zbiorowa (o znaczeniu dystrybutywnym).

## Przegląd języków
| Klasyfikacja         | Liczba wyróżnianych języków | Liczba wyróżnianych języków | Liczba wyróżnianych języków | Liczba wyróżnianych języków | Liczba wyróżnianych języków | Liczba wyróżnianych języków | Liczba wyróżnianych języków | Liczba wyróżnianych języków | Liczba wyróżnianych języków | Liczba wyróżnianych języków | Liczba wyróżnianych języków | Liczba wyróżnianych języków | Liczba wyróżnianych języków | Liczba wyróżnianych języków | Suma |
| Klasyfikacja         | alb.                        | anat.                       | bałt.                       | celt.                       | germ.                       | helleń.                     | indoar.                     | irań.                       | ital.                       | nurist.                     | orm.                        | słow.                       | toch.                       | inne                        | Suma |
| -------------------- | --------------------------- | --------------------------- | --------------------------- | --------------------------- | --------------------------- | --------------------------- | --------------------------- | --------------------------- | --------------------------- | --------------------------- | --------------------------- | --------------------------- | --------------------------- | --------------------------- | ---- |
| A. Majewicz (1989)   | 1                           | 8                           | 8                           | 10                          | 23                          | 4                           | 40                          | 50                          | 42                          | 23                          | 8                           | 19                          | 2                           | 42                          | 280  |
| M. Ruhlen (1991)     | 1                           | 5                           | 3                           | 7                           | 16                          | 3                           | 49                          | 49                          | 23                          | 5                           | 2                           | 15                          | 2                           | —                           | 180  |
| E. Kausen (2010)     | 1                           | 8                           | 4                           | 12                          | 17                          | 1                           | 122                         | 60                          | 22                          | 6                           | 1                           | 21                          | 2                           | 7                           | 284  |
| Glottolog 5.1 (2024) | 4                           | 10                          | 2                           | 15                          | 106                         | 13                          | 220                         | 96                          | 86                          | 5                           | 3                           | 20                          | 2                           | 4                           | 586  |
| Ethnologue 28 (2025) | 4                           | —                           | 7                           | 6                           | 49                          | 6                           | 221                         | 84                          | 45                          | 6                           | 2                           | 24                          | —                           | 1                           | 455  |

### Języki najczęściej używane
Liczba osób posługujących się poszczególnymi językami rodziny jest trudna do sprecyzowania. Piętnaście – pod względem łącznej liczby mówiących – najczęściej używanych w pierwszej połowie lat 20. XXI w. języków indoeuropejskich (z pominięciem języków typu kreolskiego) przedstawiono w poniższej tabeli. Zawarte w niej dane opublikowane zostały w Ethnologue w 2025 r.
| Lp. | Język indoeuropejski    | Grupa językowa | Liczba mówiących | Liczba mówiących |
| Lp. | Język indoeuropejski    | Grupa językowa | rodzima          | łączna           |
| --- | ----------------------- | -------------- | ---------------- | ---------------- |
| 1   | angielski               | germańska      | 390              | ~1500            |
| 2   | hindi                   | indoaryjska    | 345              | 609,1            |
| 3   | hiszpański              | romańska       | 484              | 558,5            |
| 4   | francuski               | romańska       | 74               | 311,9            |
| 5   | bengalski               | indoaryjska    | 242              | 284,3            |
| 6   | portugalski             | romańska       | 250              | 266,6            |
| 7   | rosyjski                | słowiańska     | 145              | 253,4            |
| 8   | urdu                    | indoaryjska    | 78               | 246,0            |
| 9   | niemiecki (standardowy) | germańska      | 76               | 134,0            |
| 10  | marathi                 | indoaryjska    | 83               | 99,3             |
| 11  | zachodniopendżabski     | indoaryjska    | ?                | 90,3             |
| 12  | perski (irański)        | irańska        | 65               | 82,6             |
| 13  | włoski                  | romańska       | 63               | 66,2             |
| 14  | gudźarati               | indoaryjska    | 58               | 62,5             |
| 15  | bhodźpuri               | indoaryjska    | >52              | 52,7             |
|     |                         |                | (w milionach)    |                  |

Do pozostałych indoeuropejskich języków (w tym kreoli, zapisanych niżej kursywą), z których każdym mówi łącznie co najmniej 10 mln osób, zgodnie z tym samym źródłem należą:
- pidżyn nigeryjski – 120,7;
- polski – 45,3;
- orija – 39,5;
- ukraiński – 39,0;
- sindhi – 36,9;
- (wschodnio)pendżabski – 36,5;
- dari – 33,4;
- nepalski – 33,1;
- paszto północny – 27,2;
- saraiki – 25,6;
- niderlandzki – 25,4;
- rumuński – 23,7;
- asamski – 23,6;
- paszto południowy – 21,7;
- magadhi – 21,0;
- syngaleski – 20,2;
- afrikaans – 18,1;
- maithili – 17,6;
- północnokurdyjski – 17,2;
- ćhattisgarhi – 16,3;
- bawarski – 13,7;
- kreolski haitański – 13,7;
- grecki – 13,3;
- szwedzki – 13,3;
- chatgaya – 13,0;
- dakhini – 12,8;
- czeski – 12,5;
- sadri – 12,1;
- pidżyn kameruński – 12,0;
- sylheti – 11,5;
- rangpuri – 10,8;
- tadżycki – 10,6.

Według szacunków Jamesa Clacksona co najmniej siedemdziesiąt indoeuropejskich etnolektów miało w 2003 r. milion lub więcej rodzimych użytkowników, natomiast Ernst Kausen w r. 2010 wymienił ich (łącznie z makrojęzykami) dziewięćdziesiąt.

### Języki urzędowe
Co najmniej jeden indoeuropejski język jest językiem urzędowym w większości krajów świata. Poniższa lista języków o takim statusie została oparta na Urzędowym wykazie nazw państw i terytoriów niesamodzielnych z 2023 r.
     język główny
     język dodatkowy

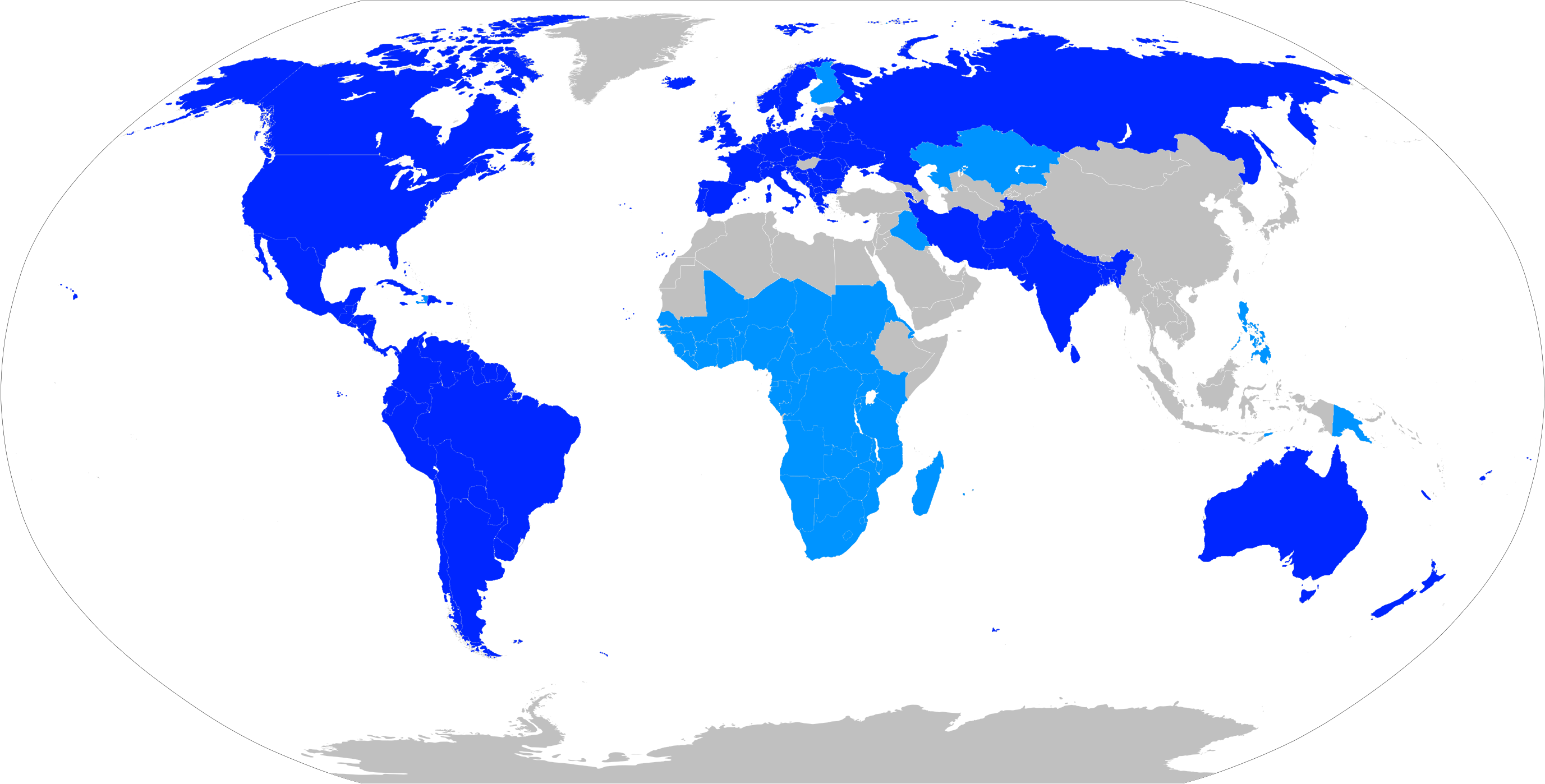
Kraje, w których indoeuropejski język jest językiem urzędowym

Języki indoeuropejskie urzędowe w co najmniej jednym kraju:
- angielski – 58 krajów i 46 terytoriów;
- francuski – 29 krajów i 15 terytoriów;
- hiszpański – 20 krajów i terytorium Portoryko;
- portugalski – 9 krajów;
- niemiecki – 6 krajów;
- rosyjski, włoski – po 4 kraje;
- niderlandzki – 3 kraje i 6 terytoriów;
- serbski – 3 kraje;
- albański, chorwacki, grecki, rumuński, szwedzki – po 2 kraje;
- duński – 1 kraj i terytorium Wysp Owczych;
- afrykanerski, bengalski, białoruski, bośniacki, bułgarski, czarnogórski, czeski, dari, hindi, hindi fidżyjskie, irlandzki, islandzki, kataloński, kurdyjski, litewski, luksemburski, łaciński, łotewski, macedoński, nepalski, norweski bokmål, norweski nynorsk, ormiański, paszto, perski, polski, retoromański, słowacki, słoweński, syngaleski, tadżycki, ukraiński, urdu – po 1 kraju.

Wyłącznie na terytoriach zależnych urzędowymi językami są:
- norweski (ogólnie[r]) – 5 terytoriów (Jan Mayen, Svalbard, Wyspa Bouveta, Wyspa Piotra I i Ziemia Królowej Maud);
- farerski, manx – po 1 terytorium (kolejno Wyspy Owcze i Wyspa Man).

Listę uzupełniają języki kreolskie:
- bislama – na Vanuatu;
- kreolski haitański – na Haiti;
- kreolski seszelski – na Seszelach;
- papiamento – na terytoriach Aruby, Bonaire i Curaçao;
- norfolski – na terytorium Norfolku;
- tok pisin – w Papui-Nowej Gwinei.

Oprócz tego niektóre języki rodziny są też oficjalnymi językami dużych międzynarodowych organizacji, m.in.:
- Organizacji Narodów Zjednoczonych – angielski, francuski, hiszpański i rosyjski (4 z 6 języków)[166];
- Unii Europejskiej – angielski, bułgarski, chorwacki, czeski, duński, francuski, grecki, hiszpański, irlandzki, litewski, łotewski, niderlandzki, niemiecki, polski, portugalski, rumuński, słowacki, słoweński, szwedzki i włoski (20 z 24 języków)[167].

## Charakterystyka

### Morfologia i składnia

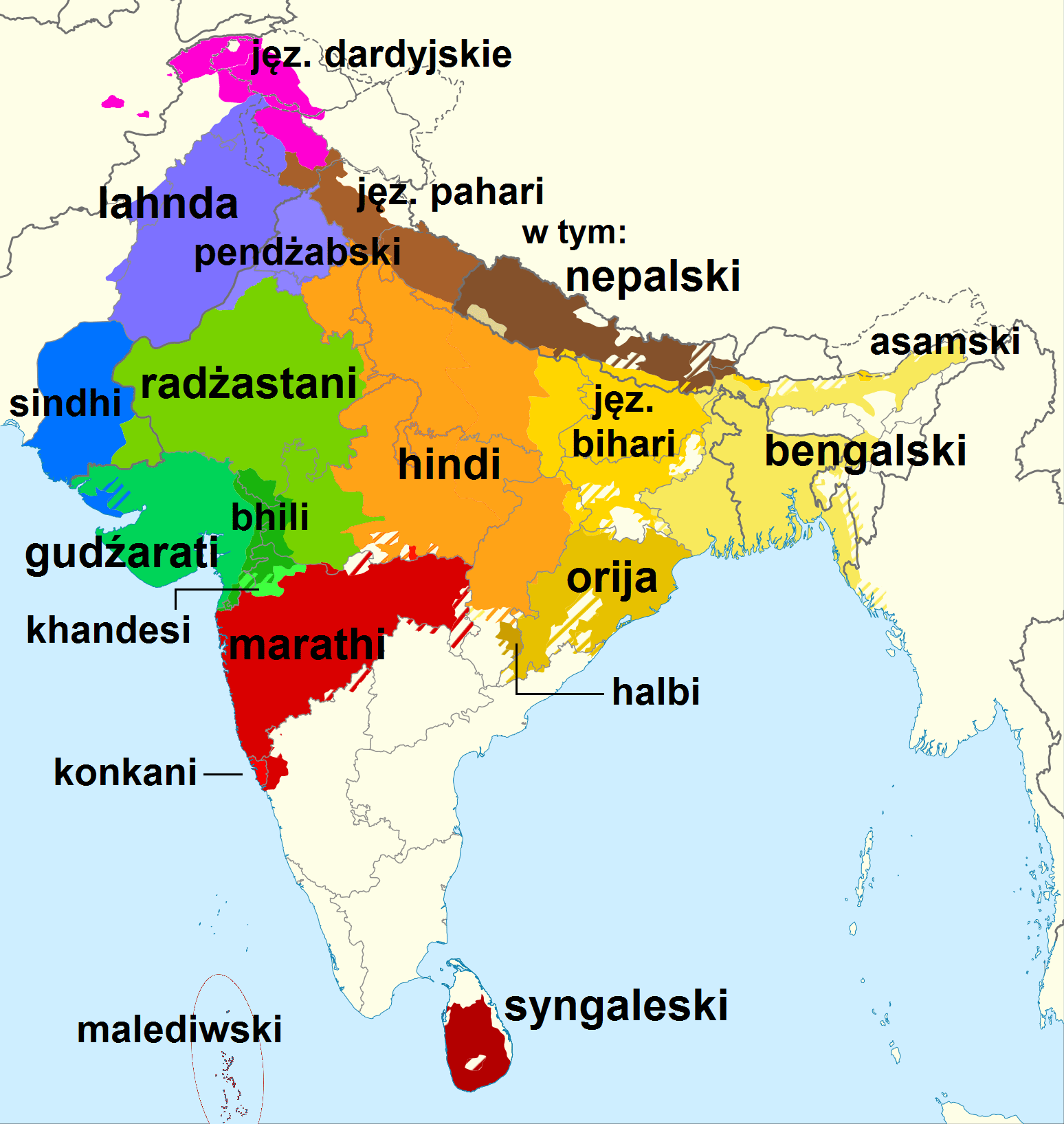
Rozmieszczenie wybranych języków indoaryjskich

Języki indoeuropejskie są, z niewielkimi wyjątkami, językami fleksyjnymi. Wyrazy podlegające odmianie składają się z tematu wyrazowego, który niesie znaczenie ogólne, oraz – najczęściej – pojedynczej końcówki fleksyjnej, która kumuluje w sobie różne funkcje. Fleksyjność jest typowa dla rodziny indoeuropejskiej – poza nią występuje rzadko. Najbardziej rozbudowaną deklinację mają języki bałtosłowiańskie, starsze indoirańskie, a ponadto dawne celtyberyjski, łaciński i mykeński. W części pozostałych uległa ona znacznemu uproszczeniu, w szczególności we współczesnych celtyckich, germańskich, romańskich czy wielu indoirańskich. W dużej liczbie języków tej ostatniej gałęzi (prawdopodobnie wskutek obcych wpływów) wykształcił się nowy, aglutynacyjny typ odmiany przez przypadki.

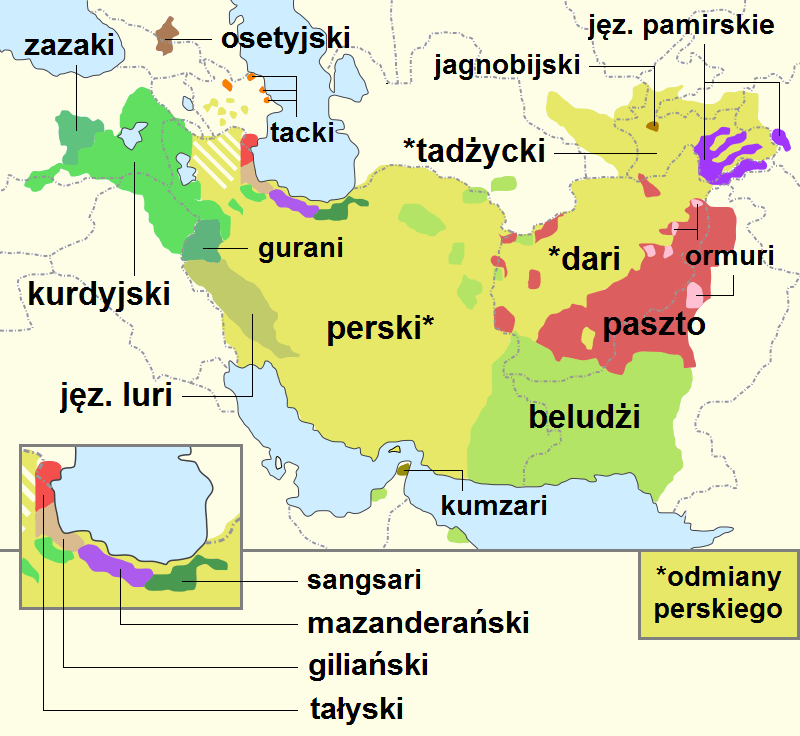
Rozmieszczenie wybranych języków grupy irańskiej

W większości języki rodziny indoeuropejskiej należą do języków syntetycznych, czyli takich, w których przeważają jednowyrazowe formy gramatyczne, tworzone za pomocą różnych przyrostków i przedrostków. Mniejsza część z kolei to języki analityczne, charakteryzujące się występowaniem licznych form wielowyrazowych, w których gramatyczną funkcję pełnią słowa posiłkowe – np. niektóre czasowniki, przyimki czy przysłówki. W praktyce jest to jednak skala ciągła, gdyż w poszczególnych językach często pojawiają się oba typy form. Silnie syntetyczny jest m.in. litewski, a jeszcze bardziej starożytny wedyjski; najbardziej analityczną strukturę mają zaś afrikaans i bengalski. Analityczne cechy przeważają też w angielskim, duńskim, francuskim, hindi, perskim czy włoskim, a także w bułgarskim i macedońskim.
| polski    | – | „profesor-owi”, „mieszka-ł-a-by” (syntet.), ale „będzie się uczyć” (analit.)            |
| angielski | – | with a pen ‘długopisem’, I will come ‘przyjdę’ (analit.), ale sing-s ‘śpiewa’ (syntet.) |

Pod względem stosunków morfosyntaktycznych języki indoeuropejskie należą zasadniczo do nominatywno-akuzatywnych – podmiot zdania zarówno przechodniego, jak i nieprzechodniego jest z reguły wyrażany mianownikiem, a dopełnienie bliższe za pomocą biernika. Wyjątkiem są te, w których – w wyniku kontaktów z innymi rodzinami – występują pewne konstrukcje ergatywne (podmiot zdań przechodnich przyjmuje wówczas formę przypadka zwanego ergatywem, a podmiot nieprzechodnich oraz dopełnienie – absolutywu). Należą do nich przede wszystkim niektóre języki indoirańskie, np. hindi, urdu, marathi, większość dardyjskich i nuristańskich, paszto czy średnioperski; quasi-ergatywna konstrukcja istniała też w języku hetyckim.
| polski | – | „Chłopiec mówi” (nieprzech.) i „Chłopiec uderzył psa” (przech. – mianownik)          |
| hindi  | – | Laṛkā bolta hai (nieprzech.), ale Laṛke-ne kuttā mārā hai (przech. – ergatyw) [j.w.] |

Typowymi szykami zdania w językach rodziny indoeuropejskiej są te, w których na początku występuje podmiot: SVO (podmiot—orzeczenie—dopełnienie) i SOV (podmiot—dopełnienie—orzeczenie). Podział między nimi ma w dużej mierze geograficzny charakter: szyku SVO, z dopełnieniem na końcu, używają prawie wszystkie nowożytne języki indoeuropejskie w Europie, z kolei szyk SOV, w którym zdanie kończy się orzeczeniem, jest typowy dla języków rodziny z terenów Azji. Językiem SOV była ponadto łacina; oba zaś są równorzędne w ormiańskim. Specyficzny wariant V2 – w którym orzeczenie znajduje się na drugim miejscu niezależnie od tego, która część mowy jest pierwsza – dominuje w językach germańskich (z wyjątkiem angielskiego), a także w bretońskim i kaszmirskim. Natomiast zupełnie inny typ, VSO (orzeczenie—podmiot—dopełnienie), charakteryzuje większość współczesnych języków grupy celtyckiej (wymarły galijski należał do kategorii SVO).
| polski    | – | szyk SVO: „Marek czyta książkę”                           |
| łacina    | – | szyk SOV: Marcus librum legit = „Marek książkę czyta”     |
| irlandzki | – | szyk VSO: Léann Marcus an leabhar = „Czyta Marek książkę” |

Niemniej jednak w rozmaitych językach indoeuropejskich, zwanych przypadkowymi, stosunki składniowe realizowane są za pomocą form wyrazowych (np. odpowiednimi przypadkami czy miejscem akcentu), zatem szyk zdania nie pełni w nich aż tak dużej roli i w sporym zakresie jest ruchomy. Jedynie w językach pozycyjnych, gdzie o sensie wypowiedzi decyduje pozycja wyrazów w zdaniu, zmiana szyku jest bardzo mocno ograniczona – w szczególności, gdy chodzi o kolejność podmiotu i dopełnienia bliższego (zamiana miejscami powoduje zmianę znaczenia na przeciwne). Językami tego typu są np. angielski i francuski.
| polski    | – | szyk ruchomy: „Dziewczynka zjadła pomarańczę” lub „Pomarańczę zjadła dziewczynka”                             |
| albański  | – | szyk ruchomy: Vajza i hëngri portokallin lub Portokallin i hëngri vajza [j.w.]                                |
| francuski | – | szyk stały: La fille a mangé l'orange [j.w.], ale L'orange a mangé la fille = „Pomarańcza zjadła dziewczynkę" |

Do ogólnych tendencji rozwojowych rodziny indoeuropejskiej należą m.in. ograniczanie syntetycznej fleksji (zwłaszcza odmiany przez przypadki) na rzecz konstrukcji analitycznych (a w konsekwencji rozwój przyimków i rodzajników), upraszczanie kategorii rodzaju (przede wszystkim zanik rodzaju nijakiego), zmniejszanie się roli przyrostków i wzrost znaczenia przedrostków czy zamiana form nieregularnych na regularne. Skrajnie uproszczoną, jak na indoeuropejskie, morfologię ma język afrikaans – nie tylko nie występują w nim gramatyczne kategorie rodzaju i przypadka, lecz także odmiana czasownika przez osoby i liczby. Ponadto w językach rodziny jest widoczna redukcja konstrukcji z użyciem imiesłowów i bezokolicznika na rzecz hipotaksy (zdań podrzędnie złożonych) oraz utrwalanie się szyku zdania SVO wraz z tendencją do ograniczania jego ruchomości.

### Kategorie gramatyczne

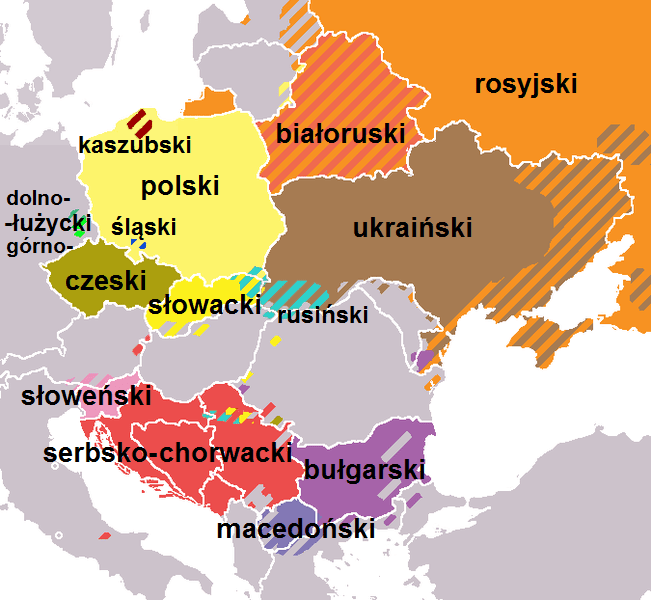
Rozmieszczenie języków słowiańskich w Europie

System kategorii gramatycznych rodziny indoeuropejskiej jest w dużej mierze pochodną struktury jej prajęzyka – aczkolwiek wiele języków późniejszych zmniejszyło liczbę form morfologicznych. Z drugiej strony zaś wykształcały się nowe, nieistniejące wcześniej formy, jak np. odrębny czas przyszły. Do kategorii odziedziczonych przez nominalne części mowy należą zatem rodzaj, przypadek i liczba, natomiast przez czasowniki – liczba, osoba, strona, czas, aspekt i tryb.

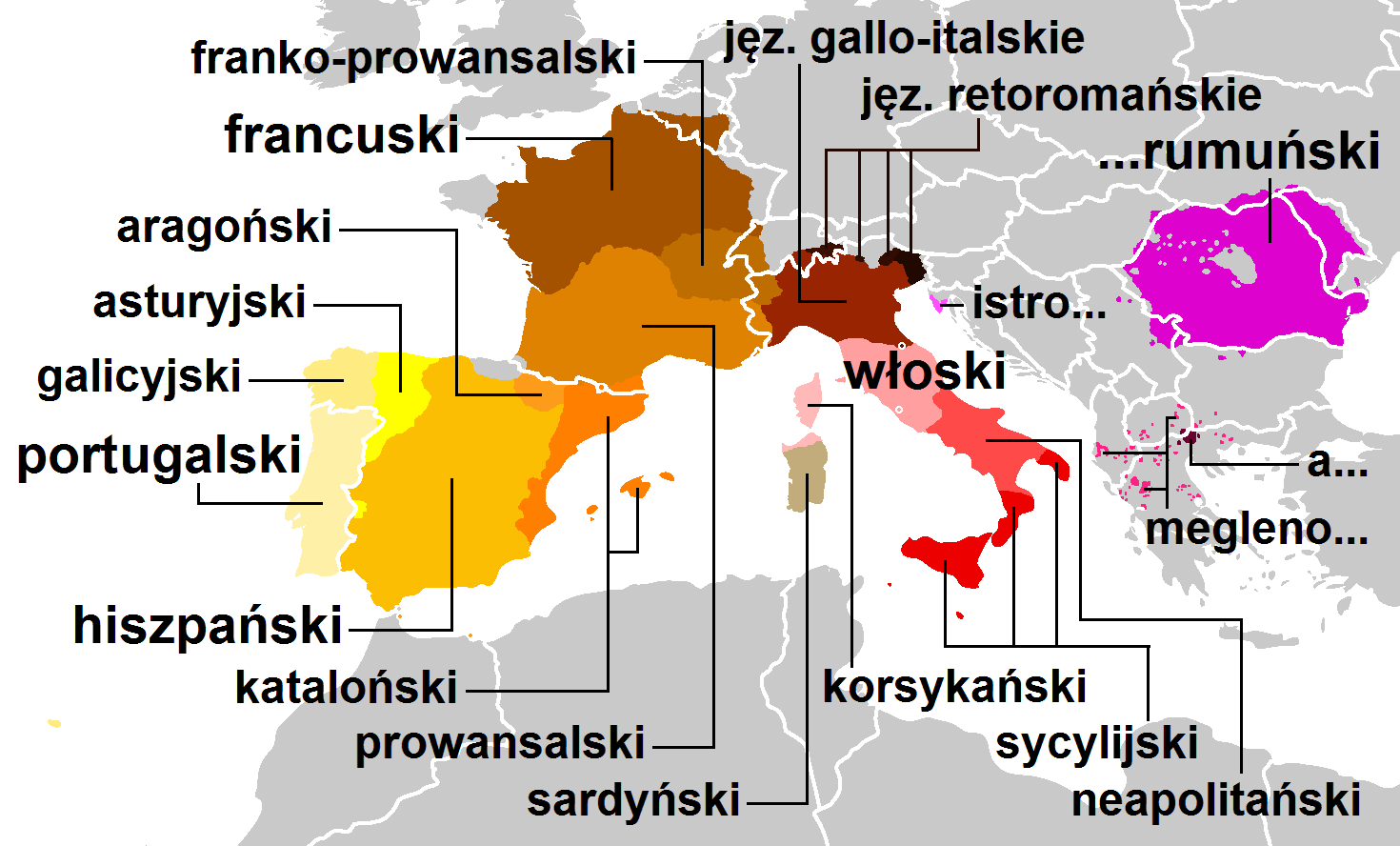
Rozmieszczenie głównych języków romańskich w Europie

Indoeuropejska kategoria rodzaju obejmuje rodzaj męski, żeński i nijaki (z wyjątkiem grupy anatolijskiej, w której istniał wyłącznie rodzaj żywotny i nieżywotny). Wszystkie trzy zostały zachowane m.in. w językach słowiańskich, zachodnioskandynawskich, a także w niemieckim, greckim, gudźarati czy marathi. W innych z kolei ich liczba zredukowana została do dwóch: bez nijakiego, jak w zachodnioromańskich, wschodniobałtyckich, celtyckich, albańskim, kurmandżi czy niektórych indoaryjskich (m.in. hindi, urdu, pendżabskim i sindhi) lub z nijakim i wspólnym (tzw. utrum), jak w duńskim, szwedzkim czy niderlandzkim. Rzadziej wśród indoeuropejskich zdarzają się języki bezrodzajowe – należą do nich afrikaans, niektóre indoirańskie (m.in. beludżi, perski, szugnański, nepalski i orija), ormiański, a także angielski (w ostatnim rodzaj został ograniczony wyłącznie do zaimków osobowych). Czasem pojawiają się dodatkowe podklasy tej kategorii, np. rodzaj męskożywotny w liczbie mnogiej polskiego i rosyjskiego.

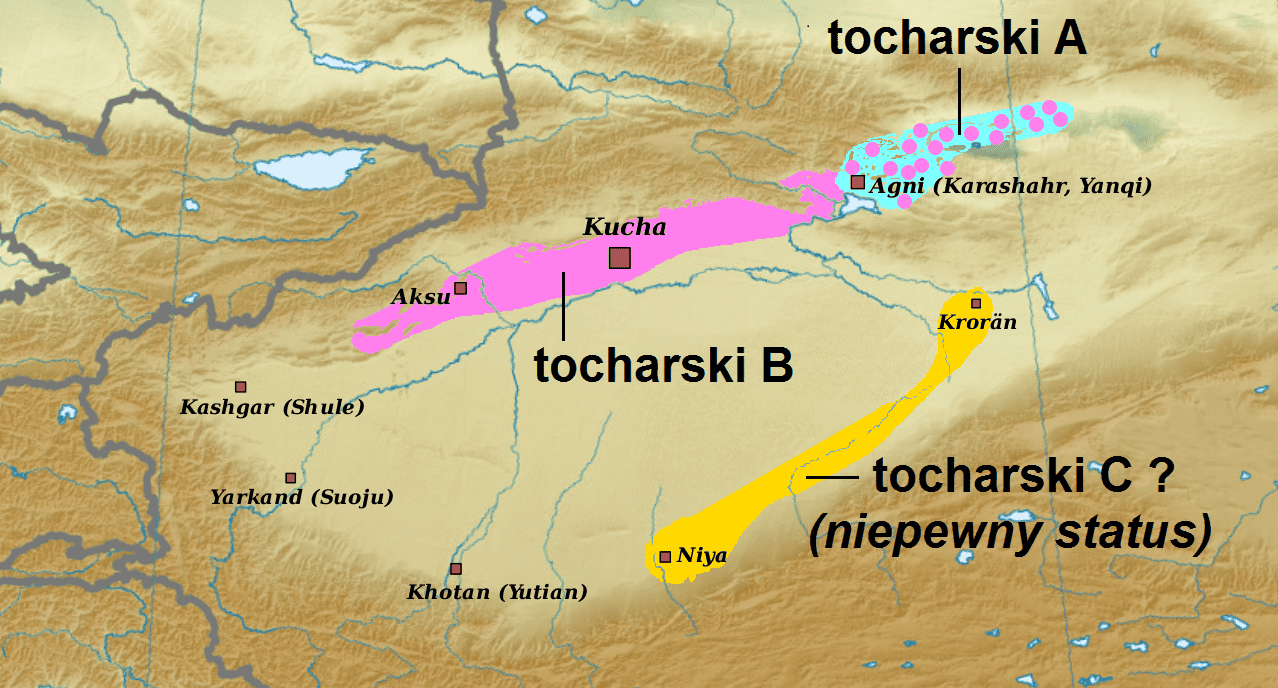
Rozmieszczenie wymarłych języków tocharskich na terenach zachodnich Chin (Kotlina Kaszgarska)

Zróżnicowana w nowożytnych językach rodziny jest liczba gramatycznych przypadków: do siedmiu w bałtosłowiańskich (zachowane mianownik, dopełniacz, celownik, biernik, narzędnik, miejscownik i wołacz), do czterech w germańskich, a do trzech – w celtyckich; po cztery zaś występują w albańskim i nowogreckim. Języki nowoindyjskie charakteryzują się zasadniczo dwoma przypadkami (niezależnym i zależnym); nowoirańskie podobnie (z rzadka tylko trzema) – z wyjątkiem osetyjskiego, który wtórnie wykształcił ich aż dziewięć. Deklinacja zupełnie zanikła z kolei w afrikaans oraz w gałęzi bułgarsko-macedońskiej. Przypadki tworzone syntetycznie wyszły też z użycia w językach zachodnioromańskich, zamiast tego są formowane analitycznie poprzez odpowiednie przyimki. Ośmioma przypadkami (siedmioma jak w polskim i dodatkowo ablatywem) dysponował sanskryt(†), natomiast wymarłe języki tocharskie A i B miały ich odpowiednio dziesięć i jedenaście.
Kategoria liczby we współczesnych językach indoeuropejskich z reguły obejmuje dwie formy: pojedynczą i mnogą. Istniejąca dawniej (np. w wedyjskim, staroawestyjskim†, greckim czy staro-cerkiewno-słowiańskim) liczba podwójna praktycznie uległa zanikowi – wyjątkiem są języki łużyckie i słoweński. W niektórych pozostałych można dostrzec ślady jej wcześniejszej obecności – jak np. w czeskim lub irlandzkim. Bardziej rozbudowany, pięcioliczbowy system – poszerzony o liczbę parzystą (paralis) i zbiorową (plurativus) – istniał w grupie języków tocharskich. Kategorię osoby zaś tworzą trzy powszechnie używane: pierwsza, druga i trzecia osoba gramatyczna. Pierwsza i druga osoba liczby mnogiej mają osobne zaimki męskie i żeńskie w hiszpańskim, a pierwsza osoba liczby pojedynczej – w dawnym tocharskim A. Natomiast w kreolskim języku tok pisin istnieje rozróżnienie zaimków pierwszej osoby liczby mnogiej na inkluzywny i ekskluzywny.
W językach rodziny tradycyjnie są wyróżniane trzy strony gramatyczne: czynna, bierna i zwrotna. Nie wszędzie jednak występują one w jednakowym zakresie – np. w językach słowiańskich formy różnych stron mogą być przyjmowane wyłącznie przez czasowniki przechodnie, a w romańskich stronę zwrotną można też utworzyć od niektórych czasowników nieprzechodnich. W angielskim wiele z tych drugich ma również formy bierne, w klasycznej grece zaś nie istniały żadne ograniczenia. Tylko dwie strony – czynna i bierna – dostępne były w dawnych językach grupy italskiej. Z kolei w ormiańskim oraz w językach gałęzi anatolijskiej i tocharskiej obok czynnej występuje jedynie strona medialna (bierno-zwrotna), a w albańskim druga poza czynną strona jest rozmaicie interpretowana – może wyrażać znaczenia bierne, zwrotne, wzajemne (ang. reciprocal), antysprawcze i in.
Kategoria czasu w powszechnym rozumieniu obejmuje czas przeszły, teraźniejszy i przyszły. Według nowszego ujęcia ten ostatni występuje wśród indoeuropejskich jedynie w językach gałęzi bałtyckiej, celtyckiej i italskiej; w pozostałych natomiast istnieje jakoby wyłącznie czas przeszły i nieprzeszły, a formy przyszłe mają charakter nie czasowy, lecz aspektowy. Samo wyrażanie przyszłości bywa realizowane w różny sposób (w sycylijskim i sorani odrębne konstrukcje przyszłe w ogóle nie są używane). W językach grup takich jak germańska czy słowiańska przyszłe czynności mogą być przedstawiane również za pomocą czasu teraźniejszego. Złożony system czasowo-aspektowy jest charakterystyczny m.in. dla języków romańskich i ligi bałkańskiej. Sześć takich form, tradycyjnie określanych jako czasy, istniało w łacinie – teraźniejsza (niedokonana), perfectum (stan), imperfekt (przeszła niedokonana), zaprzeszła, przyszła i przyszła dokonana, w albańskim zaś jest ich osiem – dodatkowo druga zaprzeszła i aoryst.
Istota wspomnianego gramatycznego aspektu nie jest jednoznacznie ustalona – w niektórych publikacjach bywa do niego zaliczany również tzw. rodzaj czynności (Aktionsart); w najściślejszym zaś znaczeniu aspekt w nowożytnych językach rodziny obejmuje formy niedokonaną i dokonaną. Widoczny kontrast między obiema występuje w wielu językach indoirańskich (w tym w hindi i perskim), romańskich, słowiańskich oraz w nowogreckim. W niektórych z nich są możliwe różne konstrukcje – jak np. w hiszpańskim, w którym istnieją dwie formy dokonane, różniące się kontekstem. W językach słowiańskich aspekt jest wyrażany wyłącznie leksykalnie – używane są odrębne czasowniki o wbudowanym znaczeniu niezakończonej lub zakończonej czynności. Natomiast brak jego rozróżnienia charakteryzuje m.in. rozmaite języki germańskie, wschodnioindoaryjskie (jak bengalski i maithili), a także beludżi i łotewski. Trzy różne aspekty – w tym aoryst i perfectum zamiast jednej formy dokonanej – miała greka klasyczna.
Wreszcie zróżnicowana kategoria trybu, do której w rodzinie indoeuropejskiej należą przede wszystkim tryby oznajmujący i rozkazujący. W poszczególnych językach pojawiają się też inne, jak warunkowy (w różnych językach gałęzi germańskiej, romańskiej i słowiańskiej), życzący (w sanksrycie i klasycznej grece, a współcześnie w albańskim) czy łączący (w romańskich oraz, marginesowo, w angielskim). Sam język albański dysponuje aż sześcioma odrębnymi trybami, wśród których znajduje się m.in. admirativus (wyrażający czynność nagłą i niespodziewaną), a w bułgarskim i macedońskim występuje tryb nieświadka (przekazujący informację zasłyszaną od kogoś lub taką, której mówiący nie jest pewien).. Natomiast w wedyjskim i awestyjskim istniał również tzw. iniunctivus.

### Porównanie słownictwa
W kolejnych tabelach zostały zaprezentowane przykłady słownictwa w wybranych nowożytnych językach rodziny indoeuropejskiej, przedstawiające różnorodność i podobieństwo form. Tabele opracowano na podstawie różnych ogólnodostępnych słowników.
Odmiana czasu teraźniejszego czasownika „być” (odrębne źródło wykorzystano dla języka paszto, transkrypcja podana w oryginalnej wersji):
| Forma czasownika | albański  | łotewski      | walijski      | angielski | duński | grecki            |
| ---------------- | --------- | ------------- | ------------- | --------- | ------ | ----------------- |
| Forma czasownika | alb.      | bałt.         | celt.         | germ.     | germ.  | helleń.           |
| być              | qenë      | būt           | bod           | be        | være   | —                 |
| jestem           | jam       | esmu          | wyf           | am        | er     | είμαι [eímai]     |
| jesteś           | je        | esi           | wyt           | are       | er     | είσαι [eísai]     |
| jest             | është     | ir            | yf            | is        | er     | είναι [eínai]     |
| jesteśmy         | jemi      | esam          | ŷm            | are       | er     | είμαστε [eímaste] |
| jesteście        | jeni      | esat          | ŷch           | are       | er     | είσαστε [eísaste] |
| są               | janë      | ir            | ŷnt           | are       | er     | είναι [eínai]     |
|                  |           |               |               |           |        |                   |
| Forma czasownika | hindi     | paszto        | ormiański     | rumuński  | włoski | chorwacki         |
| Forma czasownika | indoar.   | irań.         | orm.          | rom.      | rom.   | słow.             |
| być              | होना [hona] | —             | լինել [linel] | fi        | essere | biti              |
| jestem           | हूँ [hun]   | یم [yəm]      | եմ [em]       | sunt      | sono   | sam               |
| jesteś           | है [hai]   | یې [ye]       | ես [es]       | ești      | sei    | si                |
| jest             | है [hai]   | ده / دی [da]  | է [e]         | este      | è      | je                |
| jesteśmy         | हैं [hai]   | یو [yu]       | ենք [enk]     | suntem    | siamo  | smo               |
| jesteście        | हैं [hai]   | یاست [yā́stəy] | եք [ek]       | sunteți   | siete  | ste               |
| są               | हैं [hai]   | دي [di]       | են [en]       | sunt      | sono   | su                |

Liczebniki główne z zakresu od jednego do dziesięciu (w sporej części wykorzystano odrębne źródło):
| Liczebnik | albański | litewski | irlandzki | angielski | grecki            | hindi      | perski      | ormiański     | włoski  | czeski |
| --------- | -------- | -------- | --------- | --------- | ----------------- | ---------- | ----------- | ------------- | ------- | ------ |
| Liczebnik | alb.     | bałt.    | celt.     | germ.     | helleń.           | indoar.    | irań.       | orm.          | rom.    | słow.  |
| jeden     | një      | vienas   | aon       | one       | ένα [éna]         | एक [ek]    | یک [jek]    | մեկ [mek]     | uno     | jeden  |
| dwa       | dy       | du       | dó        | two       | δύο [dío]         | दो [do]     | دو [do]     | երկու [jerku] | due     | dva    |
| trzy      | tre      | trys     | trí       | three     | τρία [tría]       | तीन [tin]   | سه [se]     | երեք [jerek]  | tre     | tři    |
| cztery    | katër    | keturi   | ceathair  | four      | τέσσερα [téssera] | चार [ćhar]  | چهار [czar] | չորս [czors]  | quattro | čtyři  |
| pięć      | pesë     | penki    | cúig      | five      | πέντε [pénte]     | पांच [panćh] | پنج [pandż] | հինգ [hing]   | cinque  | pět    |
| sześć     | gjashtë  | šeši     | sé        | six       | έξι [éksi]        | छह [ćhah]  | شش [szesz]  | վեց [wec]     | sei     | šest   |
| siedem    | shtatë   | septyni  | seacht    | seven     | εφτά [eftá]       | सात [sat]   | هفت [haft]  | յոթ [jot]     | sette   | sedm   |
| osiem     | tetë     | aštuoni  | ocht      | eight     | οχτώ [ochtó]      | आठ [ath]   | هشت [haszt] | ութ [ut]      | otto    | osm    |
| dziewięć  | nëntë    | devyni   | naoi      | nine      | εννέα [ennéa]     | नौ [nau]    | نه [no]     | ինը [iny]     | nove    | devět  |
| dziesięć  | dhjetë   | dešimt   | deich     | ten       | δέκα [déka]       | दस [das]   | ده [da]     | տաս [tas]     | dieci   | deset  |

Podstawowe rzeczowniki oznaczające członków najbliższej rodziny:
| Rzeczownik | albański | litewski | irlandzki | angielski | grecki            | hindi       | perski        | ormiański         | włoski   | czeski |
| ---------- | -------- | -------- | --------- | --------- | ----------------- | ----------- | ------------- | ----------------- | -------- | ------ |
| Rzeczownik | alb.     | bałt.    | celt.     | germ.     | helleń.           | indoar.     | irań.         | orm.              | rom.     | słow.  |
| matka      | ëma      | motina   | máthair   | mother    | μητέρα [mitéra]   | माता [mata]   | مادر [madr]   | մայր [majr]       | madre    | matka  |
| ojciec     | atë      | tėvas    | athair    | father    | πατέρας [patéras] | पिता [pita]   | پدر [pedr]    | հայր [hajr]       | padre    | otec   |
| siostra    | motër    | sesuo    | deirfiúr  | sister    | αδελφή [adelfí]   | बहन [bahan] | خواهر [choar] | քույր [kujr]      | sorella  | sestra |
| brat       | vëlla    | brolis   | deartháir | brother   | αδελφός [adelfós] | भाई [bhai]   | برادر [bradr] | եղբայր [jechpajr] | fratello | bratr  |

### Systemy pisma

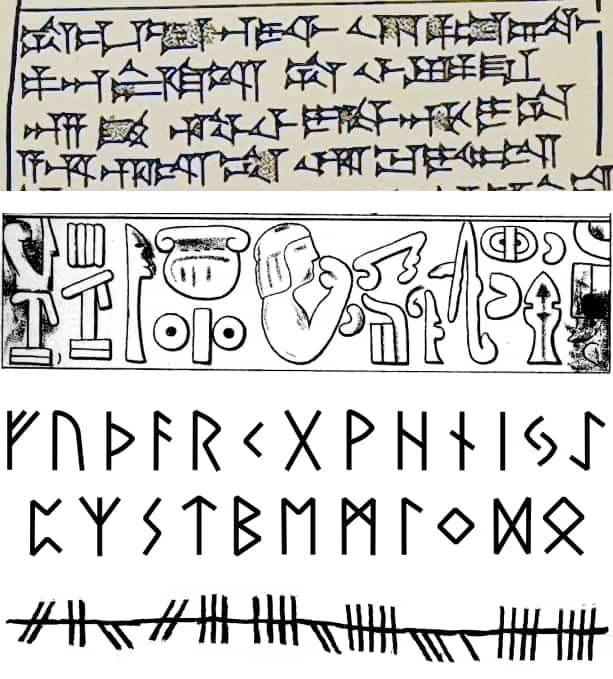
Wybrane systemy pisma używane w dawnych językach indoeuropejskich.
Od góry: klinowe, hieroglify, fuþark, ogamiczne

Indoeuropejskie wykorzystują wiele zróżnicowanych systemów pisma. Żaden z owych języków nie wykształcił jednak systemu całkowicie oryginalnego – wszystkie spotykane w obrębie rodziny sposoby zapisu są pożyczkami, przekształceniami lub adaptacjami tych istniejących już wcześniej. Do najstarszych indoeuropejskich rodzajów pism należały:
- pismo klinowe,
  - pismo klinowe anatolijskie, pochodzące ze starobabilońskiego – w języku hetyckim, luwijskim oraz minimalnie odmienny wariant w palajskim,
  - pismo klinowe epoki Achemenidów – w staroperskim;
- pisma linearne,
  - hieroglify luwijskie – pismo piktograficzne w luwijskim,
  - pismo linearne B – pismo sylabiczno-ideograficzne w mykeńskim.

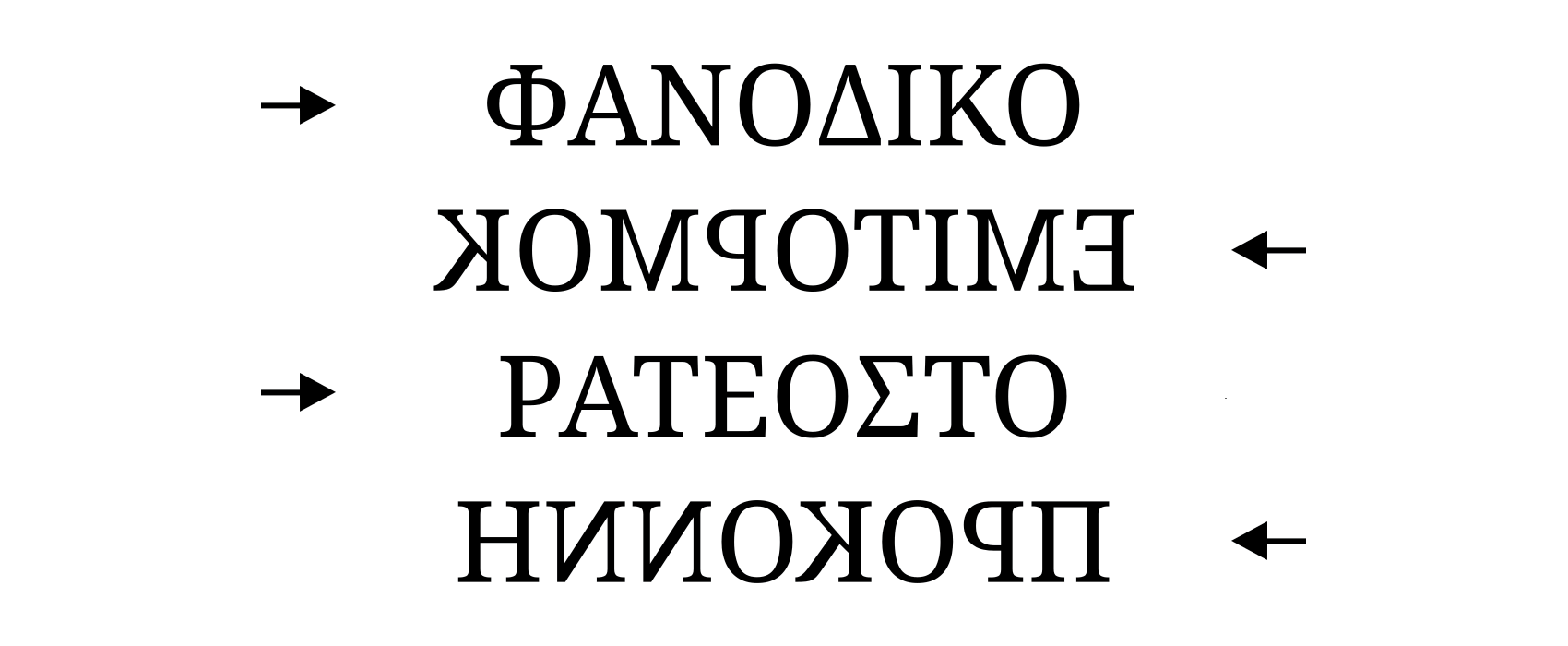
Bustrofedon – spotykany w starożytności układ naprzemiennego zapisu kolejnych linijek tekstu (tu: majuskuła starszej wersji pisma greckiego)

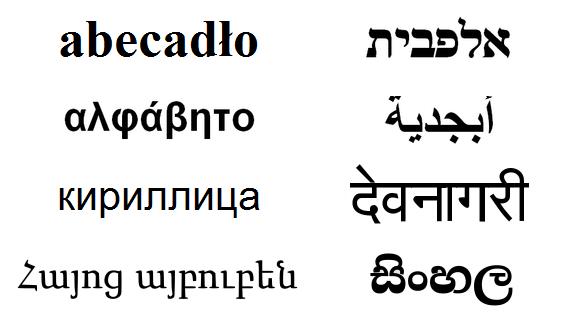
Wybrane systemy pisma stosowane w nowożytnych językach rodziny.
Po lewej: łacińskie, greckie, cyrylica, ormiańskie
Po prawej: hebrajskie, arabskie (oba w zapisie od prawej do lewej), dewanagari, syngaleskie

Wszystkie pozostałe systemy używane w językach rodziny wywodzą się – bezpośrednio lub pośrednio – z zachodniosemickich odmian pisma typu abdżad (pismo spółgłoskowe). I tak z pisma aramejskiego wykształciły się inne abdżady, a także abugidy (pisma alfabetyczno-sylabiczne, zaadaptowane do notacji również samogłosek) oraz alfabet awestyjski. Pozostałe alfabety (czyli pisma, w których spółgłoski i samogłoski są odrębnymi, równoprawnymi znakami) mają u źródła pismo fenickie. Do bezpośrednich następców aramejskiej i fenickiej odmiany pism spółgłoskowych należą:
- abdżady,
  - pisma średnioperskie – różne odmiany w partyjskim, sogdyjskim i pahlawi†,
  - kwadratowe pismo hebrajskie – w wernakularnych językach używanych przez społeczności żydowskie, m.in. judeoperskich i ladino, odrębny system (z dodatkowymi literami dla samogłosek) w jidysz,
  - pismo arabskie – różne warianty w indoirańskich językach islamskiego kręgu kulturowego (paszto, perskim, sindhi i urdu, odrębne systemy z dodatkowymi literami dla samogłosek w kaszmirskim i kurdyjskim), zupełnie odmienna adaptacja w malediwskim;
- abugidy,
  - kharoszthi – w prakrycie gāndhārī†,
  - brahmi – w różnych prakrytach, ponadto jego północna odmiana w językach tocharskich oraz w irańskich tumszukańskim† i (okazjonalnie) sogdyjskim, a odmiana południowa w chotańskim†;
- alfabet,
  - alfabet grecki – w greckim oraz minimalnie odmienny wariant w baktryjskim.

W toku dalszej ewolucji z brahmi, średnioperskiego i greckiego wykształciły się kolejne generacje pism:
- abugidy wykształcone bezpośrednio z brahmi,
  - pisma północnoindyjskie – nāgarī, zwane również dewanagari (w hindi i we współczesnym zapisie sanskrytu, a nieco odmienne ortograficznie wersje w marathi i nepalskim) oraz różne odmiany pism w asamskim, bengalskim, gudźarati, orija i pendżabskim,
  - pismo południowoindyjskie – w syngaleskim;
- alfabet wykształcony bezpośrednio ze średnioperskiego pisma pahlawi, z pewnymi niewielkimi wpływami greckimi,
  - alfabet awestyjski – do zapisu awestyjskiego począwszy od epoki Sasanidów;
- alfabety wykształcone bezpośrednio z greckiego,
  - alfabety anatolijskie – w licyjskim, lidyjskim, karyjskim† i sydetyjskim† oraz w paleobałkańskim języku frygijskim,
  - pisma iberyjskie – m.in. jedno z nich w celtyberyjskim,
  - alfabety języków kościołów wschodnich – alfabet gocki (w gockim†), alfabet ormiański (w ormiańskim), głagolica (w staro-cerkiewno-słowiańskim) oraz cyrylica (w językach wschodniosłowiańskich, a także w bułgarskim, serbskim, mołdawskim, osetyjskim i tadżyckim).

Z greckiego wykształcił się również nieindoeuropejski alfabet etruski, który w późniejszym czasie został zaadaptowany przez ludność italskojęzyczną i przekształcony w kolejne odmiany alfabetów italskich – alfabet łaciński (w łacińskim) oraz poszczególne alfabety w wenetyjskim, faliskijskim, oskijskim i umbryjskim, a także w celtyckim języku lepontyjskim.
Wreszcie ze wspomnianego pisma łacińskiego powstały:
- fuþark – alfabet runiczny w dawnych językach germańskich, m.in. staroangielskim† i staroduńskim†;
- pismo ogamiczne – alfabet w postaci kresek w piktyjskim i staroirlandzkim†;
- lokalne warianty łacinki (m.in. alfabet polski[233]) – w wielu językach Europy (a ponadto w indoirańskich konkani i kurmandżi[234]).

W niektórych indoeuropejskich systemach pisma stosowany jest zapis od prawej strony do lewej – tak jak w piśmie arabskim czy w piśmie taana języka malediwskiego, dawniej zaś występował np. w karyjskim (częściowo), lidyjskim i kharoszthi. Pierwotnie zapisywano w ten sposób również język łaciński, dopóki w IV w. p.n.e. nie ustalił się jego kierunek od lewej do prawej; etapem przejściowym był układ zwany bustrofedonem, w którym kolejne linijki tekstu były umieszczane na zmianę: z prawa na lewo i z lewa na prawo. Bustrofedonu używano też m.in. z hieroglifami luwijskimi.

## Pochodzenie

### Hipoteza prajęzyka
Języki indoeuropejskie wykazują ogromną liczbę zbieżności, regularności i analogii we wszystkich możliwych aspektach. Podobieństwo można dostrzec m.in. wśród wielu słów i rdzeni wyrazowych o tym samym lub zbliżonym znaczeniu:
- hetyckie widār, sanskryckie udan-, greckie húdōr, umbryjskie utur, ormiańskie get[bc], staro-cerkiewno-słowiańskie voda, gockie wato, angielskie water – „woda” lub (w ormiańskim) „rzeka”;
- starohetyckie pad-, sanskryckie pad-, greckie pod-, łacińskie ped-, ormiańskie ot-, tocharskie A pe – „stopa”;
- sanskryckie víś-, mykeńskie wo-ko, łacińskie uīcus, staro-cerkiewno-słowiańskie vĭsĭ, gockie weihs, staroangielskie -wick – „osada” (w staroangielskim tylko w nazwach miejscowych);
- hetyckie iukan, sanskryckie yugá-, greckie zdugón, łacińskie iugum, gockie juk – „jarzmo”;
- sanskryckie rudhira-, greckie eruthrós, łacińskie ruber, staroangielskie rudian, litewskie raũdas – „czerwony” lub (w staroangielskim) „być czerwonym”.

Tego typu podobieństwa językowe mogą być tłumaczone różnymi przyczynami – jedną z nich jest pochodzenie danych form ze wspólnego praźródła, określanego jako prajęzyk. Hipotezę o istnieniu takiego przodka języków indoeuropejskich można wysunąć na podstawie wielu zaobserwowanych analogii w ich systemie semantycznym i składniowym (m.in. podstawowe słownictwo, końcówki fleksyjne czy alternacje samogłosek). Podobne do siebie bywają nie tylko odpowiadające sobie w poszczególnych językach domniemanej rodziny leksemy, lecz także ich całe paradygmaty fleksyjne (wzory odmiany) – jak w przypadku koniugacji czasownika „być” (w szczególności widać to w językach starszych):
| Język             | ‘jestem’ | ‘jesteś’ | ‘jest’   | ‘jesteśmy’ | ‘jesteście’ | ‘są’   |
| ----------------- | -------- | -------- | -------- | ---------- | ----------- | ------ |
| hetycki           | esmi     | —        | eszi     | —          | —           | asanzi |
| wedyjski          | ásmi     | ási      | ásti     | smás       | sthá        | sánti  |
| greka klas.       | eimí     | essí     | estí     | eimés      | esté        | eisí   |
| łacina            | sum      | es       | est      | sumus      | estis       | sunt   |
| gocki             | im       | is       | ist      | sijum      | sijuth      | sind   |
| staro-cerk.-słow. | jesmь    | jesi     | jest~ь/ъ | jesmъ      | jeste       | sǫtъ   |
| litewski          | esmí     | esí      | ẽstí     | ẽsme       | ẽste        | ẽsti   |
| ormiański         | em       | es       | ē        | emkh       | ēkh         | en     |

Innym przykładem mogą być odpowiadające sobie etymologicznie formy czasownika o pierwotnym znaczeniu „nieść”:
| Język             | Liczba pojedyncza | Liczba pojedyncza | Liczba pojedyncza | Liczba podwójna | Liczba podwójna    | Liczba podwójna    | Liczba mnoga       | Liczba mnoga     | Liczba mnoga             |
| Język             | 1.os.             | 2.os.             | 3.os.             | 1.os.           | 2.os.              | 3.os.              | 1.os.              | 2.os.            | 3.os.                    |
| ----------------- | ----------------- | ----------------- | ----------------- | --------------- | ------------------ | ------------------ | ------------------ | ---------------- | ------------------------ |
| wedyjski          | bhárāmi           | bhárasi           | bhárati           | bhárāvas        | bhárathas          | bháratas           | bhárāmas(i)        | bháratha         | bháranti                 |
| greka klas.       | ϕέρω [phérō]      | ϕέρεις [phéreis]  | ϕέρει [phérei]    | —               | ϕέρετον [phéreton] | ϕέρετον [phéreton] | ϕέρομεν [phéromen] | ϕέρετε [phérete] | ϕέρουσι(ν) [phérousi(n)] |
| łacina            | ferō              | fers              | fert              | —               | —                  | —                  | ferimus            | fertis           | ferunt                   |
| staroirlandzki    | biru              | biri              | berid             | —               | —                  | —                  | berm(a)i           | *beirthe         | ber(a)it                 |
| staro-wys.-niem.  | biru              | biris             | birit             | —               | —                  | —                  | berumēs            | beret            | berand                   |
| staro-cerk.-słow. | berǫ              | bereši            | beretŭ            | berevě          | bereta             | beret~e/a          | beremŭ             | berete           | berǫtŭ                   |
| ormiański         | berem             | beres             | berē              | —               | —                  | —                  | beremkՙ            | berēkՙ           | beren                    |

Takie regularności w paradygmatach odmiany są bardzo mocnym argumentem na rzecz teorii, że dane wyrazy zostały nie zapożyczone, a odziedziczone po wspólnym językowym przodku. Michael Meier-Brügger wskazał, że wiele zaobserwowanych indoeuropejskich analogii:
- nie jest uniwersalnych językowo – np. indoeuropejski czasownik „być” ma zupełnie inny charakter i kontekst niż w językach semickich, należących do rodziny afroazjatyckiej;
- nie jest przypadkowych – aczkolwiek losowe podobieństwa również się zdarzają, np. łacińskie deus i klasyczne greckie θεός [theós] – „bóg”;
- nie jest zapożyczeniami – choć w naturalny sposób istnieje mnóstwo różnych pożyczek leksykalnych, np. łacińskie caesar > niemieckie Kaiser – „cesarz”[bf].

Jedynym logicznym wyjaśnieniem tak licznych zbieżnych cech języków indoeuropejskich w zakresie fonetyki, morfologii i słownictwa jest ich pochodzenie z hipotetycznej, wspólnej fazy rozwojowej nazwanej praindoeuropejską. Odziedziczone z niej formy ewoluowały następnie w poszczególnych językach w różny sposób, choć niektóre grupy słownictwa zmieniają się na tyle wolno, że ich podobieństwo bywa widoczne nawet po kilku tysiącleciach od rozpadu owego prajęzyka. W XXI w. wyróżnianie indoeuropejskiej rodziny nie budzi żadnych wątpliwości, a spośród wszystkich jest ona najlepiej i najdokładniej zbadaną przez językoznawców – w czym pomogło wiele zachowanych do dzisiaj źródeł pisanych, pochodzących nawet sprzed dwóch lub więcej tysięcy lat. Badania porównawcze pozwoliły udowodnić ponadto przynależność do niej różnych nowo odkrytych języków – tak m.in. stało się w przypadku anatolijskich czy wenetyjskiego. Umożliwiły też odrzucenie innych – jak np. używanego w Europie baskijskiego. Otwartą kwestią pozostają pytania gdzie, kiedy i kto posługiwał się praindoeuropejską mową.

### Spór o praojczyznę
język praindoeuropejski
     języki indoeuropejskie

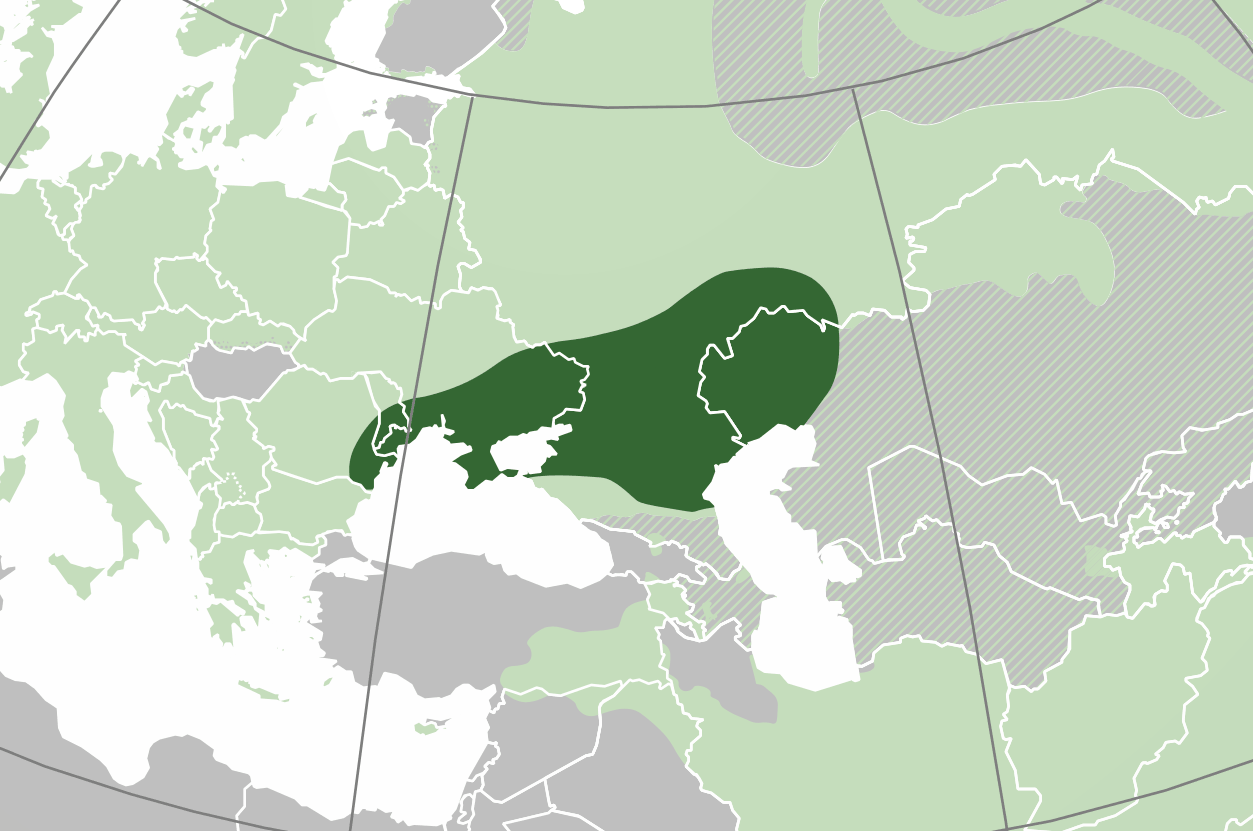
Hipotetyczny, przybliżony zasięg terytorialny języka praindoeuropejskiego zgodnie z teorią stepową (kurhanową)

Wśród badaczy nie ma pełnej zgodności co do tego, gdzie znajdowała się praojczyzna rodziny indoeuropejskiej – inaczej mówiąc, gdzie zamieszkiwała ludność mówiąca językiem praindoeuropejskim. Od końca XX w. rywalizują ze sobą dwie główne hipotezy:
- stepowa – najpopularniejsza i mająca najwięcej zwolenników, lokalizująca pierwotną siedzibę prajęzyka na stepach pomiędzy Morzem Czarnym a Morzem Kaspijskim;
- anatolijska – mniejszościowa i uznawana za mniej prawdopodobną, zgodnie z którą rodzina indoeuropejska wywodzi się z Anatolii.

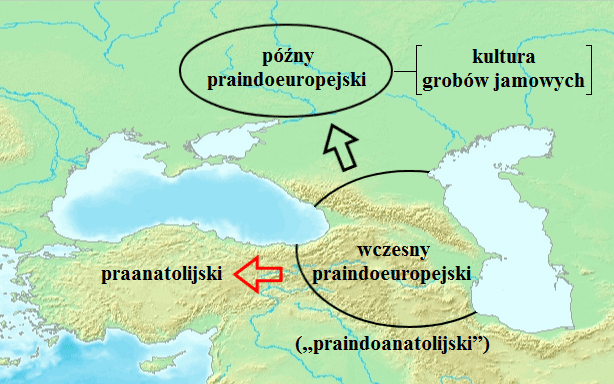
Hipotetyczna, przybliżona lokalizacja różnych etapów rozwojowych prajęzyka rodziny zgodnie z teorią o jego południowokaukaskim pochodzeniu

Według dominującego w XXI w. poglądu wszystkie współczesne gałęzie rodziny wywodzą się z prajęzyka, którego późna postać była używana na obszarze Stepu Pontyjskiego przez ludność tworzącą prehistoryczną kulturę grobów jamowych. Ponadto niektóre badania paleogenetyczne spowodowały wzrost zainteresowania inną teorią głoszącą, że jeszcze przed migracją na step oraz przed odłączeniem się grupy anatolijskiej – pierwszej odrębnej linii rozwojowej – najwcześniejsza indoeuropejska wspólnota zamieszkiwała wyżyny po południowej stronie Kaukazu.
Hipoteza stepowa została przedstawiona przez Mariję Gimbutas w 1956 r. na podstawie porównania wyników badań archeologicznych i językoznawczych. Badaczka umieściła indoeuropejską praojczyznę na Stepie Pontyjskim, nadając swojej teorii nazwę kurhanowej (od kurhanów – neolitycznych mogił w kształcie kopca, występujących na tym obszarze) i powiązała Praindoeuropejczyków ze wspomnianą wyżej kulturą grobów jamowych. Według Gimbutas ekspansja języków indoeuropejskich była spowodowana najazdami ludów pasterskich, tworzących ową kulturę. Pomiędzy 4400 a 2800 r. p.n.e. konni wojownicy mieli zająć niektóre obszary Europy oraz Azji, wypierając lub podbijając miejscową ludność i narzucając jej swój język.
Pierwotna mowa najeźdźców – wraz ze zdobywaniem przez nich nowych terenów, na których się osiedlali – ewoluowała, dając podstawy późniejszej rodzinie indoeuropejskiej. Wyniki badań z 2021 r. pokazały jednak, że początki wędrówek współczesnych ras konia ze stepów miały miejsce ok. 2200 lat p.n.e. – pierwsze indoeuropejskie migracje nie mogły więc odbywać się konno, natomiast użycie rydwanów mogło mieć związek z ekspansją Indoirańczyków. Nowsza wersja teorii kurhanowej głosi, że posługująca się wczesną praindoeuropejską mową ludność zamieszkiwała stepy południowej Ukrainy i Rosji; identyfikuje się ją z kulturą archeologiczną Sredniego Stogu (4500–3500 p.n.e.). Kultura jamowa zaś, która rozwinęła się z niej w późniejszym czasie, miała stanowić ostatni etap wspólnoty indoeuropejskiej.
Z kolei w r. 1987 Colin Renfrew zasugerował związki pomiędzy rozprzestrzenianiem się języków indoeuropejskich a rewolucją neolityczną. Według niego praojczyzna Indoeuropejczyków znajdowała się na terenie Anatolii do 6500 r. p.n.e. W przeciwieństwie do teorii kurhanowej hipoteza anatolijska zakłada pokojowe rozprzestrzenianie się języka i kultury indoeuropejskiej. Renfrew twierdził, że najwcześniejszą wersją praindoeuropejskiego posługiwali się anatolijscy rolnicy ok. 7000 lat p.n.e. 500 lat później, wskutek rolniczych migracji, język ów miał zostać zaniesiony na tereny dzisiejszej Grecji, a następnie wzdłuż Dunaju do Europy Środkowej. Podczas jego rozpowszechniania powstawały różne dialekty, które dały początek poszczególnym indoeuropejskim grupom językowym.
W 2003 r. biolodzy ewolucyjni Russell Gray i Quentin Atkinson na podstawie glottochronologicznych badań 87 języków indoeuropejskich ustalili, że języki anatolijskie faktycznie stanowią najstarszą grupę w rodzinie, zarazem najbardziej zbliżoną do języka praindoeuropejskiego. Wiek indoeuropejskiej pramowy został określony przez nich na 7800 do 9800 lat (czyli w przedziale ok. 7800–5800 p.n.e.), opowiedzieli się tym samym za hipotezą anatolijską. Jednak konkluzje Graya i Atkinsona podważone zostały kilkanaście lat później przez badania, które przeprowadziła grupa językoznawców z Uniwersytetu Kalifornijskiego. W r. 2015 Amerykanie dokonali filogenetycznej analizy statystycznej, która wykazała znacznie późniejsze wydzielenie się najwcześniejszej, anatolijskiej gałęzi. Tym samym istotnie przesunięto datowanie praindoeuropejskiego – na zgodne z hipotezą stepową, wspieraną przez dane archeologiczne (4500–3500 p.n.e.).
Pomocne w lokalizowaniu praojczyzny może być zidentyfikowanie jej sąsiedztwa językowego – w odpowiednich prajęzykach poszukiwane są więc zapożyczenia słownikowe oraz gramatyczne. Wytypowano wyrazy, które prawdopodobnie bardzo wcześnie trafiły z praindoeuropejskiego do prauralskiego†; miało także dochodzić do kontaktów tego pierwszego z kaukaskim językiem prakartwelskim†. Na tej podstawie David Anthony wysnuł wniosek o zamieszkiwaniu ludności praindoeuropejskiej na bliżej nieokreślonych obszarach między Uralem a Kaukazem. Zwracana jest również uwaga na możliwe pożyczki z języka prasemickiego† (np. liczebniki „sześć” i „siedem”) oraz w odwrotnym kierunku.
Analizując domniemane zapożyczenia semickie, kartwelskie i huryckie†, Tamaz Gamkrelidze i Wiaczesław Iwanow przedstawili inną propozycję – według nich indoeuropejska praojczyzna znajdowała się po południowej stronie Kaukazu, na północ od Mezopotamii. Niektóre badania paleogenetyczne z drugiej i trzeciej dekady XXI w. wzbudziły ponowne zainteresowanie tą teorią. Zgodnie z wynikami owych badań pierwsze siedziby Praindoeuropejczyków, jeszcze przed ich migracją na step i do Anatolii, mogły leżeć na terenach dzisiejszej Armenii bądź Iranu. Dopiero stamtąd, poprzez góry kaukaskie, część ludności miała wyruszyć na Step Pontyjski – a wraz z nią język, który później stał się protoplastą wszystkich nieanatolijskich gałęzi rodziny.
Do innych, mniej popularnych hipotez dotyczących miejsca pochodzenia języków indoeuropejskich należą m.in.:
- teoria bałtycko-pontyjska, postulująca istnienie już w mezolicie (ok. 8500–5000 p.n.e.) rozległego areału prajęzyka, rozciągającego się od południowej Skandynawii aż do Morza Kaspijskiego;
- teoria środkowoeuropejsko-bałkańska, zgodnie z którą językiem praindoeuropejskim (datowanym na ok. 5000–3000 p.n.e.) posługiwała się głównie ludność z kręgu kultury ceramiki linearnej.

Natomiast na marginesie nauki znajdują się dwie teorie autochtoniczne: indyjska, w jednym z wariantów (ang. Out of India) utożsamiająca ludność praindoeuropejską z ludnością cywilizacji doliny Indusu oraz paleoeuropejska (ang. Paleolithic Continuity Theory) zespołu Maria Alineiego, według której przodkowie Indoeuropejczyków żyli w Europie już od okresu paleolitu górnego (czyli od minimum kilkunastu tysięcy lat). Jedna zaś z XIX-wiecznych hipotez przypisywała Praindoeuropejczykom, mającym jakoby zamieszkiwać południe Szwecji, określone cechy antropologiczne (blond włosy i niebieskie oczy). Tę fałszywą koncepcję wykorzystywano później w rasistowskich teoriach nazizmu (błędne pojęcie „Aryjczyka”).

### Dane paleogenetyczne

Udział różnych haplogrup wśród wybranych populacji krajów Europy, Bliskiego Wschodu i Afryki Północnej (2005)

Nie istnieją żadne bezpośrednie powiązania między językiem a genami, jednak na podstawie badań genetycznych można w pewnym ograniczonym zakresie odzwierciedlić jego prehistorię. Drzewo filogenetyczne gatunku ludzkiego, zbudowane na podstawie genealogii chromosomu Y (Y-DNA) populacji eurazjatyckich, wskazuje na istnienie populacji z męską (czyli dziedziczoną wyłącznie w męskiej linii rodowej) haplogrupą R1. Ok. 25 tys. lat temu, wskutek przypadkowych mutacji, wykształciły się z niej dwa klady (subhaplogrupy) – R1a i R1b – często występujące u mieszkańców zachodniej i południowej Eurazji.
Haplogrupa R1a częściej pojawia się w Europie Środkowej i Wschodniej oraz w Azji Południowej, R1b zaś przeważa w Europie Zachodniej. Oprócz tego na indoeuropejskich obszarach językowych występuje znaczący odsetek różnych kladów haplogrup I (prawie cała Europa, w szczególności Skandynawia) oraz J (Europa Południowa, Wschodnia, Bliski Wschód i subkontynent indyjski), a w mniejszym stopniu także H (ludność romska), E, G, L czy N. Choć pochodzenie etniczne Indoeuropejczyków bywa różne – co można m.in. zaobserwować na przykładzie populacji anglojęzycznych – najpowszechniejszymi w wielu nowożytnych populacjach europejskich są klady R1a i R1b. Poszukuje się więc prehistorycznych społeczności o tych samych haplotypach, co może pomóc w prześledzeniu migracji ludności hipotetycznie niosącej ze sobą wczesne języki indoeuropejskie, a w konsekwencji w zlokalizowaniu praojczyzny rodziny.
Jako czynnik ekspansji indoeuropejskich języków w Europie bywają wskazywane masowe migracje ludności kultury grobów jamowych i późniejszej kultury ceramiki sznurowej. W 2015 r. przeprowadzono badania materiału genetycznego 69 Europejczyków żyjących między 6000 a 1000 lat p.n.e. – analiza ich DNA wykazała, że ok. 75% mieszkańców terenów tej drugiej kultury miało przodków wśród ludności kultury jamowej. Wyniki owych badań sugerują zatem, że populacje R1a i R1b przybyły do Europy ze wschodnioeuropejskich stepów. Wspiera to tezę o stepowym pochodzeniu przynajmniej części indoeuropejskich języków; pokazuje również, że nie wszystkie (o ile jakiekolwiek) języki rodziny mogły trafić do Europy wraz z pierwszymi migracjami anatolijskich rolników kilka tysięcy lat wcześniej – co jest postulowane przez teorię anatolijską. Populacja R1a bywa również rozpatrywana jako ta, która przyniosła języki indoeuropejskie do Indii.
W r. 2022 inne badania paleogenetyczne ujawniły, że sama ludność kultury grobów jamowych była genetycznie mieszana i składała się przede wszystkim ze społeczności zbieracko-łowieckich z Europy Wschodniej (marker genetyczny EHG – ang. Eastern Hunter-Gatherer) i Kaukazu (CHG – ang. Caucasian Hunter-Gatherer), z niewielką domieszką populacji typu anatolijsko-lewantyńskiego (te ostatnie mogły być związane z europejską kulturą trypolską). Otwartą kwestią pozostaje to, jaka ludność była źródłem wspomnianego kaukaskiego markeru na stepach. Jako potencjalna populacja typu CHG często rozważana jest ludność kultury majkopskiej – według Davida Anthony’ego jej przedstawiciele posługiwali się prajęzykiem abchasko-adygejskim†. Allan Bomhard sugeruje, że język praindoeuropejski wykształcił się, gdy na ów abchasko-adygejski substrat nasunął się dominujący język przeduralski (być może wschodnioeuropejski język ludności EHG kultury samarskiej).
Innego zdania jest Aleksander Kozincew – według niego marker CHG mógł trafić na stepy wraz z pierwszą falą migracji praindoeuropejskiej, która przybyła od południa wzdłuż zachodnich wybrzeży Morza Kaspijskiego. Przyniosła ona również swoją własną mowę, rozpowszechniając ją wśród miejscowych społeczności, posługujących się wówczas nieznanymi językami. Dalsza indoeuropeizacja stepów (tradycje kurhanowe, ale już bez wpływów genetycznych) miała zajść za sprawą ludności majkopskiej, która według rosyjskiego badacza stanowiła drugą falę migracji z południa. Również David Reich opowiada się za południowokaukaską siedzibą najstarszej populacji praindoeuropejskiej. Jego zdaniem musiała ona zamieszkiwać dokładnie po tej samej stronie Kaukazu, co jej anatolijscy potomkowie. Dowodem na to ma być brak odnalezionego w genomie starożytnych Anatolijczyków markeru EHG, występującego u prawie połowy ludności stepowej z okresu kultury grobów jamowych.
Nie da się jednak w pełni i ze stuprocentową pewnością zidentyfikować ludności mówiącej danym językiem i powiązać jej z określoną kulturą archeologiczną, stąd wszystkie propozycje pozostają jedynie mniej lub bardziej prawdopodobnymi hipotezami. Według Olega Bałanowskiego Praindoeuropejczycy stanowili przede wszystkim wspólnotę językową, nie zaś etniczną czy genetyczną. Ich pierwsza populacja charakteryzowała się całym spektrum haplogrup, dzielonych z populacjami sąsiednimi lub siostrzanymi. Nie istnieją do tej pory również żadne dowody na jedność kulturową przodków Indoeuropejczyków – dopiero w Europie ich potomkowie zbudowali wspólną cywilizację. Rasmus Bjørn z Uniwersytetu Kopenhaskiego zaproponował hipotetyczne kombinacje języków, genów i kultur, które mogły występować razem w okresie praindoeuropejskiej wspólnoty językowej na terenach Stepu Pontyjskiego i okolic:
|            | •             | •               | •               | •               | •              | •              | •        |
| prajęzyk   | płn.-kaukaski | płn.-kaukaski   | indoeuropejski  | indoeuropejski  | indoeuropejski | indoeuropejski | uralski  |
| haplogrupa | R1b           | R1b             | R1b             | R1a             | R1a            | G1             | G1       |
| kultura    | majkopska     | grobów jamowych | grobów jamowych | grobów jamowych | samarska       | samarska       | samarska |

### Pokrewne rodziny językowe

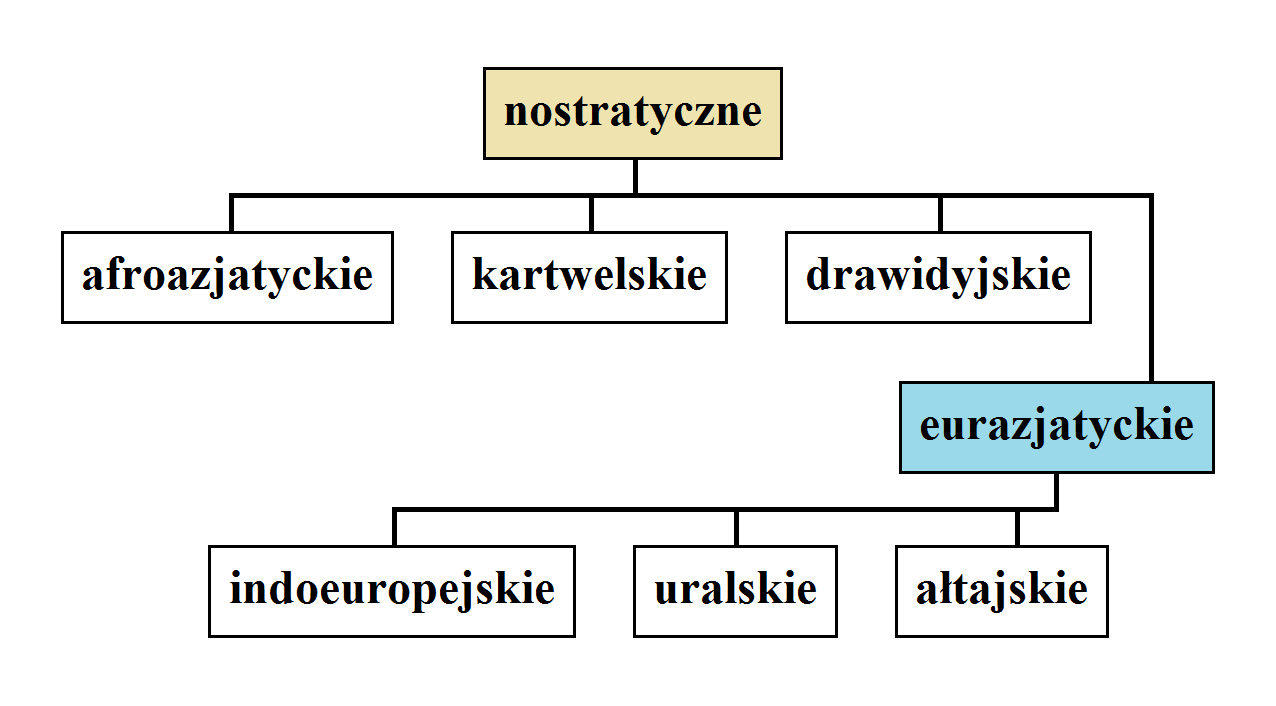
Uproszczony schemat pokrewieństwa makrorodzin eurazjatyckiej i nostratycznej

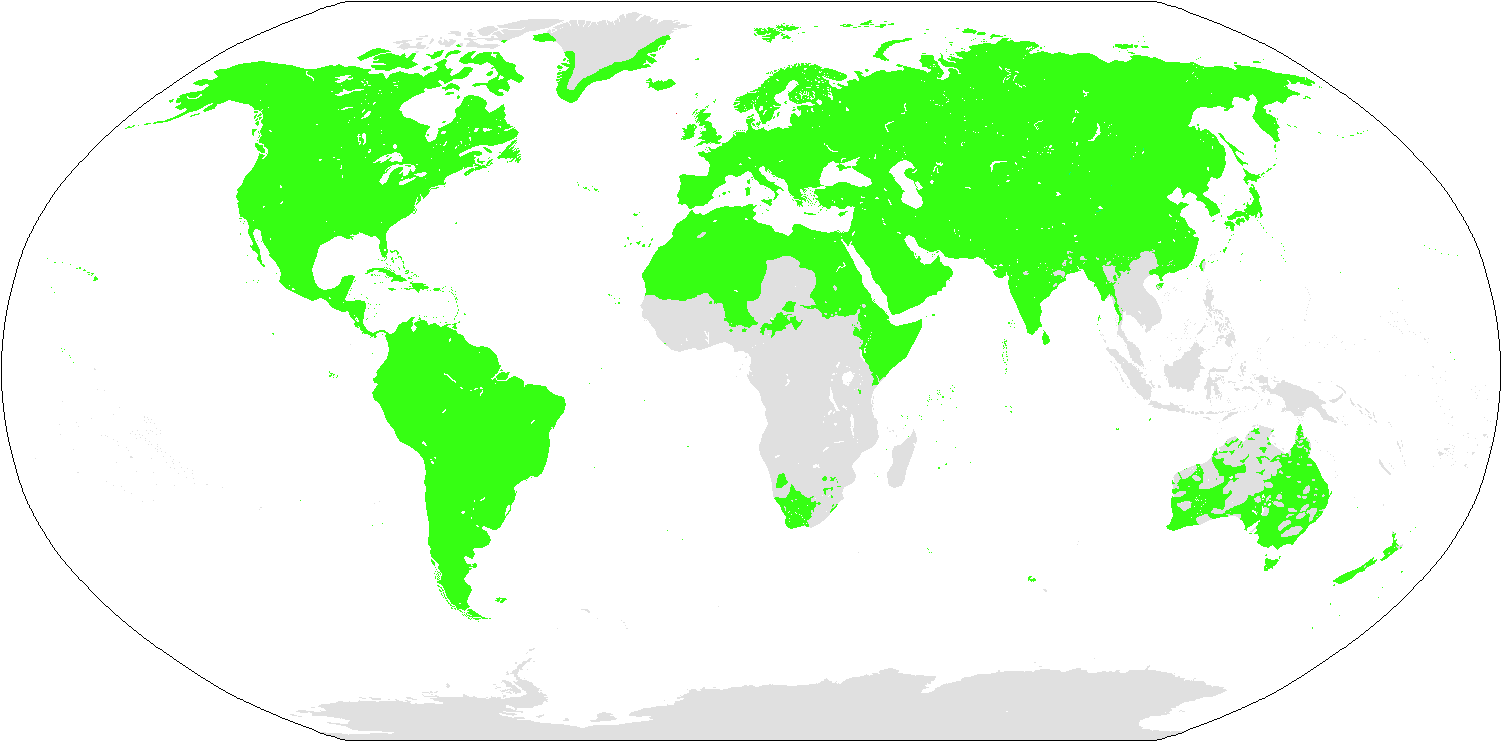
Zasięg terytorialny hipotetycznej boreańskiej fyli językowej

Pokrewieństwo rodziny indoeuropejskiej z innymi nie jest bliżej znane. W literaturze językoznawczej pojawiają się m.in. następujące propozycje najbliższych krewnych języków indoeuropejskich, wysuwane na podstawie różnych zaobserwowanych zbieżności:
- języki uralskie – jako pochodzące wraz z indoeuropejskimi od hipotetycznego języka praindouralskiego†, zestawiane razem w nadrodzinę indo-uralską[296];
- języki abchasko-adygejskie (północno-zachodniokaukaskie) – jako pochodzące wraz z indoeuropejskimi od hipotetycznego języka prapontyjskiego†[297];
- języki huro-urartyjskie† – jako pochodzące wraz z indoeuropejskimi od hipotetycznego, nieokreślonego dokładniej języka „praazjanickiego”†[298].

Ponadto indoeuropejskie łączono z językami rodziny kartwelskiej (południowokaukaskiej) lub semickimi (współcześnie klasyfikowanymi w ramach rodziny afroazjatyckiej). Obie te koncepcje zostały jednak porzucone, a indoeuropejsko-kartwelskie oraz indoeuropejsko-semickie podobieństwa słownikowe tłumaczone są z reguły dawnymi kontaktami, których efektem były pożyczki owych wyrazów.
W XXI w. zainteresowanie badaczy budzi przede wszystkim wspomniana hipoteza indo-uralska, której zwolennikami są m.in. Mate Kapović, Frederik Kortlandt czy Aleksander Kozincew. Zwracana jest uwaga na podobieństwa indoeuropejskich i uralskich końcówek osobowych czasownika, a także na pewne zbieżności leksykalne. Według Kortlandta Praindouralczycy zamieszkiwali tereny na południe od Uralu w VII tysiącleciu p.n.e. Ich część miała przemieścić się bardziej na zachód, nad Morze Czarne, gdzie doszło do jej kontaktów językowych z ludnością kultury majkopskiej i gdzie wykształcił się język praindoeuropejski. Z kolei Kozincew twierdzi, że ojczyzną ludności praindouralskiej były wschodnie wybrzeża Morza Kaspijskiego. Jej południowy odłam, który utworzył najwcześniejszą wspólnotę indoeuropejską, według badacza przesuwał się stopniowo wzdłuż gór Elburs ku południu Kaukazu. Stamtąd indoeuropejski prajęzyk trafił – w odrębnych falach migracji – do Anatolii oraz na Step Pontyjski.
Autorami bardziej rozbudowanych koncepcji są Joseph Greenberg oraz Władysław Illicz-Switycz i Aron Dołgopolski (ci drudzy rozpowszechnili dawniejszą hipotezę Holgera Pedersena), postulujący istnienie makrorodzin językowych o dużym zasięgu:
- eurazjatyckiej (Greenberg) – łączącej języki indoeuropejskie, uralskie (wraz z jukagirskim), ałtajskie[bg], eskimo-aleuckie, czukockie (czukocko-kamczackie) oraz języki etruski†, japoński, koreański, ajnuski i giliacki (niwchijski)[304];
- nostratycznej (Illicz-Switycz i Dołgopolski) – łączącej języki indoeuropejskie, uralskie, ałtajskie[bg], drawidyjskie, kartwelskie i afroazjatyckie, niektórzy inni badacze uwzględniają również pozostałe języki eurazjatyckie wymienione wyżej, a czasem też nilo-saharyjskie i język sumeryjski†[303].

Greenberg zidentyfikował 72 wspólne formanty gramatyczne, powszechnie spotykane w językach domniemanej makrorodziny eurazjatyckiej (np. formant -n-, tworzący przeczenia czy -k-, występujący w formach pytajnych). W wielu pracach innych autorów stanowi ona w zasadzie podzbiór w obrębie makrorodziny nostratycznej; ponadto w późniejszych publikacjach ze ściśle nostratycznych wyłączana bywa rodzina afroazjatycka, która jest traktowana raczej jako ich gałąź siostrzana. Prace nad rekonstrukcją języka pranostratycznego† kontynuuje Allan Bomhard. Według Siergieja Jachontowa ów prajęzyk miał być używany nieco ponad 15 tys. lat temu. Niemniej jednak przedstawione propozycje obu makrorodzin budzą kontrowersje wśród głównego nurtu językoznawców, którzy twierdzą, że zostały one zbudowane wyłącznie na podstawie podobieństw słownikowych – bez uwzględnienia zbieżności gramatycznych, które są trwalsze niż słownictwo i stanowią znacznie pewniejszy dowód pokrewieństwa.
Niektórzy posunęli się jeszcze dalej – Harold Fleming postulował istnienie ogromnej fyli językowej, której nadał nazwę boreańskiej. Miałaby ona obejmować makrorodziny nostratyczną (oraz osobno rodzinę afroazjatycką), amerindiańską i dene-kaukaską – według Fleminga są one spokrewnione ze sobą bardziej niż z pozostałymi językami świata, wiek zaś hipotetycznego prajęzyka boreańskiego† amerykański antropolog szacował na 45 tys. lat. Wreszcie można postawić tezę o istnieniu prajęzyka całej ludzkości†, z którego wywodziłyby się wszystkie istniejące kiedykolwiek rodziny językowe i języki. Badacze uważają jednak, że udowodnienie powszechnego pokrewieństwa języków jest obecnie niemożliwe.

## Prajęzyk
Ostatnim wspólnym przodkiem wszystkich języków indoeuropejskich był język praindoeuropejski. Nie został on zaświadczony bezpośrednio (nie są znane żadne źródła historyczne praindoeuropejskiego), jednak za jego istnieniem przemawiają rozliczne wspólne cechy języków rodziny w zakresie struktur gramatycznych, słownictwa oraz fonetyki. Są one na tyle regularne, że współczesna nauka odrzuca tezy o ich zapożyczeniach z zewnątrz, przypadkowym podobieństwie lub upodobnieniu się wyłącznie wskutek wzajemnego oddziaływania. Jedynym właściwym wyjaśnieniem tak licznych zbieżności wydaje się więc istnienie owego postulowanego prajęzyka, z którego zostały odziedziczone. Jego przybliżona wersja została w znacznym stopniu zrekonstruowana przez językoznawców. Przyjmuje się obecność praindoeuropejskiego kilka tysięcy lat p.n.e. na dokładniej nieokreślonych terenach w zachodniej Eurazji – według najpowszechniej uznawanej hipotezy mówiono nim na obszarze Stepu Pontyjskiego, a zgodnie z nowszymi szacunkami jego główna faza rozwoju przypadała na okres 4000–3000 lat p.n.e.

### Fonologia
Według Donalda Ringe’a w języku praindoeuropejskim występowały następujące głoski:
| Spółgłoski    | Spółgłoski       | warg.  | przjęz. | palatal.    | welar.      | labial. | krtan.  |
| ------------- | ---------------- | ------ | ------- | ----------- | ----------- | ------- | ------- |
| zwarte        | bezdźwięczne     | *p     | *t      | *ḱ          | *k          | *kʷ     |         |
| zwarte        | dźwięczne        | *b     | *d      | *ǵ          | *g          | *gʷ     |         |
| zwarte        | dźw. przydechowe | *bʰ    | *dʰ     | *ǵʰ         | *gʰ         | *gʷʰ    |         |
| szczelinowe   | szczelinowe      |        | *s      |             | *h₂         | *h₃     | *h₁     |
| nosowe        | nosowe           | *m     | *n      |             |             |         |         |
| płynne        | płynne           |        | *r; *l  |             |             |         |         |
| półsamogłoski | półsamogłoski    |        |         | *i̯          |             | *u̯      |         |
|               |                  |        |         |             |             |         |         |
| Samogłoski    | Samogłoski       | niskie | niskie  | półprzymkn. | półprzymkn. | wysokie | wysokie |
| krótkie       | krótkie          |        | *a      | *e          | *o          | *i      | *u      |
| długie        | długie           |        | *ā      | *ē          | *ō          | *ī      | *ū      |

Istniało również sześć dyftongów (dwugłosek) z samogłoskami krótkimi *a, *e oraz *o (*ai̯, *au̯, *ei̯, *eu̯, *oi̯, *ou̯), a dodatkowo z rzadka mogły pojawiać się dyftongi z długimi samogłoskami *ē lub *ō (*ēi̯, *ēu̯, *ōi̯, *ōu̯). System fonetyczny prajęzyka uzupełniały cztery sonanty – zgłoskotwórcze (czyli tworzące sylabę) warianty spółgłosek nosowych i płynnych, oznaczane jako *l̥, *m̥, *n̥ oraz *r̥.
Według zapisu podanego w powyższej tabeli spółgłoski *ḱ oraz *ǵ oznaczają – zgodnie z ich palatalnym charakterem – głoski miękkie. Głoski *kʷ oraz *gʷ to spółgłoski labializowane, wymawiane z zaokrąglonymi wargami. Spółgłoski *bʰ, *dʰ, *ǵʰ, *gʰ oraz *gʷʰ były głoskami wymawianymi z przydechem. Głoski *i̯ (czasem zapisywana w literaturze jako *y) oraz *u̯ (czasem zapisywana jako *w) oznaczają spółgłoski półotwarte, równoznaczne polskim /j/ oraz /ł/. Natomiast trzy głoski zapisywane jako *hₓ (z dolnym indeksem) miały wymowę dokładniej nieznaną. Są one związane z teorią laryngalną, która opiera się na hipotezie Ferdinanda de Saussure’a z 1878 r. o istnieniu w języku praindoeuropejskim „koeficjentów sonantycznych” (nazwanych później głoskami laryngalnymi, czyli laryngałami – gdyż podejrzewano, że miały wymowę gardłową lub krtaniową). Przyjmuje się, że były to spółgłoski:
- *h₁ – szczelinowa krtaniowa bezdźwięczna (symbol MAF: hⓘ) lub zwarcie krtaniowe (ʔⓘ);
- *h₂ – szczelinowa miękkopodniebienna bezdźwięczna (xⓘ) lub szczelinowa gardłowa bezdźwięczna (ħⓘ);
- *h₃ – szczelinowa wargowo-miękkopodniebienna bezdźwięczna (xʷⓘ), szczelinowa gardłowa dźwięczna (ʕⓘ) lub szczelinowa nagłośniowa dźwięczna labializowana (ʢʷ).

Teza de Saussure’a pozwalała wyjaśnić pewne anomalie fonetyczne w starożytnej grece. Jedna z głosek laryngalnych została odkryta w 1927 r. przez Jerzego Kuryłowicza w języku hetyckim z grupy anatolijskiej. W trakcie wykształcania się rodziny laryngały zaniknęły, najczęściej powodując przy tym przekształcenie sąsiadujących z nimi w wyrazach innych głosek – w tym charakterystyczne nadanie odpowiedniej barwy (wymowy) samogłosce *e (kolejno: przy *h₁ – /e/, przy *h₂ – /a/ oraz przy *h₃ – /o/, czyli np. *h₃e > *o), a dodatkowo jej wzdłużenie zastępcze (przekształcenie w długą samogłoskę), jeśli następująca po niej laryngalna była położona przed spółgłoską lub na końcu wyrazu (np. *eh₂- > *ā-). W językach bałtosłowiańskich głoski laryngalne pozostawiły ślad w postaci specyficznego systemu akcentowego.

### Morfonologia

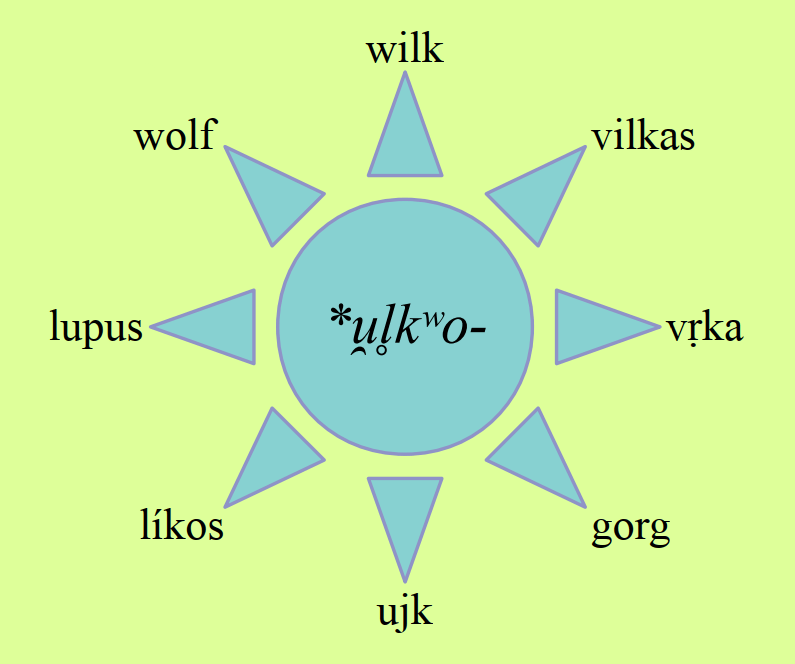
Rdzeń słowa „wilk” w języku praindoeuropejskim oraz jego formy potomne w różnych językach, od góry w prawo: polskim, litewskim, sanskrycie, perskim, albańskim, greckim, łacinie i angielskim

Większość praindoeuropejskich rdzeni wyrazowych składała się z dwóch spółgłosek (każda z nich mogła być też grupą spółgłosek), między którymi pojawiała się samogłoska (najczęściej *e) lub dyftong. W rdzeniach i przyrostkach, czyli w morfemach słowotwórczych, funkcjonował system apofonii – nieumotywowanej fonetycznie wymiany samogłosek (przegłosu). W zależności od formy gramatycznej wyrazu tego typu morfem mógł występować w następujących wariantach, nazywanych stopniami:
- pełnym (ang. full-grade) – zawierającym krótką samogłoskę *e lub *o;
- zerowym (zredukowanym, ang. zero-grade) – bez rdzennej samogłoski;
- wzdłużonym (ang. lengthened-grade) – zawierającym długą samogłoskę *ē lub *ō.

Niezależnie od swojego stopnia rdzenie (zwane również pierwiastkami) niosły jedynie znaczenie ogólne – same w sobie nie stanowiły konkretnych form językowych.
| ‘siedzieć’ | – | *sed- : *sod- : *sd- : *sēd- : *sōd- |
| ‘stopa’    | – | *ped- : *pod- : *pd- : *pēd- : *pōd- |

Dopiero od nich można było – za pomocą odpowiednich afiksów – utworzyć właściwe formy wyrazów. Czasami na początku słowa miała też miejsce reduplikacja – podwajana była wtedy pierwsza spółgłoska (lub dwie pierwsze, gdy rdzeń zaczynał się od *s- albo dowolnego laryngału *hₓ-), po której pojawiało się dodatkowe -e- lub -i-.
| ‘stopa’   | – | *pōd-s ‘stopa’ : *ped-ei ‘stopie’ : *pēd-su ‘[w] stopach’ (kolejno: mianownik l.poj., celownik l.poj. oraz miejscownik l.mn.) |
| ‘iść’     | – | *h₁éi-mi ‘idę’ : *h₁i-énti ‘idą’ (kolejno 1.os. l.poj. oraz 3.os. l.mn., druga forma z rdzeniem w stopniu zerowym)            |
| ‘patrzeć’ | – | *de-dorḱ-e ‘zobaczył’ (3.os. l.poj., forma z reduplikacją)                                                                    |

Echa apofonii praindoeuropejskiej można usłyszeć w niektórych językach potomnych.
| angielski | – | sing : sang : sung (kolejno: bezokolicznik, forma przeszła oraz imiesłów bierny czasownika „śpiewać”) |
| grecki    | – | patḗr : patrós : patéra (kolejno: mianownik, dopełniacz i biernik rzeczownika „ojciec”)               |
| polski    | – | nieść : nosić; wieźć : wozić                                                                          |

Charakterystycznym zjawiskiem było też występowanie tzw. ruchomego s-. Początkowa głoska *s- w wyrazach rozpoczynających się co najmniej dwiema spółgłoskami była bardzo niestabilna i znikała w różnych formach z niewyjaśnionych powodów. Według jednej z hipotez dwie sąsiadujące ze sobą głoski /s/ – pierwsza na końcu jednego słowa, druga na początku następnego (w drugim kolejną musiała być również spółgłoska) – zlewały się w mowie w pojedynczą (odmiana zjawiska typu sandhi), a użytkownicy języka mogli błędnie odbierać ów drugi wyraz bez *s-. Ślady tego fenomenu zachowały się w słownictwie języków indoeuropejskich, co pokazują zaprezentowane niżej przykłady, wybrane ze słownika Juliusa Pokorny’ego.
| *(s)lei- ‘śliski’        | > | łotewskie sliẽnas ‘ślina’, staroirlandzkie† slemun ‘gładki, śliski’ : klasyczne greckie leímax ‘[nagi] ślimak’, łacińskie līmus ‘błoto’, staro-wysoko-niemieckie† leim ‘lin’ |
| *(s)mēlo- ‘małe zwierzę’ | > | angielskie small i gockie smals ‘mały’ : niderlandzkie maal ‘cielę’, ormiańskie mal ‘owca, baran’, walijskie mil ‘zwierzę’                                                   |
| *(s)poimno- ‘piana’      | > | łacińskie spūma i pruskie spoayno ‘piana’ : angielskie foam i rosyjskie péna ‘piana’, sanskryckie phḗna- ‘piana, stóg’                                                       |

Praindoeuropejski był językiem silnie fleksyjnym. Wyrazy należące do odmiennych części mowy dzieliły się pod względem morfonologicznym na:
- tematyczne – mające tzw. samogłoskę tematyczną, czyli dodatkową krótką samogłoskę *e lub *o umieszczoną przed końcówką fleksyjną i ulegającą przegłosowi (np. *bhér-e- : *bhér-o- ‘nieść’[bi]);
- atematyczne – bez samogłoski tematycznej (np. *deh₃- ‘dawać’).

Paradygmaty odmiany atematycznej wydają się starsze i były nieco bardziej skomplikowane; wymianie ulegały w nich samogłoski rdzenia, a ponadto zmieniała się pozycja akcentu.

### Fleksja
Deklinacji podlegały rzeczowniki, przymiotniki, zaimki oraz (szczątkowo – tylko te od 1 do 4) liczebniki. Uwzględniała ona osiem przypadków (siedem jak w polskim oraz ablatyw, odpowiadający na pytania: „skąd?”, „od kogo/czego?”) oraz trzy liczby (pojedynczą, podwójną i mnogą). Nominalne części mowy miały trzy rodzaje gramatyczne (męski, żeński i nijaki), choć według jednej z hipotez podział ten wykształcił się w prajęzyku dopiero po odejściu gałęzi anatolijskiej – teoria ta zakłada, że dawniejszy system zawierał dwie klasy rodzajowe (wspólną męsko-żeńską oraz nijaką, tak jak w językach owej grupy).
Odmiana rzeczownika „wilk” przez przypadki i liczby według Ranka Matasovicia:
| Forma   | Mianownik | Dopełniacz | Celownik   | Biernik  | Narzędnik | Miejscownik | Ablatyw    | Wołacz   |
| L.poj.  | *wlkʷos   | *wlkʷosyo  | *wlkʷōy    | *wlkʷom  | *wlkʷoh₁  | *wlkʷoy     | *wlkʷōd    | *wlkʷe   |
| L.podw. | *wlkʷoh₁  | *wlkʷows   | ?          | *wlkʷoh₁ | ?         | *wlkʷows    | ?          | *wlkʷoh₁ |
| L.mn.   | *wlkʷōs   | *wlkʷōm    | *wlkʷobʰos | *wlkʷons | *wlkʷōys  | *wlkʷoysu   | *wlkʷobʰos | *wlkʷōs  |

Formy rodzajowe mianownika wybranych przymiotników za Robertem Beekesem:
| Przymiotnik | Rodzaj męski | Rodzaj żeński | Rodzaj nijaki |
| ----------- | ------------ | ------------- | ------------- |
| ‘cienki’    | *tenh₂-u-s   | *tenh₂-u-h₂   | *tenh₂-u      |
| ‘nowy’      | *neu-os      | *neu-eh₂      | *neu-om       |
| ‘słodki’    | *sueh₂d-u-s  | *sueh₂d-u-ih₂ | *sueh₂d-u     |

Koniugacja zaś uwzględniała odmianę czasownika przez liczbę, osobę, stronę, tryb oraz aspekt (ten ostatni bywa również interpretowany jako czas), nie istniała za to forma bezokolicznika. Kategoria strony obejmowała stronę czynną i stronę medialną; ta druga odpowiadała polskiej stronie zwrotnej, biernej (jeśli wykonawca czynności nie był podmiotem) lub formie bezosobowej (jeśli podmiot nie był wyrażony, np. „idzie się”). Z kolei w skład kategorii trybu wchodziły: tryb oznajmujący, przypuszczający (wyrażający również zamiary i czynności przyszłe), życzący i rozkazujący; ten ostatni miał również specjalną formę przyszłą, oznaczającą opóźnione polecenie (np. „idź później!”).
Czas gramatyczny, jaki znany jest z języka polskiego miał natomiast w praindoeuropejskim zupełnie inny charakter i był ściśle powiązany z aspektem. Ów czasowo-aspektowy system prajęzyka tworzyły następujące formy:
- niedokonane – wyrażające niezakończoną czynność w czasie, do którego się odnosiły,
  - teraźniejszą, w tym także odnoszącą się do przyszłości,
  - przeszłą;
- aoryst – wyrażający czynność dokonaną i zakończoną w przeszłości;
- perfectum – wyrażający aktualny stan lub rezultat dokonanej wcześniej czynności.

Porównanie form aspektowych przykładowego czasownika oraz ich znaczeń:
|           | niedokonana | aoryst    | perfectum  |
| forma     | *stisteh₂mi | *steh₂m   | *stestoh₂e |
| znaczenie | ‘wstaję’    | ‘wstałem’ | ‘stoję’    |

Morfologiczne rozróżnienie czasu teraźniejszego i przeszłego zachodziło wyłącznie w trybie oznajmującym aspektu niedokonanego. Nie istniał odrębny czas przyszły, a ponadto nie każdy czasownik mógł występować we wszystkich trzech aspektach. Forma niedokonana przeszła miała taki sam temat wyrazowy (rdzeń plus ewentualna samogłoska tematyczna) jak niedokonana teraźniejsza, a końcówkę fleksyjną identyczną jak aoryst. Perfectum zaś nie odróżniało kategorii strony i miało tylko jedną serię końcówek.
Odmiana strony czynnej aspektu niedokonanego czasownika „być” przez liczby, osoby i tryby według Donalda Ringe’a:
| Forma   | Forma | Tryb oznajmujący | Tryb oznajmujący | Tryb przypuszczający | Tryb życzący | Tryb rozkazujący |
| Forma   | Forma | teraźniejszy     | przeszły         | Tryb przypuszczający | Tryb życzący | Tryb rozkazujący |
| L.poj.  | 1.os. | *h₁ésmi          | *h₁ésm̥           | *h₁ésoh₂             | *h₁siḗm      | —                |
| L.poj.  | 2.os. | *h₁ési           | *h₁és            | *h₁ésesi             | *h₁siéh₁s    | *h₁és; *h₁sdʰí   |
| L.poj.  | 3.os. | *h₁ésti          | *h₁ést           | *h₁éseti             | *h₁siéh₁t    | *h₁éstu          |
| L.podw. | 1.os. | *h₁suós          | *h₁sué           | *h₁ésowos            | *h₁sih₁wé    | —                |
| L.podw. | 2.os. | *h₁stés          | *h₁stóm          | *h₁ésetes            | *h₁sih₁tóm   | *h₁stóm          |
| L.podw. | 3.os. | *h₁stés          | *h₁stā́m          | *h₁ésetes            | *h₁sih₁tā́m   | *h₁stā́m          |
| L.mn.   | 1.os. | *h₁sm̥ós          | *h₁sm̥é           | *h₁ésomos            | *h₁sih₁mé    | —                |
| L.mn.   | 2.os. | *h₁sté           | *h₁sté           | *h₁ésete             | *h₁sih₁té    | *h₁sté           |
| L.mn.   | 3.os. | *h₁sénti         | *h₁sénd          | *h₁ésonti            | *h₁sih₁énd   | *h₁séntu         |

### Rekonstrukcja prajęzyka
Podstawowym narzędziem badawczym wykorzystywanym w rekonstrukcji praindoeuropejskiego jest metoda porównawcza. Polega ona na porównywaniu analogicznych elementów poszczególnych form wyrazów w różnych językach, a następnie wyborze z każdego analizowanego segmentu tych najstarszych, które razem składają się na odtworzone praformy. Dokonuje się tego na podstawie pewnych wypracowanych w językoznawstwie zasad. Aby było to możliwe, w językach domniemanej rodziny muszą występować regularne odpowiedniości fonetyczne – czyli takie kombinacje odpowiadających sobie w kolejnych językach fonemów, które systematycznie powtarzają się w wielu słowach.
Brane są pod uwagę głównie języki starsze; zachowały one bowiem najwięcej archaizmów, a tym samym są najbardziej zbliżone do ich hipotetycznego przodka. Zaliczają się do nich m.in. hetycki, mykeński, a w szczególności te dysponujące obszernym korpusem starożytnych tekstów – sanskryt wedyjski i klasyczna greka. W drugiej kolejności uwzględniane są takie języki późniejsze i współczesne, które charakteryzują się istotnymi dla celów rekonstrukcji właściwościami, niewystępującymi poza daną gałęzią rodziny – przede wszystkim tocharskie, łacina, staroirlandzki, staro-cerkiewno-słowiański, ormiański, litewski czy albański. Owocem prac porównawczych był indoeuropejski słownik etymologiczny Juliusa Pokorny’ego z 1959 r., zawierający m.in. odtworzone rdzenie prajęzyka. Jego treść, z poprawkami redakcyjnymi Andriesa Brouwera i Aleksandra Lubockiego (aktualizowana w 2015), jest udostępniona publicznie.
Przykłady zrekonstruowanego praindoeuropejskiego słownictwa (wyrazów lub ich rdzeni):
| czynności  | *pekʷ- (‘gotować, piec’) *h₁ed- (‘jeść’) *h₂erh₃- (‘orać’) *peh₃(i)- (‘pić’) *seh₁- (‘siać’) *s(i)uH (‘szyć’) *ueǵʰ- (‘wozić’)    |
| pożywienie | *h₂ebōl (‘jabłko’) *mēms- (‘mięso’) *medʰu (‘miód [pitny]’) *glkt-s (‘mleko’) *tuHri-s (‘ser’) *seh₂l- (‘sól’) *ǵrHno- (‘ziarno’) |
| rodzina    | *meh₂t(ē)r (‘matka’) *ph₂tḗr (‘ojciec’) *dʰúgh₂tēr (‘córka’) *suHnu- , suHiu- (‘syn’) *suésōr (‘siostra’) *bʰréh₂t(ē)r (‘brat’)   |
| technika   | *Hrot-h₂ , *kʷe-kʷl-os (‘koło’) *gʷiH- (‘łuk’) *h₂erh₃-trom (‘radło’) *peleḱu- (‘siekiera’) *gʷreh₂uōn , *gʷ(e)rh₂n- (‘żarno’)    |
| zwierzęta  | *teh₂uros (‘byk’) *h₁eḱu-(o-) (‘koń’) *gʷeh₃us (‘krowa’) *muHs (‘mysz’) *h₃euis (‘owca’) ḱuōn (‘pies’) *suHs- (‘świnia’)          |

Różne rekonstrukcje liczebników (w wersji Sihlera z możliwych opcji podano wyrazy w stopniu pełnym):
| Autor            | ‘1’        | ‘2’      | ‘3’     | ‘4’       | ‘5’     | ‘6’         | ‘7’    | ‘8’       | ‘9’       | ‘10’     |
| ---------------- | ---------- | -------- | ------- | --------- | ------- | ----------- | ------ | --------- | --------- | -------- |
| A. Sihler (1995) | *Hoi-no-   | *d(u)wo- | *trei-  | *kʷetwor- | *penkʷe | *s(w)/w~eḱs | *septm̥ | *oḱtō     | *(h₁)newn̥ | *deḱm̥(t) |
| R. Beekes (2011) | *Hoi(H)nos | *duoh₁   | *treies | *kʷetuōr  | *penkʷe | *(s)uéks    | *séptm | *h₃eḱteh₃ | *(h₁)néun | *déḱmt   |

W 1868 r. August Schleicher napisał w hipotetycznym języku praindoeuropejskim (odtworzonym głównie na podstawie sanskrytu) krótkie opowiadanie „Owca i konie”. Jego tekst w późniejszych latach był wielokrotnie poprawiany i aktualizowany zgodnie z wizją prajęzyka poszczególnych badaczy. Poniżej przedstawione zostały oryginalna wersja Schleichera (jeszcze bez laryngałów), wersja Andrew Byrda z r. 2013 oraz dosłowne tłumaczenie na polski – wszystkie podzielono na odpowiadające sobie wersy w celu łatwego porównania form. Tekst Byrda został również nagrany przez niego samego i jest publicznie dostępny do odsłuchu.
Avis akvāsas ka
wersja Schleichera (1868)
Avis, jasmin 

varnā na ā ast,

dadarka akvams,

tam, vāgham garum vaghantam,

tam, bhāram magham,

tam, manum āku bharantam.

Avis akvabhjams ā vavakat:

kard aghnutai mai

vidanti manum

akvams agantam.

Akvāsas ā vavakant:

krudhi avai,

kard aghnutai vividvant-svas:

manus patis

varnām avisāms karnauti

svabhjam gharmam vastram

avibhjams ka varnā na asti.

Tat kukruvants

avis agram ā bhugat.
H₂óu̯is h₁éḱu̯ōs-kʷe
wersja Byrda (2013)
h₂áu̯ei̯ h₁i̯osméi̯

h₂u̯l̥h₁náh₂ né h₁ést,

só h₁éḱu̯oms derḱt.

só gʷr̥hₓúm u̯óǵʰom u̯eǵʰed;

só méǵh₂m̥ bʰórom;

só dʰǵʰémonm̥ h₂ṓḱu bʰered.

h₂óu̯is h₁ékʷoi̯bʰi̯os u̯eu̯ked:

“dʰǵʰémonm̥ spéḱi̯oh₂ 

h₁éḱu̯oms-kʷe h₂áǵeti,

ḱḗr moi̯ agʰnutor”.

h₁éḱu̯ōs tu u̯eu̯kond:

“ḱludʰí, h₂ou̯ei̯!

tód spéḱi̯omes, n̥sméi̯ agʰnutór ḱḗr:

dʰǵʰémō, pótis,

sē h₂áu̯i̯es h₂u̯l̥h₁náh₂

gʷʰérmom u̯éstrom u̯ept,

h₂áu̯ibʰi̯os tu h₂u̯l̥h₁náh₂ né h₁esti”.

tód ḱeḱluu̯ṓs

h₂óu̯is h₂aǵróm bʰuged.
Owca i konie
tłumaczenie dosłowne
Owca, która

wełny nie miała,

zobaczyła konie;

jeden wóz ciężki ciągnął,

jeden ładunek wielki,

jeden człowieka szybko wiózł.

Owca do koni zawołała:

„Serce boli mnie,

widząc człowieka

konie poganiającego”.

Konie zawołały:

„Słuchaj, owco,

serce boli, ujrzawszy:

człowiek, pan,

wełnę owcom ścina

sobie na ciepłą odzież

i owce wełny nie mają”.

To usłyszawszy,

owca na pole pobiegła.
Innym utworem tego typu jest opowiadanie „Król i bóg”. Pochodzi ono ze starego indyjskiego tekstu znanego jako Aitareya Brāhmana i zostało przetłumaczone z sanskrytu na praindoeuropejski przez kilku językoznawców w latach dziewięćdziesiątych XX w. (w niezależnych od siebie wersjach).
Zrekonstruowany prajęzyk różni się jednak w swojej istocie od realnego – choć nieznanego – mówionego praindoeuropejskiego. Ten drugi bowiem w naturalny sposób ewoluował i na różnych etapach swojego rozwoju mógł przyjmować różne postaci. Oznacza to, że język odtworzony przez badaczy jest w praktyce sztucznym tworem i zawiera formy mogące pochodzić z różnych okresów języka realnego. Niektórzy próbują rekonstruować jedynie wczesny, środkowy lub późny praindoeuropejski – jest to jednak rozwiązanie problematyczne i trudne metodologicznie. Język ten prawdopodobnie był też zróżnicowany dialektalnie; odtworzone warianty pewnych form mogły być więc używane tylko w obrębie określonych dialektów, a być może nawet płci lub klas społecznych – nie wiadomo jednak, jak je interpretować. Ponadto mogły istnieć elementy prajęzyka, po których nie zachował się żaden ślad, zatem niemożliwa jest ich rekonstrukcja.

## Ewolucja rodziny
Przejście od języka praindoeuropejskiego do rodziny indoeuropejskiej w jej obecnym kształcie zaczęło się od narastającego zróżnicowania dialektalnego tego pierwszego; w późniejszym czasie z jego dialektów wykształciły się nowe, odrębne języki. Kilkanaście z nich w identyczny sposób samo następnie stało się prajęzykami pośrednimi kolejnych grup (np. z pragermańskiego† rozwinęły się języki grupy germańskiej, z prasłowiańskiego† – słowiańskiej itd.). W praktyce ten trwający tysiąclecia proces był jednak dużo bardziej skomplikowany, wieloetapowy i nieregularny oraz wiązał się z licznymi zmianami w całym indoeuropejskim systemie językowym.

### Rozpad prajęzyka
przybliżony zasięg prajęzyka ok. 4000 p.n.e.
     przybliżony zasięg dialektalny ok. 2500 p.n.e.
     przybliżony zasięg rodziny ok. 1000 p.n.e.

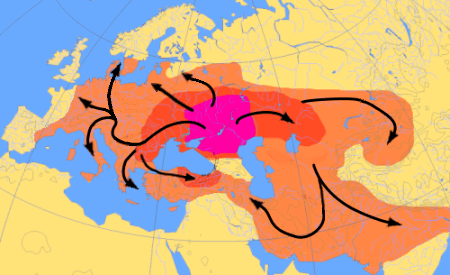
Hipotetyczna lokalizacja praojczyzny i możliwy schemat ekspansji indoeuropejskiej według teorii kurhanowej
przybliżony zasięg prajęzyka ok. 4000 p.n.e.
przybliżony zasięg dialektalny ok. 2500 p.n.e.
przybliżony zasięg rodziny ok. 1000 p.n.e.

Według podręcznikowego modelu Tadeusza Milewskiego z drugiej połowy XX w. rozpad indoeuropejskiego prajęzyka, a tym samym początkowy rozwój rodziny, był zdeterminowany postępującą rozbudową praindoeuropejskiego systemu językowego oraz ekspansją wczesnych społeczności indoeuropejskich. Obszary centralne, na których zachodził szereg językowych innowacji, traciły łączność z powiększającymi się wskutek owej ekspansji obszarami peryferyjnymi – do których zmiany te już nie docierały. Proces ten miał przebiegać w następującej kolejności:
- oderwanie się dialektów peryferiów południowych (anatolijskich) i wschodnich (tocharskich);
- utrata kontaktów językowych między dialektami peryferiów zachodnich (italoceltyckich) a centrum indoeuropejskiego obszaru językowego;
- wyodrębnienie się dialektów peryferiów północnych (germańskich) oraz kolejnej grupy dialektów południowych (helleńskich);
- ostateczny rozpad dialektów centralnych na gałęzie bałtosłowiańską, indoirańską, tracko-ormiańską oraz albańską.

W ten sposób uformował się zasadniczy kształt rodziny, stanowiący (z wyłączeniem porzuconej w XXI w. hipotezy tracko-ormiańskiej) podstawę jej klasyfikacji filogenetycznej. Milewski szacował, że koniec wspólnoty praindoeuropejskiej nastąpił nie później niż 2000 lat p.n.e., a ugrupowanie indoeuropejskich dialektów wyglądało wówczas następująco:
| Podział geograficzny | południowe               | wschodnie    | zachodnie      | północne         |
| peryferyjne          | anatolijskie; helleńskie | tocharskie   | italoceltyckie | germańskie       |
| centralne            | tracko-ormiańskie        | indoirańskie | albańskie      | bałtosłowiańskie |

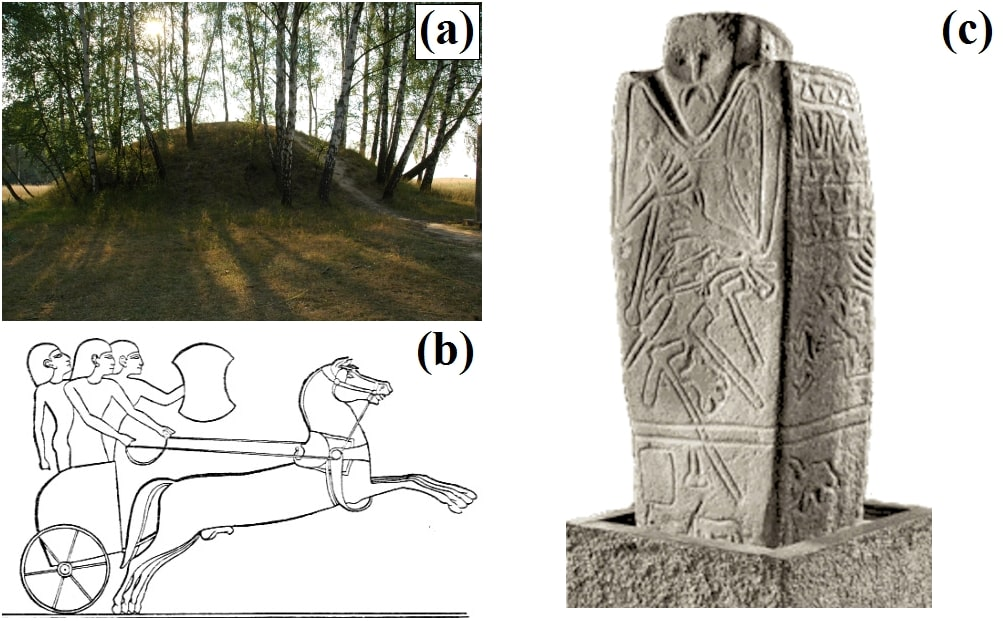
Artefakty charakterystyczne dla wczesnych społeczności indoeuropejskich:
(a) kurhan – mogiła w kształcie kopca (tu: kurhan z terenów późniejszej kultury przeworskiej);
(b) rydwan – pojazd konny, istotny w ekspansji części grup (tu: egipska ilustracja rydwanu hetyckiego);
(c) idol – figura kultowa (tu: idol z III tysiąclecia p.n.e. z terenów kultury grobów jamowych)

Nowszy model rozprzestrzeniania się języków indoeuropejskich autorstwa Davida Anthony’ego z początków XXI w. zakłada, że zasadnicza wspólnota językowa istniała na Stepie Pontyjskim między 4000 a 3000 lat p.n.e., z ewentualną fazą wczesną, sięgającą 4500 p.n.e. oraz fazą późną, maksymalnie 2500 p.n.e. Według amerykańskiego antropologa kolejnymi ruchami ludności były:
- migracja praanatolijska (ok. 4200–3900 p.n.e.), posuwająca się pierwotnie – zanim dotarła do Anatolii – w kierunku zachodnim;
- migracja pratocharska (ok. 3700–3300 p.n.e.) w kierunku wschodnim;
- ekspansja w kierunku zachodnim – najpierw prawdopodobnie ludności pragermańskiej (ok. 3300 lat p.n.e.), a następnie praitaloceltyckiej (ok. 3000 p.n.e.);
- ekspansja prabałtosłowiańska w kierunku północnym (ok. 2800 p.n.e.) oraz w tym samym czasie migracja ludności praormiańskiej;
- migracja ludności prahelleńskiej (ok. 2500 p.n.e.);
- ekspansja praindoirańska w kierunku wschodnim (ok. 2200 p.n.e.), a kilka stuleci później jej rozłam na praindoaryjską i prairańską (ok. 1800 p.n.e.).

Natomiast badania paleogenetyczne z drugiej i trzeciej dekady XXI w. sugerują, że inaczej niż w powyższym modelu mógł wyglądać początkowy etap rozpadu prajęzyka. Zgodnie z ich wynikami najwcześniejsza praindoeuropejska („praindoanatolijska”) populacja zamieszkiwała południową stronę Kaukazu. Stamtąd miała wyruszyć pierwsza fala migracji, posuwająca się ku Anatolii – czego konsekwencją było wykształcenie się odrębnego języka praanatolijskiego. Część zaś pozostałych Praindoeuropejczyków przemieściła się poprzez góry kaukaskie na północ, ostatecznie osiadając na terenach stepowych – tam też doszło do zainicjowania głównego procesu kształtowania się i ekspansji rodziny indoeuropejskiej.
Część badaczy utożsamia ludność niektórych starożytnych kultur archeologicznych z użytkownikami różnych gałęzi języków indoeuropejskich we wczesnych okresach rozwojowych tych ostatnich. I tak tereny kultury afanasjewskiej (3500–2500 p.n.e.) miały być zamieszkiwane przez przodków Tocharów, kultura Sintaszta (2100–1800 p.n.e.) często bywa przypisywana Indoirańczykom, a rozmaite kultury naddunajskie (z okresu 3100–2800 p.n.e.) kojarzone bywają z wczesnymi społecznościami północno-zachodnioindoeuropejskimi (germańsko-italsko-celtyckimi). Same ludy germańskie wiązane są z kulturą jastorfską (600–300 p.n.e.), a celtyckie – z halsztacką (750–450 p.n.e.). Natomiast wspólnota bałtosłowiańska jest łączona z kulturą komarowską (1500 p.n.e.), a późniejsze ludy słowiańskie – z czarnoleską (725–200 p.n.e.).
Ewolucja i rozpad praindoeuropejskiej mowy wiązały się z wieloma zmianami w jej strukturze. Możliwe, że dopiero w późniejszej fazie prajęzyka – po wyodrębnieniu się grupy anatolijskiej – powstał rodzaj żeński, w językach owej gałęzi nieobecny. Deklinacja liczb podwójnej i mnogiej, wcześniej dysponujących jedynie mianownikiem, prawdopodobnie została ukończona po odejściu grupy tocharskiej. Natomiast po odłączeniu się gałęzi italoceltyckiej w pozostałych dialektach praindoeuropejskich rozbudowano odmianę strony medialnej. Ewoluował również pierwotny system fonetyczny – m.in. zanikowi uległy głoski laryngalne, szczątkowo zachowując się jedynie w gałęzi anatolijskiej. Jednak przede wszystkim doszło do istotnych zmian w wymowie niektórych spółgłosek, czego efektem było wykształcenie się dwóch typów języków: kentum i satem.

### Podział kentum–satem
języki kentum
     języki satem

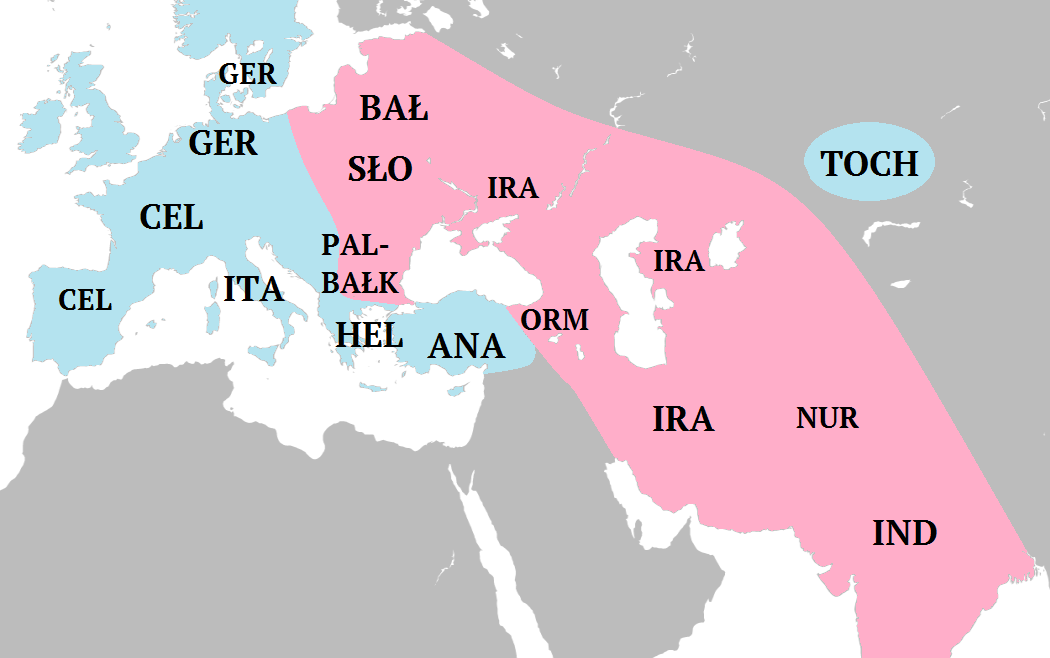
Podział głównych gałęzi indoeuropejskich na kentum i satem oraz ich przybliżone rozmieszczenie w połowie I tysiąclecia p.n.e.

Charakterystycznymi dla rodziny indoeuropejskiej procesami fonetycznymi były zmiany artykulacji (sposobu wymowy) następujących szeregów głosek tylnojęzykowych prajęzyka:
- palatalnych (zmiękczonych) *ḱ — *ǵ — *ǵʰ;
- labializowanych (zaokrąglonych) *kʷ — *gʷ — *gʷʰ.

Ponadto istniał trzeci szereg: czystych (niezmiękczonych i niezaokrąglonych) *k — *g — *gʰ. W bliżej nieokreślonym czasie doszło do uproszczenia owego skomplikowanego systemu na całym indoeuropejskim obszarze językowym. Zmiany dokonały się na dwa różne sposoby:
- w dialektach peryferyjnych zlały się ze sobą głoski niezaokrąglone (czyste i zmiękczone) poprzez depalatalizację, czyli utratę zmiękczenia spółgłosek palatalnych (*ḱ > *k; *ǵ > *g; *ǵʰ > *gʰ)[bf], natomiast szereg głosek zaokrąglonych (*kʷ, *gʷ i *gʷʰ) został zachowany jako odrębny;
- w dialektach centralnych z kolei zlały się głoski niezmiękczone (czyste i zaokrąglone) poprzez delabializację, czyli utratę zaokrąglenia głosek labializowanych (*kʷ > *k; *gʷ > *g; *gʷʰ > *gʰ), miękkie *ḱ zaś zmieniło się w spółgłoskę zwarto-szczelinową *č (o wymowie pośredniej między polskim /ć/ a /cz/), a następnie w *s (ewentualnie *š /sz/ w bałtyckich lub *ś w indoaryjskich), analogicznie miękkie *ǵ i *ǵʰ przekształciły się w *z.

Sytuację fonologiczną po utrwaleniu się owych innowacji przedstawia poniższa tabela:
| Zakres językowy                 |    | Głoski bezdźwięczne | Głoski bezdźwięczne | Głoski bezdźwięczne |    | Głoski dźwięczne | Głoski dźwięczne | Głoski dźwięczne |      | Głoski dźw. przydechowe | Głoski dźw. przydechowe | Głoski dźw. przydechowe |
| ------------------------------- | -- | ------------------- | ------------------- | ------------------- | -- | ---------------- | ---------------- | ---------------- | ---- | ----------------------- | ----------------------- | ----------------------- |
| język praindoeuropejski         |    | *ḱ                  | *k                  | *kʷ                 |    | *ǵ               | *g               | *gʷ              |      | *ǵʰ                     | *gʰ                     | *gʷʰ                    |
| dialekty peryferyjne („kentum”) | *k | *k                  | *kʷ                 | *g                  | *g | *gʷ              | *gʰ              | *gʰ              | *gʷʰ |                         |                         |                         |
| dialekty centralne („satem”)    | *s | *k                  | *k                  | *z                  | *g | *g               | *z               | *gʰ              | *gʰ  |                         |                         |                         |

Odmienna ewolucja głosek tylnojęzykowych stała się podstawą dawnego głównego podziału w wewnętrznej klasyfikacji rodziny. Języki peryferyjne, w których nastąpiła depalatalizacja, nazwano językami kentum (od wymowy liczby „100” w łacinie), a języki centralne, w których dokonał się drugi rodzaj innowacji – językami satem (analogicznie od wymowy w awestyjskim). Sam proces zmiany wymowy głosek palatalnych *ḱ (*ḱ > *č > *s), *ǵ (*ǵ > *z) i *ǵʰ (*ǵʰ > *z) w centralnych dialektach indoeuropejskich zwany jest palatalizacją indoeuropejską. Ostateczne fonologiczne ugrupowanie poszczególnych gałęzi rodziny (z zastrzeżeniami poniżej) ukształtowało się następująco:
- języki kentum – anatolijskie, celtyckie, germańskie, helleńskie, italskie i tocharskie;
- języki satem – albańskie, bałtyckie, indoaryjskie, irańskie, nuristańskie, ormiańskie i słowiańskie.

Ponadto przypuszcza się, że satemowy charakter miały języki trackie, a ilirskie oraz frygijski były językami kentumowymi. Sama satemizacja przebiegała w różnym stopniu: najmocniej w podrodzinie indoirańskiej, znacząco, lecz nieco słabiej w bałtosłowiańskiej (w której zauważalne są pewne pozostałości kentumowe), a najsłabiej w gałęzi albańskiej – gdzie albański zawiera znaczną liczbę form typu kentum. Zwracana jest uwaga na pewną odrębność tego ostatniego języka, w którym omawiane trzy szeregi głosek przekształciły się w dużej mierze na trzy odmienne sposoby; niezależny rozwój dokonał się również w luwijskim z grupy anatolijskiej. Natomiast w gałęzi nuristańskiej palatalizacja indoeuropejska zatrzymała się na zmianie głosek tylnojęzykowych w zwarto-szczelinowe, bez dalszego przejścia w szczelinowe (jak w pozostałych językach indoirańskich).
W części grup lub poszczególnych języków nastąpiły później jeszcze dalsze przekształcenia – np. w pragermańskim doszło do serii przesuwek spółgłoskowych (prawo Grimma – m.in. sekwencja *g⁽ʷ⁾ʰ > *g⁽ʷ⁾ > *k⁽ʷ⁾ > *x⁽ʷ⁾), a podobnego typu proces, choć różniący się szczegółami, zaszedł w gałęzi ormiańskiej (przesuwki ormiańskie). Mylnie bywa czasem interpretowany stan współczesny: np. „sto” w języku francuskim to cent (wymawiane w przybliżeniu /są/), co w wymowie przypomina języki satemowe – jest to jednak efektem późniejszej ewolucji niektórych języków romańskich i odrębnej palatalizacji już po ich wyodrębnieniu się z kentumowej łaciny. Zasadniczo jednak kentumowy lub satemowy charakter wielu indoeuropejskich języków współczesnych i dawnych słychać w wymowie, a co najmniej widać jego ślady w zapisie różnych wyrazów:
| Pierwotne znaczenie | praindo- europejski |               | łaciński        | angielski               | polski       | litewski            |
| ------------------- | ------------------- | ------------- | --------------- | ----------------------- | ------------ | ------------------- |
| Pierwotne znaczenie | praindo- europejski | języki kentum | języki kentum   | języki satem            | języki satem |                     |
| ‘kto’               | *kʷo-               | >             | quī             | who                     | kto          | kas                 |
| ‘serce’             | *ḱerd-              | >             | cor(dis)        | heart                   | serce        | širdis              |
| ‘znać’              | *ǵnō-               | >             | gnōscō (‘znam’) | know (‘znać, wiedzieć’) | znać         | žinoti (‘wiedzieć’) |

W trakcie rozwoju rodziny indoeuropejskiej doszło również do wielu innych zmian w artykulacji. Regularne odpowiedniości zachodzące między dźwiękami w jej różnych gałęziach językowych, będące efektem rozmaitych procesów fonetycznych, opisywane są jako poszczególne prawa głosowe. Należą do nich m.in. wspomniane wyżej prawo Grimma i przesuwki ormiańskie, a ponadto takie jak: prawo Bartholomaego, prawo Brugmanna, prawo Grassmanna, prawo Osthoffa, prawo Vernera, reguła ruki, reguła Wintera i wiele innych.

### Pierwsze poświadczone języki
Po wykształceniu się indoeuropejskich dialektów – stanowiących zalążki głównych gałęzi językowych rodziny – postępowało ich dalsze różnicowanie, związane z kolejnymi migracjami Indoeuropejczyków. Ok. XX w. p.n.e. Anatolijczycy opanowali Azję Mniejszą, gdzie kilka wieków później nastąpił szczyt rozwoju języków anatolijskich, w tym najstarszych zaświadczonych w piśmie języków rodziny: hetyckiego, luwijskiego i palajskiego. W II tysiącleciu p.n.e. doszło również do ekspansji Indoariów i ludów irańskojęzycznych na subkontynencie indyjskim i Wyżynie Irańskiej, ludów helleńskich na południu Bałkanów oraz Italików na Półwyspie Apenińskim; także te społeczności pozostawiły po sobie starożytne zabytki językowe.

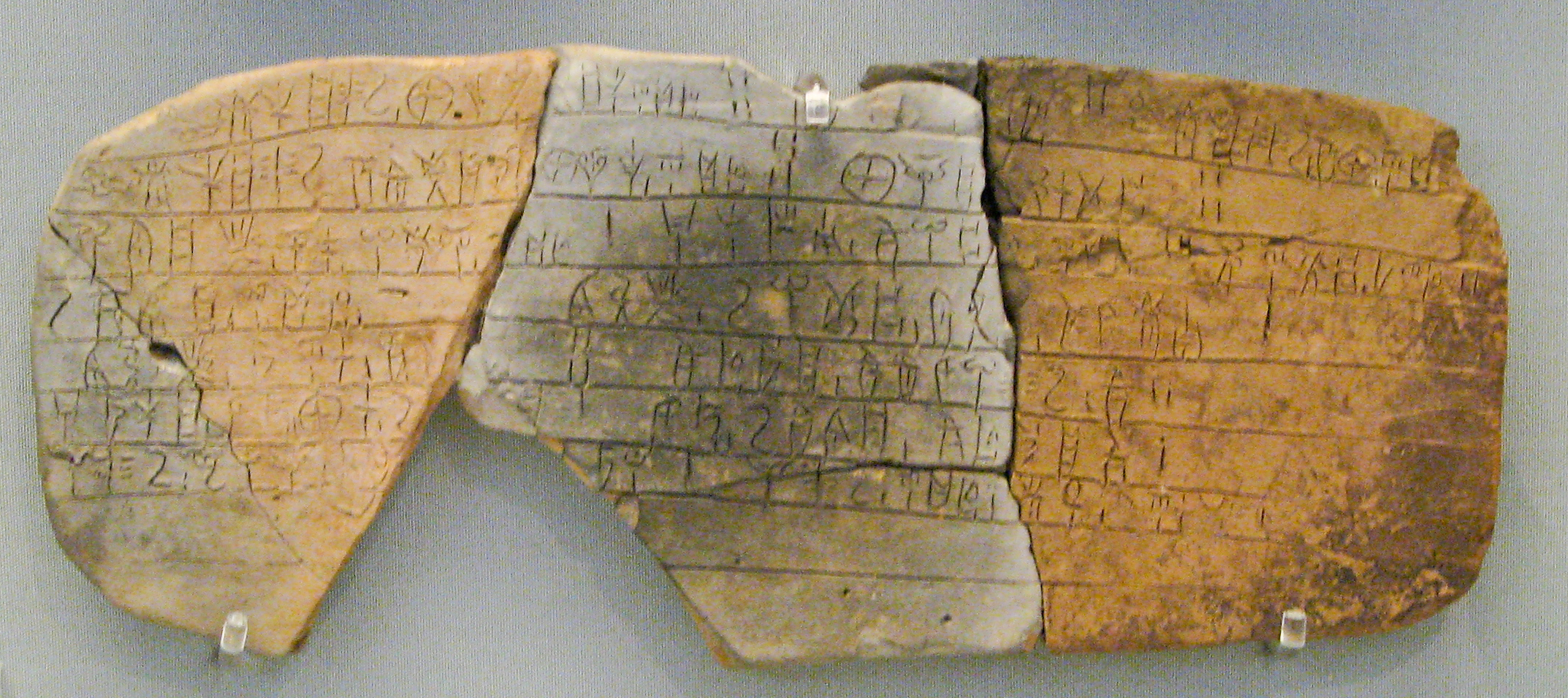
Gliniana tabliczka z Pylos z drugiej połowy II tysiąclecia p.n.e. w języku mykeńskim, zapisana pismem linearnym B

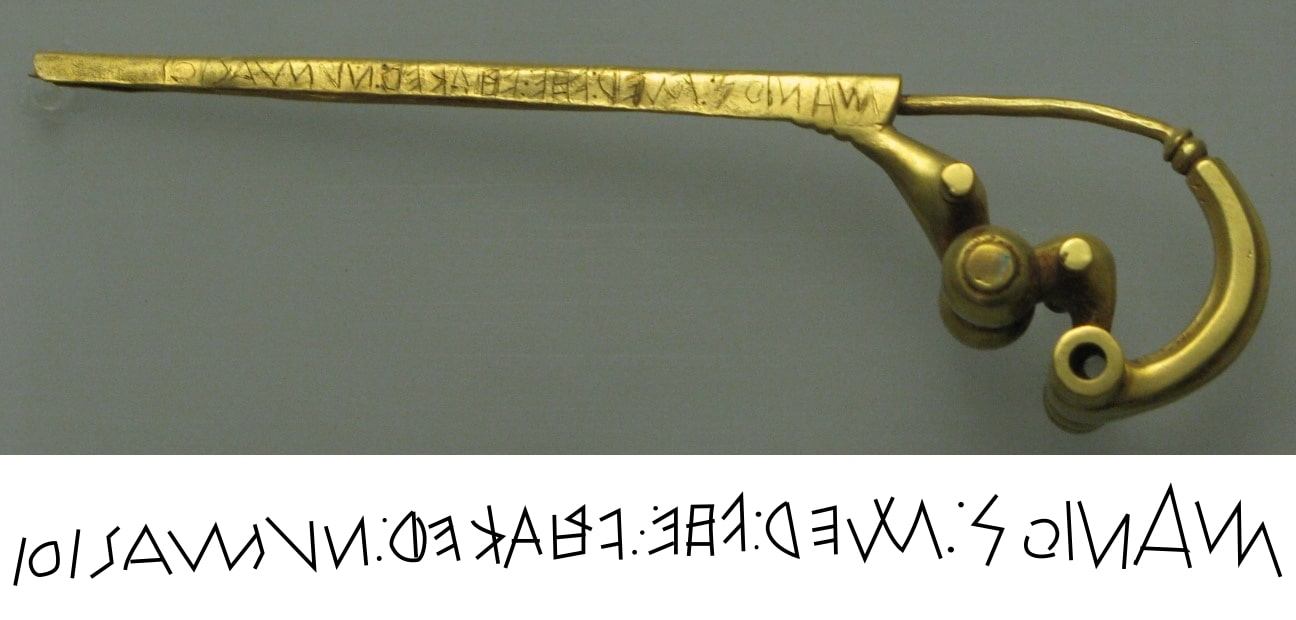
Łacińska inskrypcja na fibuli z Praeneste z VII w. p.n.e. (zapis od prawej do lewej)
----
MANIOS:MED:FHE:FHAKED:NUMASIOI
‘Maniusz wykonał mnie dla Numeriusza’

Najstarsze zachowane ślady piśmiennictwa w językach indoeuropejskich pochodzą z XVII w. p.n.e. Do połowy I tysiąclecia p.n.e. istnieją zapiski w co najmniej kilkunastu językach rodziny – poniższą listę tych ostatnich uszeregowano według pierwszych znanych inskrypcji lub tekstów. Do najwcześniejszych indoeuropejskich zabytków pisma i ich języków należą więc:
- teksty na glinianych tabliczkach ze środkowej Anatolii w języku hetyckim, zapisane pismem klinowym (od ok. 1650 p.n.e.)[406];
- hieroglify na pieczęciach w języku luwijskim (ok. 1600 p.n.e.) i fragmenty luwijskich tekstów religijnych w piśmie klinowym, umieszczonych w tekstach hetyckich (od XVI w. p.n.e.)[407];

- fragmenty tekstów religijnych w języku palajskim w tekstach starohetyckich (od XVI w. p.n.e.)[407];
- teksty na glinianych tabliczkach w języku mykeńskim, zapisane pismem linearnym B (od 1400 p.n.e.)[128];
- tekst na glinianej tabliczce z Hattusy w języku kalaszmaickim w piśmie klinowym (XIII w. p.n.e.)[408];
- teksty w języku frygijskim (od początku VIII w. p.n.e.)[409];
- inskrypcje na kamiennych stelach i teksty w języku lidyjskim, zapisane wariantem alfabetu greckiego (od VIII w. p.n.e.)[407];
- inskrypcja na fibuli z Praeneste w języku łacińskim (ok. I połowy VII w. p.n.e.)[143];
- inskrypcje grobowe z Egiptu w języku karyjskim w piśmie typu greckiego (od VII w. p.n.e.)[410];
- inskrypcje w języku faliskijskim (od VII w. p.n.e.)[411];
- inskrypcje w języku umbryjskim (od VII w. p.n.e.)[412];
- inskrypcje z Marche i Abruzji w języku południowopiceńskim† (od VI w. p.n.e.)[412];
- inskrypcje z północno-wschodnich Włoch w języku wenetyjskim (od VI w. p.n.e.)[412];
- inskrypcje z Persji w języku staroperskim dynastii Achemenidów w piśmie klinowym (od ok. VI w. p.n.e.)[413];
- inskrypcje z północnych Włoch w języku lepontyjskim (VI w. p.n.e.)[118].

Wczesnymi, niematerialnymi zabytkami językowymi są też starożytne indyjskie oraz irańskie teksty religijne – fizycznie spisane wiele wieków później, ale na podstawie bardzo długiej tradycji ustnej:
- Rygweda w sanskrycie wedyjskim, której tekst pochodzi prawdopodobnie z okresu 1500–1300 p.n.e.[132];
- Awesta w języku awestyjskim (nazwanym tak od tytułu dzieła), której najstarsze fragmenty powstały w przedziale 1000–800 p.n.e.[139]

### Dalsza ekspansja historyczna
hipotetyczna praojczyzna – zasięg kultury halsztackiej
     języki dyskusyjne, potencjalnie celtyckie (np. luzytański)
     maksymalny zasięg (ok. 270 r. p.n.e.)
     zasięg w średniowieczu
     zasięg współczesny

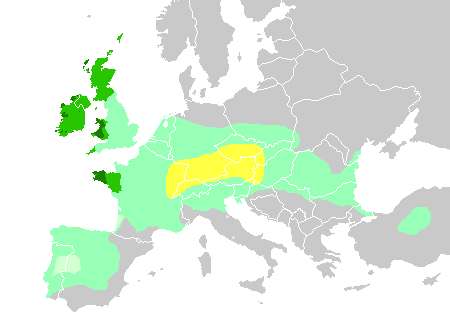
Zmiany zasięgu terytorialnego języków celtyckich na przestrzeni dziejów
hipotetyczna praojczyzna – zasięg kultury halsztackiej
języki dyskusyjne, potencjalnie celtyckie (np. luzytański)
maksymalny zasięg (ok. 270 r. p.n.e.)
zasięg w średniowieczu
zasięg współczesny

Kolejnymi etapami w starożytnych dziejach rodziny indoeuropejskiej były:
- w I tysiącleciu p.n.e. – rozkwit greki klasycznej, a następnie ogólnej odmiany greckiego (koine†), w użyciu różne języki paleobałkańskie (m.in. ilirski i mesapijski) oraz italskie, język awestyjski i staroperski w Iranie oraz sanskryt klasyczny w Indiach, rozpad wspólnoty bałtosłowiańskiej na dwie grupy, masowa ekspansja ludności celtyckojęzycznej od zachodniej Europy po Azję Mniejszą, w tym pojawienie się dialektów goidelskich w Wielkiej Brytanii, a później w Irlandii;
- na przełomie er – wyparcie przez łacinę pozostałych języków italskich (m.in. faliskijskiego), ograniczenie zasięgu języków celtyckich niemal wyłącznie do obszaru Wysp Brytyjskich, wykształcenie się średnioindyjskich prakrytów i języka pali, zanik dialektów trackich, dackich oraz języka staromacedońskiego, wymarcie ostatnich języków gałęzi anatolijskiej (licyjskiego i milyjskiego†);
- od początków n.e. do 500 r. – rozkwit łaciny w Europie Zachodniej i części Bałkanów, w użyciu język pranordyjski† w Skandynawii i staroormiański(†) w Armenii, szczyt rozwoju języków północno-wschodnioirańskich w Turkiestanie, zanik języka frygijskiego, ekspansja ludności germańsko- (której wschodni odłam używał już języka gockiego) i słowiańskojęzycznej.

Dalszy rozwój trwał sukcesywnie przez całe średniowiecze:
- między 500 a 1000 r. – wykształcenie się najpierw dialektów, a potem języków romańskich, kontynuujących łacinę ludową, zróżnicowanie dialektalne słowiańszczyny, początki odrębnych języków północno- i zachodniogermańskich, w użyciu dwa języki tocharskie (A oraz B) w Turkiestanie Chińskim, a następnie ich wymarcie, pod koniec tysiąclecia pojawienie się języków nowoindyjskich i nowoperskiego, wykształconego z wcześniejszego pahlawi;
- między 1000 a 1500 r. – początki różnicowania się języków wschodniosłowiańskich, silny wpływ języka francuskiego na dialekty anglosaskie†, z których wyewoluował język angielski, wymarcie bałtyckiego języka jaćwińskiego†.

W ten sposób do ok. XV w. uformował się zasadniczy kształt mapy językowej rodziny w Eurazji, uwarunkowany ruchami etnicznymi głównie drogą lądową. Kolejne zmiany zaszły już w erze nowożytnej – m.in. wykształciły się literackie odmiany języków albańskiego, bułgarskiego, macedońskiego, litewskiego i łotewskiego. Z kolei wymarciu uległy pruski (a wraz z nim gałąź zachodniobałtycka), pozostałości gockiego na Krymie (a tym samym gałąź wschodniogermańska†), słowiański język połabski† oraz romański język dalmatyński†. Wskutek dalszej marginalizacji grupy celtyckiej ten sam los spotkał jej dwa języki: kornijski i manx. Udało się je jednak zrewitalizować – ten pierwszy, utracony w XVIII lub na początku XIX stulecia, odtworzono w początkach XX w. Z kolei manx, którego ostatni rodzimy użytkownik zmarł w 1974 r., ożywiono już w następnych dekadach.
     francuski
     hiszpański
     portugalski
     angielski
     niderlandzki

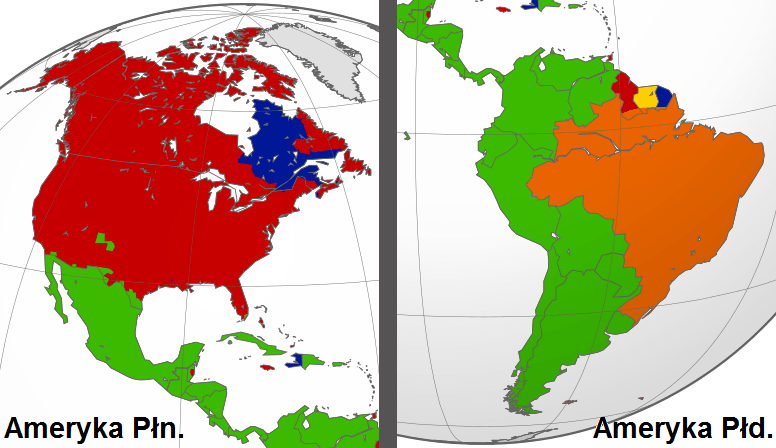
Rozmieszczenie języków indoeuropejskich w krajach obu Ameryk w XXI w.

Zupełnie nowe formy przybrała natomiast zasadnicza część nowożytnej ekspansji indoeuropejskiej, która – począwszy od XVI w. – powodowała osiedlanie się, przede wszystkim drogą morską, niektórych języków rodziny na innych zamieszkałych kontynentach. W jej konsekwencji najbardziej swój zasięg terytorialny powiększyły:
- w Ameryce – języki romańskie (hiszpański i portugalski, w mniejszym stopniu francuski) oraz germańskie (angielski i w niewielkim stopniu niderlandzki);
- w Afryce – głównie francuski, a w Południowej Afryce także niderlandzki, z którego powstał afrikaans, pierwszy nowożytny rdzenny afrykański język indoeuropejski;
- w Australii i Oceanii – angielski;
- w północnej części Azji – rosyjski z grupy słowiańskiej.

Liczba mówiących najbardziej ekspansywnymi językami szybko się zwiększała, aczkolwiek brakuje w literaturze szczegółowych danych na ten temat. Otto Jespersen następująco szacował wartości dotyczące sześciu dużych języków pod koniec XVI i na początku XX w.:
| Rok  | angielski     | francuski | hiszpański | niemiecki | rosyjski | włoski |
| ---- | ------------- | --------- | ---------- | --------- | -------- | ------ |
| 1600 | 6             | 14        | 8,5        | 10        | 3        | 9,5    |
| 1912 | 150           | 47        | 52         | 90        | 106      | 37     |
|      |               |           |            |           |          |        |
| 2025 | ~1500         | 312       | 559        | 134       | 253      | 66     |
|      | (w milionach) |           |            |           |          |        |

Samego angielskiego jako drugiego bądź kolejnego języka uczy się wiele osób na całym świecie – według instytucji British Council w jego naukę pod koniec XX stulecia zaangażowanych było ok. miliarda ludzi. Natomiast w odmiennej sytuacji znajduje się wiele małych języków indoeuropejskich, zagrożonych wymarciem. Należą do nich m.in. liczne lokalne języki indoirańskie (jak baszkardi, domari, gurani, jagnobijski czy sarikoli) i romańskie (np. aragoński, friulski, piemoncki, pikardyjski czy waloński). Zagrożone są też niektóre etnolekty albańskie (arbaryjski i arwanicki) oraz fryzyjskie, większość języków celtyckich oraz zachodniosłowiańskie języki łużyckie i kaszubski.
Ewolucję rodziny dopełniały procesy konwergencyjne, zachodzące wskutek długotrwałego współistnienia oraz wzajemnego oddziaływania niektórych języków (niekoniecznie spokrewnionych) i powodujące wykształcanie się nowych, wspólnych cech. Języki te są grupowane w zespoły określane jako ligi językowe, spośród których jako przykład najczęściej podawana jest liga bałkańska. Należą do niej przede wszystkim albański, grecki, bułgarski, macedoński, rumuński, arumuński oraz południowe dialekty sztokawskie języka serbsko-chorwackiego; w następstwie wielowiekowych kontaktów wytworzyły one wspólne struktury gramatyczne. Wśród innych proponowanych kategorii, obejmujących rozmaite języki indoeuropejskie, znajdują się np. liga rokytnicka, liga wielkich języków Europy czy też liga południowoazjatycka (w skład której wchodzą m.in. języki indoaryjskie).

## Struktura rodziny
Wielu badaczy przyjmuje, że strukturę rodziny indoeuropejskiej najlepiej przedstawia model drzewa – wzorowany na znanym z nauk przyrodniczych schemacie drzewa rodowego, opartym na metodach kladystycznych. Kolejne poziomy jego gałęzi reprezentują coraz dalsze stadia rozwojowe, grupy i podgrupy, aż do pojedynczych języków. Natomiast poszczególne podziały symbolizują utratę kontaktów językowych między pierwotną społecznością a jej odłamami, czego skutkiem był odrębny rozwój mów poszczególnych zbiorowości. Problemy stwarzają niektóre cechy, których zasięgu występowania nie da się wytłumaczyć w ten sposób – wykorzystywany bywa wówczas model fali, przyrównujący rozprzestrzenianie się zmian językowych do fal na wodzie. W XXI w. zwracana jest uwaga na tego typu niekladystyczny charakter w szczególności grupy germańskiej, której wiele właściwości prawdopodobnie zostało przejętych od sąsiadów językowych. Według Williama Labova oba modele ewolucji języków wzajemnie się uzupełniają.

### Drzewo filogenetyczne
Mimo badań filogenetycznych rodziny indoeuropejskiej trwających od połowy XIX w., naukowy konsensus obejmuje jedynie ogólny podział jej języków na grupy, odrębny status gałęzi anatolijskiej oraz wyróżnianie kategorii wyższego rzędu: indoirańskiej i bałtosłowiańskiej. Wszystko pomiędzy – przebieg procesu różnicowania się praindoeuropejskich dialektów oraz powstawania kolejnych gałęzi językowych, a co za tym idzie dokładny kształt indoeuropejskiego drzewa rodowego – w XXI w. wciąż jest przedmiotem spekulacji i rozważań badaczy.
Ringe i in. (2002)

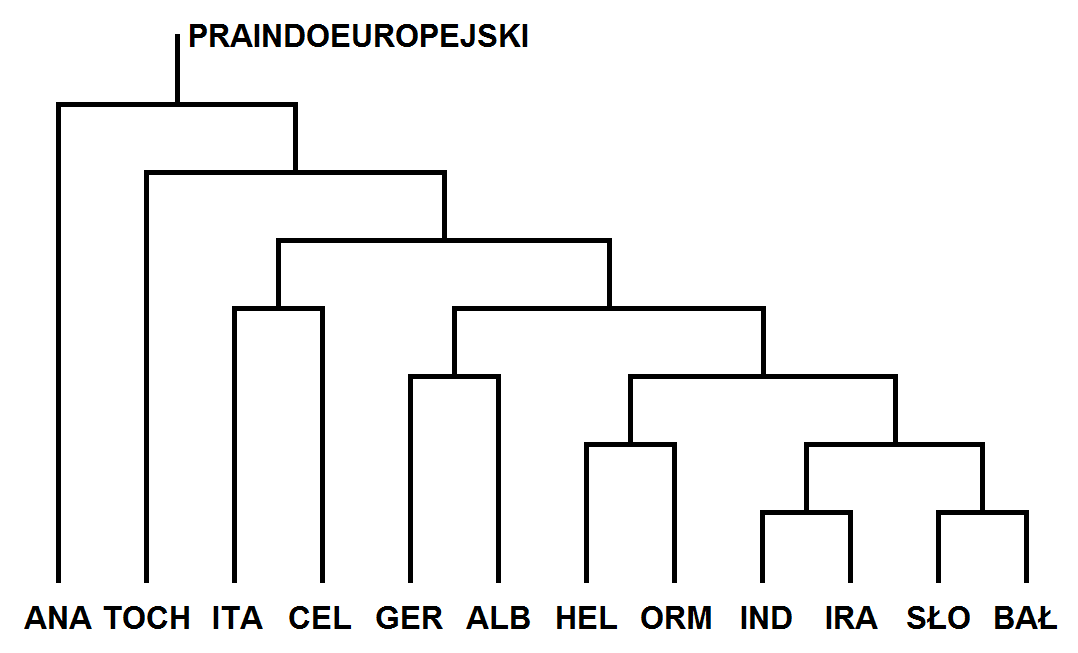
Jedno z postulowanych drzew filogenetycznych indoeuropejskich grup językowych (na podstawie Ringe, Warnow i Taylor 2002)
----
Wszystkie zaprezentowane w tej sekcji schematy mają uproszczony charakter – równe na ilustracjach odstępy czasowe między poszczególnymi podziałami gałęzi były w rzeczywistości różne

Donald Ringe, Tandy Warnow i Ann Taylor dokonali rekonstrukcji drzewa binarnego rodziny, używając metod analizy matematycznej zapożyczonych z biologii ewolucyjnej. W najlepszym stworzonym przez specjalne oprogramowanie schemacie, który uwzględniał wszystkie główne grupy językowe, badacze uzyskali następującą kolejność wydzielania się poszczególnych gałęzi: anatolijska, tocharska, italoceltycka, albano-germańska (z zastrzeżeniami), helleno-ormiańska, na końcu zaś indoirańska i bałtosłowiańska. Uwagę zwróciła zmieniająca się pozycja grupy albańskiej, której różne cechy fonologiczne i morfologiczne – w zależności od tego, które z owych cech brano pod uwagę – wykluczały ją z poszczególnych gałęzi wyższego rzędu (italoceltyckiej, helleno-ormiańskiej, indoirańskiej i bałtosłowiańskiej). Drugą problematyczną grupą okazała się germańska, która nie dała się w prosty sposób wkomponować w schemat drzewa. Według autorów mogła ją na wczesnych etapach rozwoju łączyć sieć powiązań z innymi gałęziami.
Chang i in. (2015)

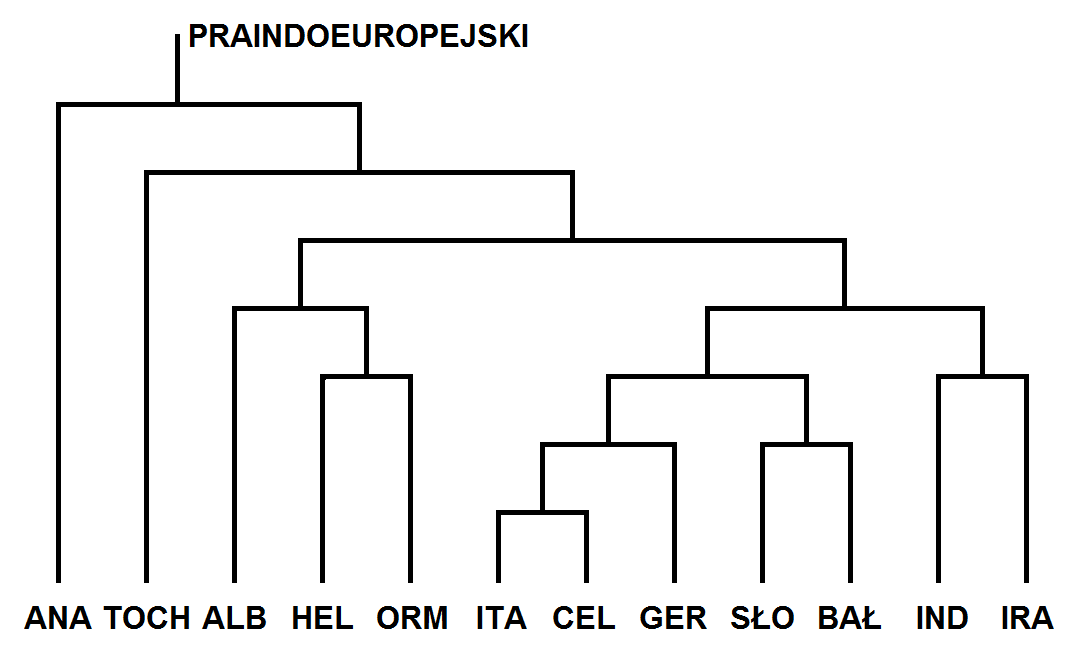
Schemat pokrewieństwa według innej grupy badaczy (na podstawie Chang i in. 2015)

Z kolei grupa naukowców z Uniwersytetu Kalifornijskiego przeprowadziła – również korzystając ze specjalistycznego oprogramowania, tym razem przeznaczonego do badań z wykorzystaniem metod bayesowskich – filogenetyczną analizę statystyczną języków indoeuropejskich. Zgodnie z jej wynikami jako pierwsza miała wykształcić się odrębna gałąź anatolijska, następna w kolejności zaś – tocharska, co potwierdzało dotychczasowe badania. Natomiast dalsze postulowane etapy ewolucji przyjęły już inne kształty. Uzyskane rezultaty zasugerowały, że po wydzieleniu się grupy tocharskiej doszło do podziału głównego pnia rodziny na dwie odrębne linie rozwojowe: albano-helleno-ormiańską oraz drugą, obejmującą pozostałe późniejsze grupy. Pierwsza z nich rozpadła się następnie na albańską i helleno-ormiańską; z drugiej zaś odrywały się kolejno gałęzie: indoirańska, bałtosłowiańska, a na końcu nastąpił jej podział na germańską oraz italoceltycką.
Kassian i in. (2021)

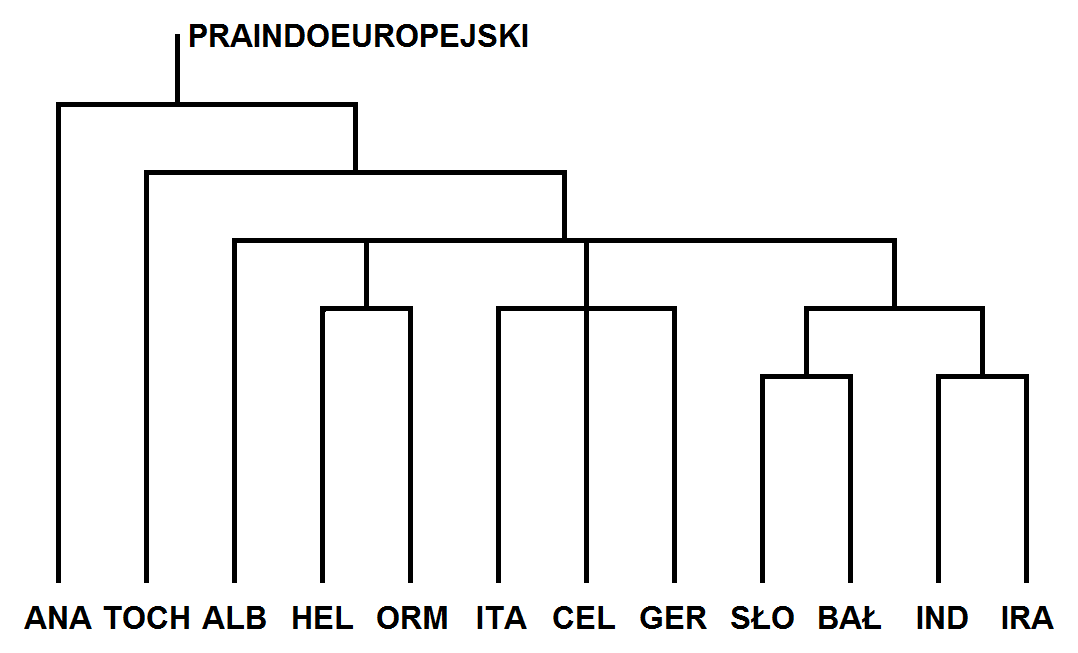
Odmienna propozycja drzewa rodowego (na podstawie Kassian i in. 2021)

Natomiast zespół z udziałem m.in. Aleksieja Kassiana i Gieorgija Starostina oparł swoje badania o leksykostatystykę, wykorzystując listę Swadesha. Rosjanie jako kolejni potwierdzili pierwszeństwo odłączenia się grupy anatolijskiej, a następnie tocharskiej. Później zaś miało dojść do równoczesnego (politomicznego) wykształcenia się gałęzi: albańskiej, helleno-ormiańskiej, germano-italo-celtyckiej (podzielonej następnie – także jednocześnie – na poszczególne grupy) oraz bałtosłowiańsko-indoirańskiej (która potem rozpadła się na bałtosłowiańską i indoirańską). Ekipa Kassiana wskazała, że ów politomiczny charakter niektórych węzłów drzewa rodziny może świadczyć o serii pojedynczych, szybko następujących po sobie rozłamów w bardzo krótkich historycznie przedziałach czasu (być może nawet w ciągu jednego ludzkiego pokolenia). Dokładna kolejność takich podziałów byłaby wówczas niemożliwa do odtworzenia – co według autorów prowadzi do uzyskiwania różnych wyników i odzwierciedla mnogość propozycji jego kształtu.
Zaprezentowane badania potwierdzają, że jako pierwsza od prajęzyka rodziny odłączyła się gałąź anatolijska. Przemawia za tym m.in. deklinacja języka hetyckiego, który w liczbie podwójnej i mnogiej odziedziczył jedynie praindoeuropejskie formy mianownika – co może dowodzić, że przypadki zależne (a więc inne niż mianownik) form mnogich i podwójnych zaczęły się wykształcać w prajęzyku dopiero po odejściu dialektów praanatolijskich. O wczesnym charakterze tej, a także – drugiej w kolejności rozwoju – grupy tocharskiej mają świadczyć również następujące argumenty:
- anatolijskie archaizmy fonetyczne – zachowane w hetyckim i luwijskim dwie praindoeuropejskie spółgłoski laryngalne, *h₂ i *h₃;
- brak w językach anatolijskich niektórych kategorii gramatycznych, obecnych w pozostałych gałęziach rodziny;
- brak w grupach anatolijskiej i tocharskiej odziedziczonego spójnego systemu czasownikowego, obecnego w pozostałych;
- brak w grupie tocharskiej indoeuropejskiego tzw. s-aorystu;
- w językach tocharskich odziedziczone z praindoeuropejskiego formy jedynie czterech przypadków.

Część propozycji sugeruje, że jako kolejna wyodrębniła się gałąź italoceltycka. Dowodzić tego mają m.in. nieobecne w językach celtyckich oraz italskich następujące nowe formy indoeuropejskie, które wykształciły się prawdopodobnie w późniejszym okresie rozwoju prajęzyka (nieistniejące więc również w gałęziach anatolijskiej i tocharskiej):
- druga seria końcówek strony medialnej, używana w odmianie jej czasu teraźniejszego – zachowała się jedynie pojedyncza seria, używana we wszystkich formach, tak jak we wczesnym praindoeuropejskim;
- końcówka -s(y)o w dopełniaczu liczby pojedynczej rzeczowników o temacie wyrazowym zakończonym na -o- (czyli -o-s(y)o).

Dalsza rekonstrukcja drzewa rodziny sprawia już większe trudności. Problematyczna jest gałąź albańska – w zależności od metody badań jej pozycja w obrębie „wewnętrznych” (czyli z wyłączeniem anatolijskich i tocharskich) języków indoeuropejskich skrajnie się różni: od najbardziej odrębnej grupy (a więc oddzielonej jeszcze przed italoceltyckimi) aż do wspólnego pokrewieństwa z bałtosłowiańskimi i indoirańskimi. Rezultaty jeszcze innych analiz wiążą albańskie z helleno-ormiańskimi lub germańskimi. Niepewne jest również miejsce tych ostatnich – dawniej grupa germańska bywała łączona z bałtosłowiańskimi, w XXI w. zaś zauważalna jest tendencja do bliższego wiązania jej z italoceltyckimi. Leszek Bednarczuk twierdzi, że wykształciła się ona na tym samym obszarze dialektalnym co gałąź bałtosłowiańska, natomiast w późniejszym okresie utworzyła wspólny areał rozwojowy z italoceltycką. Z kolei Ringe zwrócił uwagę na możliwość istnienia łańcucha wzajemnie przenikających się dialektów germańskich, bałtosłowiańskich i indoirańskich w ich początkowych fazach rozwoju.
Zgodnie więc z aktualnym stanem wiedzy szczegółowe stosunki i dokładne pokrewieństwo filogenetyczne między gałęziami: albańską, bałtosłowiańską, germańską, helleno-ormiańską, indoirańską oraz italoceltycką nie zostały dotychczas jednoznacznie ustalone.

### Model fali i cechy arealne
W latach 70. XIX w. Johannes Schmidt zauważył, że w dwóch dowolnych grupach rodziny indoeuropejskiej, niezależnie od ich stopnia pokrewieństwa, zawsze występują jakieś identyczne innowacje językowe – tym liczniejsze, im bliżej geograficznie dane gałęzie się znajdują. Ponadto zmiany takie na różnych areałach rodziny nakładają się na siebie – co nie przystaje do modelu drzewa filogenetycznego. Na podstawie owych obserwacji rozwinięta została teoria falowa, według której każda zmiana w języku rozchodzi się z miejsca swojego powstania w różnych kierunkach, obejmując – tak jak fale na wodzie – coraz większy obszar. Model falowy jest przedstawiany na mapach językowych w postaci serii izoglos – linii wyznaczających granice poszczególnych cech.
     języki kentum
     języki satem
     zmiana *-tt- > *-ss-
     zmiana *-tt- > *-st-
     występowanie augmentu
     zmiana *-bʰ- > *-m- w narzędniku, celowniku i ablatywie l.mn.

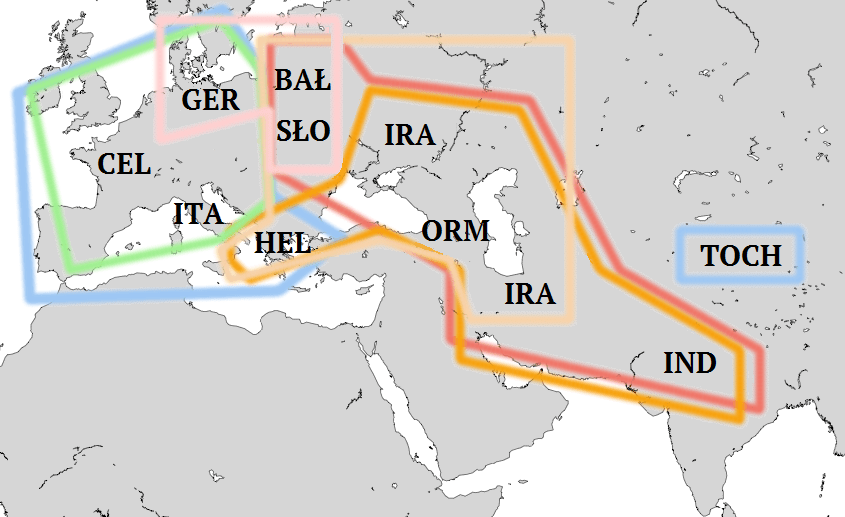
Wybrane izoglosy obejmujące różne gałęzie języków indoeuropejskich ok. 500 lat p.n.e.

Innowacjami, których rozprzestrzenienie się w różnych gałęziach indoeuropejskich może być tłumaczone za pomocą modelu falowego są np.:
- zmiana niektórych głosek tylnojęzykowych w szczelinowe w językach bałtosłowiańskich, indoirańskich, albańskich i ormiańskich (czyli w językach typu satemowego);
- dodatkowa samogłoska na początku form czasów przeszłych (tzw. augment) w językach indoirańskich, helleńskich i ormiańskich;
- zmiana formantu *-bʰ- > *-m- w celowniku, narzędniku i ablatywie liczby mnogiej w językach bałtosłowiańskich i germańskich;
- perfectum jako czas przeszły ogólnego zastosowania w językach germańskich oraz italskich;
- rzeczowniki rodzaju żeńskiego używane z męskimi przyrostkami w językach italskich oraz helleńskich.

     areał północny
(↓ = ruch gałęzi albańskiej)
     areał południowy
     subareał płn.-zach.
     subareał płn.-wsch.
     subareał płd.-wsch.

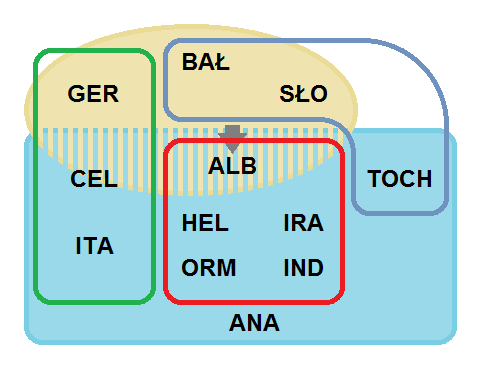
Schemat wczesnych indoeuropejskich areałów dialektalnych z regionalnymi innowacjami językowymi według Bednarczuka

Do innych zmian, obejmujących różne areały rodziny, należą m.in.:
- częste przejście zbitki spółgłoskowej sr > str w językach bałtosłowiańskich, celtyckich, germańskich, albańskim i paleobałkańskich;
- częste przejście początkowej spółgłoski s- > h- w językach irańskich, albańskim, mesapijskim, greckim, staromacedońskim i ormiańskim;
- występowanie formantu -t- w czasie przeszłym języków celtyckich, germańskich i słowiańskich;
- morfem negacji o(u)- w języku albańskim, greckim i ormiańskim;
- bezokolicznik z końcówką -ti lub -tei̯ odpowiednio w językach bałtosłowiańskich i tocharskich;
- stopniowanie przymiotników za pomocą podobnych morfemów oraz reduplikacja czasownika w językach indoirańskich oraz grece.

Według Bednarczuka zaprezentowane wyżej zbieżności świadczą o tym, że na praindoeuropejskim obszarze początkowo uformowały się dwa areały dialektalne, będące centrami odrębnych innowacji językowych:
- północny (germańsko-bałtosłowiański, a w początkowej fazie prawdopodobnie obejmujący też protodialekty gałęzi albańskiej);
- południowy (pozostałe protogałęzie – w tym celtycka, wykazująca pewne cechy pośrednie z dialektami areału północnego – a później prawdopodobnie również albańska).

W późniejszym czasie zaś – po przesunięciu się centrów innowacji – miały się wykształcić nowe subareały:
- północno-zachodni (germańsko-italoceltycki) – charakteryzujący się występowaniem znaczącej liczby wspólnego słownictwa;
- północno-wschodni (bałtosłowiańsko-tocharski) – wykazujący się podobnym słowotwórstwem odczasownikowym i pewnymi aspektami typologicznymi (np. bogactwem konstrukcji imiesłowowych);
- południowo-wschodni (indoirańsko-ormiańsko-bałkańsko-grecki).

Istotną dla modelu falowego przyczyną są kontakty graniczne, gdy dochodzi do wymiany pewnych cech pomiędzy sąsiadującymi językami wskutek ich wzajemnego oddziaływania – zmiany utrwalają się następnie na większym obszarze. Część językoznawców wskazuje, że do tego typu kontaktów dochodziło we wczesnych fazach rozwoju niektórych gałęzi indoeuropejskich. Ślady tego zjawiska można odnaleźć w językach potomnych – według grupy badaczy miało ono miejsce w trzech przypadkach: gałęzi bałtyckiej i germańskiej, germańskiej i italskiej oraz italskiej i helleno-ormiańskiej. Zwracana jest też uwaga na zbieżności w ramach języków satemowych: ormiańsko-albańskie, albańsko-bałtosłowiańskie, bałtosłowiańsko-indoirańskie, a wśród tych ostatnich przede wszystkim słowiańsko-irańskie (m.in. pewien zasób dawnego słownictwa irańskiego w językach słowiańskich).
Tamaz Gamkrelidze i Wiaczesław Iwanow sugerowali, że istniały kontakty językowe grupy tocharskiej z postulowaną przez nich gałęzią germano-bałtosłowiańską, a tej ostatniej – z helleno-ormiano-indoirańską. Po wyodrębnieniu się germańskich i helleńskich miało dojść z kolei do zbliżenia gałęzi bałtosłowiańskiej z ormiano-indoirańską. Natomiast David Anthony twierdzi, że we wczesnych stadiach rozwoju rodziny następowały rzadkie, ale istotne wzajemne pożyczki germańsko-celtyckie, germańsko-słowiańskie, indoirańsko-bałtyckie, indoirańsko-helleńskie oraz indoirańsko-ormiańskie. Według Anthony’ego doszło również do wtórnego upodobnienia się języków bałtosłowiańskich – wskutek częstych zapożyczeń już po rozpadzie na odrębne grupy bałtycką i słowiańską. Na mniejszą skalę zjawisko to miałoby też zajść pomiędzy grupą italską a celtycką.

## Indoeuropeistyka
Języki indoeuropejskie są przedmiotem badań nauki zwanej indoeuropeistyką, która jest specjalistycznym obszarem językoznawstwa. Zajmuje się ona badaniem rozwoju języków rodziny, zmian językowych w czasie i formułowaniem związanych z tym reguł, odtwarzaniem wymowy języków martwych, opracowywaniem klasyfikacji genetycznej języków indoeuropejskich, a przede wszystkim rekonstrukcją ich przodka – języka praindoeuropejskiego. Rodzina indoeuropejska znajduje się również w sferze zainteresowań kulturoznawstwa, archeologii oraz genetyki, dla których odtworzony w znacznym stopniu prajęzyk jest narzędziem służącym poznaniu hipotetycznej kultury praindoeuropejskiej i jej praojczyzny oraz genetycznego pochodzenia jej ludności. Językoznawstwo indoeuropejskie w ścisłym znaczeniu powstało na początku XIX w. Jego pierwotnym stadium było niewiele starsze językoznawstwo historyczno-porównawcze, z którym w wielu aspektach wciąż się pokrywa.

### Rys historyczny

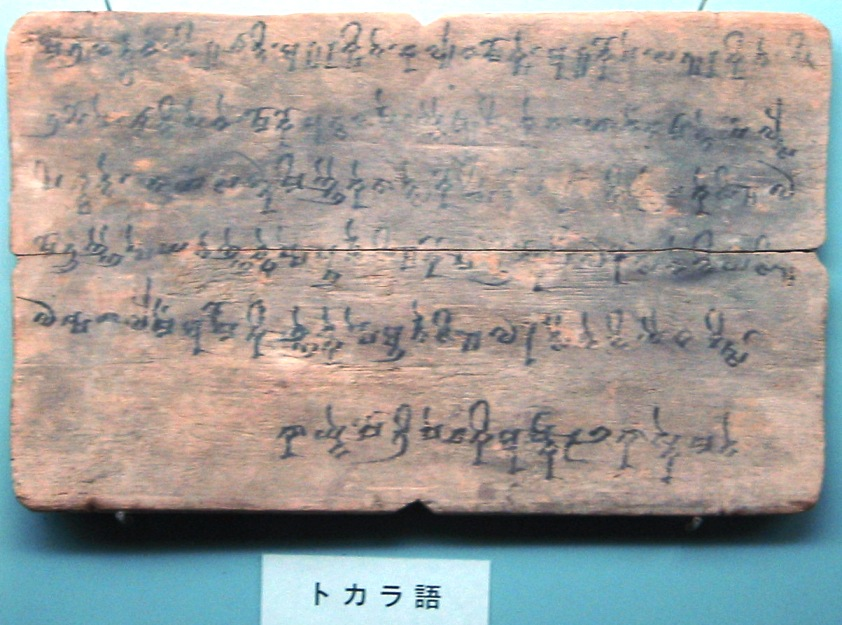
Tabliczka z VI lub VII w. n.e. w języku tocharskim B (pismo brahmi), odkryta na początku XX w.

Już w starożytności zauważono podobieństwa między językiem greckim a łacińskim (np. héks : sex ‘sześć’, heptá : septem ‘siedem’), świadomie wskazywano nawet na pewne regularności – jak greckie h- na początku wyrazu odpowiadające łacińskiemu s-. Tłumaczono to tym, że łacina pochodzi jakoby od greki. Kwestia związków między językami nie zwracała jednak większej uwagi badaczy aż do czasów nowożytnych. Natomiast jeszcze ok. V w. p.n.e. powstała pierwsza w dziejach gramatyka opisowa języka z rodziny indoeuropejskiej (i jakiegokolwiek w ogóle) – indyjski gramatyk Pāṇini skodyfikował kilka tysięcy reguł sanskrytu.

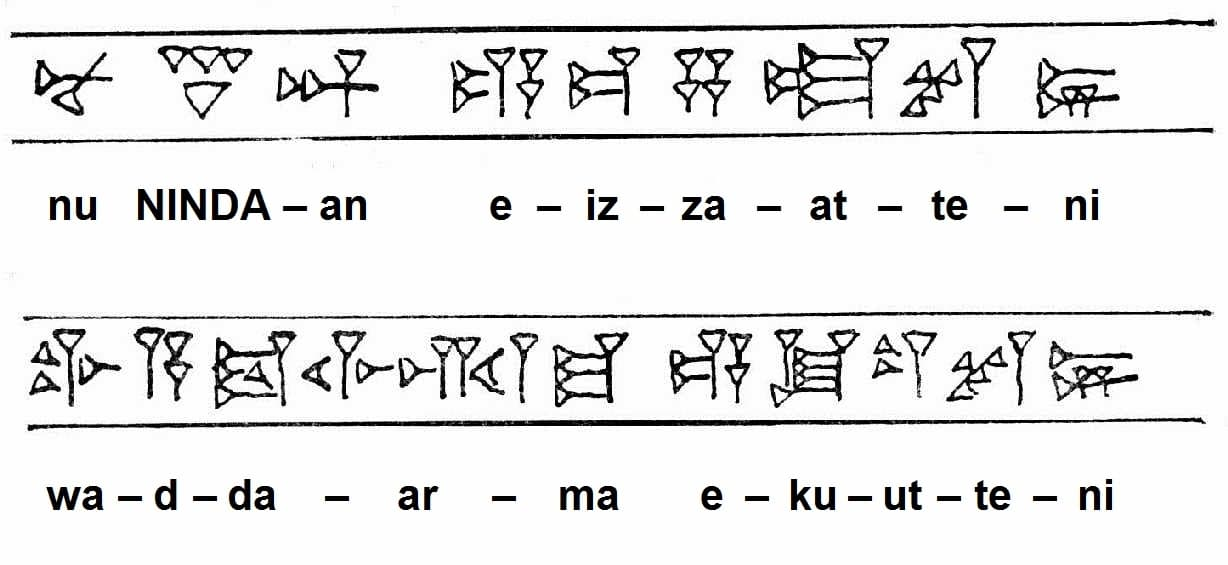
Pierwszy rozszyfrowany przez Bedřicha Hroznego zapis w języku hetyckim (pismo klinowe)
----
nu NINDA-an e-iz-za-at-te-ni
‘Teraz chleb będziecie jeść’
wa-d-da-ar-ma e-ku-ut-te-ni
‘Wodę potem będziecie pić’

W XVI w. przybywający na subkontynent indyjski Europejczycy zaczęli dostrzegać podobieństwa między językami Europy a językami Indii. W 1583 r. Thomas Stephens, jezuicki misjonarz, w liście do brata podzielił się swoimi spostrzeżeniami na temat takich podobieństw języków indyjskich z greckim i łacińskim. Dwa lata później (w 1585) Filippo Sassetti, kupiec z Florencji, zauważył zbieżności pomiędzy sanskrytem a językiem włoskim (szczególnie w liczebnikach od sześciu do dziewięciu oraz w rzeczownikach „bóg” i „wąż”). Obserwacje te nie wzbudziły jednak zainteresowania ówczesnych językoznawców.
W świecie naukowym pokrewieństwo niektórych języków dostrzegł w r. 1647 holenderski badacz Marcus Zuerius van Boxhorn. Zestawił on ze sobą łacinę, grecki, perski, sanskryt, germańskie, słowiańskie oraz bałtyckie i przypisał im tego samego językowego przodka, którego nazwał „scytyjskim”. Jego hipoteza wywarła późniejszy wpływ na Gottfrieda Leibniza, który był świadomy bliskości „celto-scytyjskich”. Leibniz w swoich rozważaniach (1710) stwierdził, że wraz z „aramejskimi” wywodziły się one ze wspólnego języka całej Eurazji. Natomiast w drugiej połowie XVIII w. (1767) Gaston Coeurdoux zauważył podobieństwa nie tylko sanskryckich, łacińskich i greckich wyrazów, lecz także gramatyk owych języków. Ale i jego badania nie zostały od razu docenione i doczekały się publikacji dopiero na początku następnego stulecia.
Ideę językowego pokrewieństwa rozpowszechnił dopiero William Jones, sędzia i filolog brytyjski, który w wykładzie wygłoszonym w lutym 1786 r. w Kalkucie zwrócił uwagę na zbieżności w zakresie słownictwa oraz struktury gramatycznej pomiędzy sanskrytem, łaciną i greką. Zasugerował w nim, że muszą one pochodzić ze wspólnego, prawdopodobnie nieistniejącego już źródła. Nowo rozpoznana rodzina języków nie miała jeszcze wówczas powszechnie stosowanej nazwy. W r. 1810 geograf Conrad Malte-Brun zaproponował termin „języki indogermańskie” (używany w literaturze niemieckojęzycznej do dziś), a trzy lata później (w 1813) Thomas Young po raz pierwszy użył określenia „języki indoeuropejskie”, które w czasach współczesnych znajduje się w powszechnym użyciu. Za początek indoeuropeistyki jako właściwej dziedziny naukowej uznawany jest r. 1816, w którym Franz Bopp udowodnił pokrewieństwo języków rodziny oraz opublikował przedmowę do swojego fundamentalnego dzieła Über das Conjugationssystem der Sanskritsprache in Vergleichung mit jenem der griechischen, lateinischen, persischen und germanischen Sprache.
W późniejszych latach Bopp dowiódł indoeuropejskiego charakteru języków celtyckich, a także albańskiego (jako osobnej gałęzi) i ormiańskiego. Schemat języków rodziny w postaci drzewa rodowego jako pierwszy przedstawił z kolei August Schleicher w swoim Compendium der vergleichenden Grammatik der indogermanischen Sprachen (1861/62). Natomiast w latach 70. XIX w. w Lipsku powstała szkoła naukowa młodych badaczy (tzw. młodogramatyków), której liderzy – Karl Brugmann i Hermann Osthoff – sformułowali zasadę bezwyjątkowości praw głosowych. W 1878 r. Ferdinand de Saussure wysunął hipotezę istnienia w prajęzyku „koeficjentów sonantycznych” (nazwanych później laryngałami – głoskami o artykulacji gardłowej lub krtaniowej) jako wyjaśnienie pewnych anomalii fonetycznych, obserwowanych w starożytnej grece. Powszechnie został też zaakceptowany pierwszy główny podział w klasyfikacji rodziny, oparty na różnicach fonologicznych – na języki kentum i satem, obowiązujący jako standard jeszcze w pierwszych dekadach XX w.
Na przełomie XIX i XX stulecia odkryto teksty w nieznanych dotąd językach, które wkrótce potem zostały zidentyfikowane jako indoeuropejskie – lecz przynależące do nowych gałęzi, określanych dzisiaj jako anatolijska i tocharska. W wyniku odczytania owych tekstów indoeuropeistyka dokonała znaczącego postępu – w r. 1927 Jerzy Kuryłowicz zauważył, że głoska ḫ w anatolijskim języku hetyckim jest jedną z głosek laryngalnych, co potwierdzało tezę de Saussure’a sprzed kilkudziesięciu lat. Rozwinięta na jej podstawie teoria laryngalna wniosła istotny wkład w badania nad językami indoeuropejskimi, a same laryngały bywają uważane za najważniejsze odkrycie w dziejach dyscypliny. W 1935 r. Émile Benveniste zaproponował, w Origines de la formation des noms en indo-européen, strukturę rdzenia i zasady jego formacji w prajęzyku. Natomiast w latach powojennych dwa dzieła na temat akcentu i przegłosu indoeuropejskiego, kolejno L'accentuation des langues indo-européennes (1952) oraz L’apophonie en indo-européen (1956) opublikował wspomniany już Kuryłowicz.
W 1959 r. Austriak Julius Pokorny udostępnił Indogermanisches etymologisches Wörterbuch – słownik etymologiczny zrekonstruowanych rdzeni prajęzyka wraz z ich zaświadczonymi formami potomnymi. Z kolei od lat 70. XX w. zauważalne jest zwiększone zainteresowanie badaczy syntaktyką praindoeuropejskiego i starszych języków rodziny. Pod koniec stulecia – pod redakcją niemieckiego językoznawcy Helmuta Rixa – zmodernizowany i dostosowany do ówczesnego stanu wiedzy został słownik Pokorny’ego, wydany jako Lexikon der indogermanischen Verben (oznaczany skrótowo jako LIV, 1998). Już w XXI w. zostały opublikowane leksykon nominalnych części mowy kilku autorów (Nomina im Indogermanischen Lexikon – NIL, 2008) oraz leksykon partykuł i zaimków George’a Dunkela (Lexikon der indogermanischen Partikeln und Pronominalstämme – LIPP, 2014). Ukazują się również czasopisma indoeuropeistyczne, m.in. Journal of Indo-European Studies czy Indogermanische Forschungen.
W międzynarodowym, bibliotecznym systemie uniwersalnej klasyfikacji dziesiętnej pozycjom z dziedziny językoznawstwa indoeuropejskiego przyporządkowano klasę o numerze 811.1/.2. Niektóre języki rodziny posłużyły za podstawę wybranych języków sztucznych. Prawdopodobnie najbardziej znanym i rozpowszechnionym na świecie sztucznym międzynarodowym językiem pomocniczym jest esperanto, stworzone przez Ludwika Zamenhofa w 1887 r., które zostało oparte głównie na językach romańskich.

### Badacze, metody, kontrowersje
Badaniami indoeuropeistycznymi zajmowali się m.in.:
- Leszek Bednarczuk (ur. 1936);
- Émile Benveniste (1902–1976);
- Franz Bopp (1791–1867);
- Friedrich Karl Brugmann (1849–1919);
- Georges Dumézil (1898–1986);
- Marija Gimbutas (1921–1994);
- Joseph Greenberg (1915–2001);
- Jacob Grimm (1785–1863);
- Bedřich Hrozný (1879–1952);
- Frederik Kortlandt (ur. 1946);
- Jerzy Kuryłowicz (1895–1978);
- August Leskien (1840–1916);
- Antoine Meillet (1866–1936);
- Tadeusz Milewski (1906–1966);
- Max Müller (1823–1900);
- Holger Pedersen (1867–1953);
- Julius Pokorny (1887–1970);
- Rasmus Rask (1787–1832);
- Helmut Rix (1926–2004);
- Ferdinand de Saussure (1857–1913);
- Friedrich Schlegel (1772–1829);
- August Schleicher (1821–1868);
- Siergiej Starostin (1953–2005);
- Oswald Szemerényi (1913–1996).

| - Franz Bopp - F. Karl Brugmann - Marija Gimbutas - Frederik Kortlandt - August Leskien - Max Müller - Rasmus Rask - Ferdinand de Saussure - August Schleicher - Siergiej Starostin |

Główną metodą naukową stosowaną w badaniach nad rodziną indoeuropejską jest metoda porównawcza, która opiera się na poszukiwaniu analogii w strukturze fonetycznej i morfologicznej odpowiadających sobie w różnych językach wyrazów, a następnie odtwarzaniu ich form pierwotnych w prajęzyku. Dzięki niej został zrekonstruowany duży zasób słownictwa i gramatyki praindoeuropejskiej. Innym często wykorzystywanym w pracy badawczej narzędziem jest rekonstrukcja wewnętrzna, polegająca na poszukiwaniu oboczności na wybranym etapie rozwojowym danej mowy w celu ustalenia, które z odpowiadających sobie elementów są starsze. W ten sposób odwzorowywane są dawniejsze fazy poszczególnych języków. W praktyce odtwarzanie pramowy polega na przechodzeniu z metody porównawczej do rekonstrukcji wewnętrznej i z powrotem, co pozwala uniknąć wielu potencjalnych błędów.
Indoeuropeistyka korzysta również z warsztatu lingwistyki arealnej, badającej geograficzny zasięg poszczególnych cech językowych, a także – w szczególności w czasach współczesnych – z lingwistyki matematycznej. W ramach tej drugiej jest wykorzystywane m.in. wnioskowanie bayesowskie. Rzadziej natomiast stosowana bywa kontrowersyjna – odrzucana przez wielu językoznawców – masowa komparacja leksykalna, porównująca słownictwo wielu języków jednocześnie i służąca poszukiwaniom powiązań filogenetycznych całej rodziny z innymi. Metody wypracowane przez językoznawstwo indoeuropejskie znacząco przyczyniły się do postępu w badaniach nad pozostałymi rodzinami językowymi.
Nie są znane żadne źródła historyczne praindoeuropejskiego, nie wiadomo zatem, jak mówiąca nim ludność nazywała (o ile w ogóle miało to miejsce) siebie i swój język. Pojawiały się więc różne sugestie, jakim przymiotnikiem określić pochodzącą od niego rodzinę. Proponowano następujące nazwy:
- indogermańska (Conrad Malte-Brun, 1810);
- indoeuropejska (Thomas Young, 1813);
- jafetycka (Rasmus Rask, 1815);
- indyjsko-teutońska (Friedrich Schmitthenner, 1826);
- sanskrytycka (Wilhelm von Humboldt, 1827);
- indoceltycka (August Pott, 1840);
- arioeuropejska (Graziadio Ascoli, 1854);
- aryjska (Max Müller, 1861).

Przed II wojną światową konkurowały ze sobą określenia „języki indoeuropejskie” oraz „języki indogermańskie”. To drugie w pewnym okresie zaczęło być jednak wykorzystywane m.in. w ideologii nazistowskiej, fałszywie utożsamiającej Niemców z Aryjczykami. Współcześnie występuje ono już prawie wyłącznie w literaturze niemieckojęzycznej. Spotykane są też nazwy „języki indo-anatolijskie” oraz „języki indo-hetyckie”, używane przez niektórych specjalistów podkreślających bazalny charakter gałęzi anatolijskiej w stosunku do pozostałych linii rozwojowych rodziny indoeuropejskiej. Związane z tym ostatnim aspektem bardziej radykalne podejście, którego prekursorem był Edgar Sturtevant, zakłada, że języki anatolijskie nie wykształciły się z systemu praindoeuropejskiego, lecz ze stanu jeszcze wcześniejszego. W takim ujęciu nie są one zaliczane do indoeuropejskich, lecz stanowią ich rodzinę siostrzaną, z których obie wywodzą się z pra-prajęzyka zwanego „praindoanatolijskim”.
Całkowitym sceptykiem zaś wobec idei filogenetycznego pokrewieństwa języków indoeuropejskich był Nikołaj Trubieckoj. Według rosyjskiego badacza podobieństwa między nimi wynikają wyłącznie z wzajemnych kontaktów językowych. Trubieckoj twierdził, że niemożliwe jest wyodrębnienie wspólnych, indoeuropejskich elementów morfologiczno-słownikowych niewystępujących nigdzie indziej – zamiast tego powinny być brane pod uwagę wyłącznie cechy strukturalne. W latach 30. XX w. zaproponował on sześć następujących kryteriów, których spełnienie klasyfikowałoby daną mowę jako indoeuropejską: 
- brak harmonii wokalicznej;
- brak ograniczeń w występowaniu spółgłosek na początku wyrazu;
- możliwość tworzenia nowych słów przy użyciu przedrostków;
- możliwość alternacji w obrębie rdzenia wyrazowego;
- możliwość zmiany spółgłosek w odmianie wyrazów;
- podmiot czasowników przechodnich i nieprzechodnich występujący w identycznej formie.

### Publikacje zwarte i ciągłe
- David W. Anthony, Archaeology, Genetics, and Language in the Steppes: A Comment on Bomhard, „Journal of Indo-European Studies”, 1 & 2 (47), 2019, s. 175-197, ISSN 0092-2323 (ang.).
- David W. Anthony, The Horse, the Wheel, and Language: How Bronze-Age Riders from the Eurasian Steppes Shaped the Modern World, Princeton–Oksford: Princeton University Press, 2007, DOI: 10.2307/j.ctt7sjpn, ISBN 978-0-691-05887-0, OCLC 174129990, JSTOR: j.ctt7sjpn [zarchiwizowane] (ang.).
- Philip Baldi, The Foundations of Latin, Berlin–Nowy Jork: Mouton de Gruyter, 2002, ISBN 3-11-017208-9 (ang.). Brak numerów stron w książce
- Leszek Bednarczuk (red.), Języki indoeuropejskie, t. 1, Warszawa: Państwowe Wydawnictwo Naukowe, 1986, ISBN 83-01-03352-5, OCLC 17446920.
- Robert S.P. Beekes, Comparative Indo-European Linguistics. An introduction, wyd. 2, Amsterdam–Filadelfia: John Benjamins Publishing Company, 2011, DOI: 10.1075/z.172, ISBN 978-90-272-8500-3 [zarchiwizowane] (ang.).
- Rasmus G. Bjørn, Foreign elements in the Proto-Indo-European vocabulary, Kopenhaga: własnym sumptem, 2017 (ang.), brak ISBN, praca magisterska. Brak numerów stron w książce
- Václav Blažek, From August Schleicher to Sergei Starostin: On the development of the tree-diagram models of the Indo-European languages, „Journal of Indo-European Studies”, 1 & 2 (35), 2007, s. 82-109, ISSN 0092-2323 (ang.).
- Václav Blažek, Paleo-Balkanian Languages I: Hellenic Languages, „Sborník prací Filozofické fakulty brněnské univerzity”, 10 (54), 2005, s. 15-33, ISSN 0231-7710 (ang.).
- Leonard Bloomfield, Language, wyd. 12, Londyn: George Allen & Unwin, 1973, ISBN 0-04-400016-2 (ang.). Brak numerów stron w książce
- Keith Brown, Sarah Ogilvie (red.), Concise Encyclopedia of Languages of the World, Oksford: Elsevier, 2009, ISBN 978-0-08-087774-7 [zarchiwizowane] (ang.). Brak numerów stron w książce
- Lyle R. Campbell, Beyond the Comparative Method?, [w:] Barry J. Blake, Kathryn Burridge, Jo Taylor (red.), Historical Linguistics 2001, Amsterdam–Filadelfia: John Benjamins Publishing Company, 2003, s. 33-57, ISBN 90-272-4749-8 (ang.).
- Gerd Carling (red.), Mouton Atlas of Languages and Cultures, t. 1, Berlin–Boston: De Gruyter Mouton, 2019, ISBN 978-3-11-036741-6 (ang.). Brak numerów stron w książce
- Jack K. Chambers, Peter Trudgill, Dialectology, wyd. 2, Cambridge: Cambridge University Press, 1998, s. 3-12, ISBN 0-521-59646-7 (ang.).
- Will Chang, Chundra A. Cathcart, David Hall, Andrew Garrett, Ancestry-constrained phylogenetic analysis supports the Indo-European steppe hypothesis, „Language”, 1 (91), 2015, s. 194-244, DOI: 10.1353/lan.2015.0005, ISSN 0097-8507 (ang.).
- Jacques Chiaroni, Peter A. Underhill, Luigi L. Cavalli-Sforza, Y chromosome diversity, human expansion, drift, and cultural evolution, „Proceedings of the National Academy of Sciences of the United States of America”, 48 (106), 2009, s. 20174-20179, DOI: 10.1073/pnas.0910803106, ISSN 0027-8424 (ang.).
- James Clackson, Indo-European Linguistics. An Introduction, Cambridge–Nowy Jork: Cambridge University Press, 2007, ISBN 978-0-511-36609-3 (ang.).
- David Crystal, English worldwide, [w:] David Denison, Richard M. Hogg (red.), A History of the English Language, Nowy Jork: Cambridge University Press, 2006, s. 420-439, ISBN 978-0-511-16893-2 (ang.).
- Magdalena Danielewicz, Myśl de Saussure’a w polskim przekazie lingwistycznym. Promotorzy i oponenci, „Linguistica Copernicana”, 2 (10), 2013, s. 29-50, DOI: 10.12775/LinCop.2013.019, ISSN 2391-7768.
- Aidan Doyle, Edmund Gussmann, An Ghaeilge. Podręcznik języka irlandzkiego, wyd. 2, Lublin: Wydawnictwo Katolickiego Uniwersytetu Lubelskiego, 2005, ISBN 83-7363-275-1. Brak numerów stron w książce
- James Fife, Typological Aspects of the Celtic languages, [w:] Martin J. Ball, Nicole Müller (red.), The Celtic Languages, wyd. 2, Londyn–Nowy Jork: Routledge, 2009, s. 1-21, ISBN 978-0-203-88248-1 [zarchiwizowane] (ang.).
- Harold C. Fleming, A New Taxonomic Hypothesis: Borean / Boralean, „Mother Tongue. Newsletter”, 14, 1991, s. 51-65 [zarchiwizowane] (ang.), brak ISSN.
- Benjamin W. Fortson, Indo-European Language and Culture. An Introduction, Malden–Oksford: Blackwell Publishing, 2004, ISBN 978-1-4051-0316-9 (ang.).
- Arnaud Fournet, Allan R. Bomhard, The Indo-European Elements in Hurrian, La Garenne Colombes–Charleston: własnym sumptem, 2010 (ang.), brak ISBN. Brak numerów stron w książce
- Alexandre François, Trees, waves and linkages. Models of language diversification, [w:] Claire Bowern, Bethwyn Evans (red.), The Routledge Handbook of Historical Linguistics, Londyn–Nowy Jork: Routledge, 2015, s. 161-189, ISBN 978-1-315-79401-3 (ang.).
- Tamaz W. Gamkrelidze, Wiaczesław I. Iwanow, Индоевропейский язык и индоевропейцы: Реконструкция и историко-типологический анализ праязыка и протокультуры, Tbilisi: Tbiliski Uniwersytet Państwowy, 1984, ISBN 5-80157-130-2 (ros.). Brak numerów stron w książce
- Piotr Garbacz, The Indo-European Family Tree and Its Split – A Report From The Workshop "The Indo-European Family Tree", „LingVaria”, 1 (25), 2018, s. 9-20, DOI: 10.12797/LV.13.2017.25.01, ISSN 2392-1226 (ang.).
- Peter Giles, Indo-European Languages, [w:] Hugh Chisholm (red.), Encyclopædia Britannica, wyd. 11, t. 14, Cambridge University Press, 1911, s. 495-500 [zarchiwizowane] (ang.), brak ISBN.
- Marija Gimbutas, Primary and Secondary Homeland of the Indo-Europeans: comments on Gamkrelidze–Ivanov articles, „Journal of Indo-European Studies”, 1 & 2 (13), 1985, s. 185-202, ISSN 0092-2323 (ang.).
- Marija Gimbutas, The Kurgan culture and the Indo-Europeanization of Europe, Miriam R. Dexter, Karlene Jones-Blay (red.), Waszyngton: Institute for the Study of Man, 1997, ISBN 0-941694-56-9 [zarchiwizowane] (ang.). Brak numerów stron w książce
- Russell D. Gray, Quentin D. Atkinson, Language-tree divergence times support the Anatolian theory of Indo-European origin, „Nature”, 426 (6965), 2003, s. 435-439, DOI: 10.1038/nature02029, ISSN 0028-0836 (ang.).
- Joseph H. Greenberg, Indo-European and Its Closest Relatives. The Eurasiatic Language Family, t. 1, Stanford: Stanford University Press, 2000, ISBN 0-8047-3812-2 [zarchiwizowane] (ang.).
- Wolfgang Haak i inni, Massive migration from the steppe was a source for Indo-European languages in Europe, „Nature”, 522 (7555), 2015, s. 207-211, DOI: 10.1038/nature14317, ISSN 0028-0836 (ang.).
- John A. Hawkins, Germanic Languages, [w:] Bernard S. Comrie (red.), The Major Languages of Western Europe, Londyn: Routledge, 1990, s. 58-66, ISBN 0-415-04738-2 [zarchiwizowane] (ang.).
- John Hewson, Tense, [w:] Robert I. Binnick (red.), The Oxford Handbook of Tense and Aspect, Nowy Jork–Oksford: Oxford University Press, 2012, s. 507-535, ISBN 978-0-19-538197-9 (ang.).
- Tomasz Jasiński, Rozważania o praojczyźnie Słowian, „Historia Slavorum Occidentis”, 2 (25), 2020, s. 11-90, ISSN 2084-1213.
- Języki rodzime, [w:] Zofia Cukierska (red.), Geograficzny atlas świata, wyd. 4, Warszawa–Wrocław: Państwowe Przedsiębiorstwo Wydawnictw Kartograficznych, 1994, s. 22, ISBN 83-7000-077-0.
- Brian D. Joseph, Ancient Greek, [w:] Jane Garry, Carl R.G. Rubino (red.), Facts About the World's Languages: An Encyclopedia of the World's Major Languages, Past and Present, Nowy Jork–Dublin: H.W. Wilson Company, 2001, s. 256-262, ISBN 0-8242-0970-2 (ang.).
- Mate Kapović (red.), The Indo-European Languages, wyd. 2, Londyn–Nowy Jork: Routledge, 2017, ISBN 978-1-315-67855-9 [zarchiwizowane] (ang.). Brak numerów stron w książce
- Aleksiej S. Kassian i inni, Rapid radiation of the inner Indo-European languages: an advanced approach to Indo-European lexicostatistics, „Linguistics”, 4 (59), 2021, s. 949-979, DOI: 10.1515/ling-2020-0060, ISSN 1613-396X (ang.).
- Radoslav Katičić, Ancient Languages of the Balkans, Haga–Paryż: Mouton, 1976, ISBN 3-11-119733-6 [zarchiwizowane] (ang.).
- Jared S. Klein, Brian D. Joseph, Matthias A. Fritz (red.), Handbook of Comparative and Historical Indo-European Linguistics, t. 1, Berlin–Boston: De Gruyter Mouton, 2017, ISBN 978-3-11-026128-8 (ang.). Brak numerów stron w książce
- Jared S. Klein, Brian D. Joseph, Matthias A. Fritz (red.), Handbook of Comparative and Historical Indo-European Linguistics, t. 3, Berlin–Boston: De Gruyter Mouton, 2018, ISBN 978-3-11-054243-1 (ang.). Brak numerów stron w książce
- Mateusz Kłagisz, Języki a geny, [w:] Kazimierz Korus (red.), Źródła humanistyki europejskiej, t. 2, Kraków: Wydawnictwo Uniwersytetu Jagiellońskiego, 2009, s. 209-233, ISBN 978-83-233-2946-6.
- Anton I. Kogan, Genealogical classification of New Indo-Aryan languages and lexicostatistics, „Journal of Language Relationship”, 3–4 (14), 2016, s. 227-258, DOI: 10.31826/jlr-2017-143-411, ISSN 2219-4029 (ang.).
- Frederik Kortlandt, The Indo-Uralic Verb, [w:] Rogier Blokland, Cornelius Hasselblatt (red.), Finno-Ugrians and Indo-Europeans: Linguistic and Literary Contacts. Proceedings of the Symposium at the University of Groningen, November 22–24, 2001, Maastricht: Shaker Publishing, 2002, s. 217-227, ISBN 90-423-0214-3 (ang.).
- Aleksander G. Kozincew, Proto-Indo-Europeans: The Prologue, „Journal of Indo-European Studies”, 3 & 4 (47), 2019, s. 293-380, ISSN 0092-2323 (ang.).
- Agnieszka Krygier-Łączkowska, Europejczycy, Słowianie, Polacy. Na czym polega pokrewieństwo językowe?, „Kwartalnik Językoznawczy”, 1 (5), 2011, s. 88-120, ISSN 2081-5441 [zarchiwizowane 2023-11-03].
- Martin Kuckenburg, Pierwsze słowo. Narodziny mowy i pisma, Warszawa: Państwowy Instytut Wydawniczy, 2006, ISBN 83-06-02980-1. Brak numerów stron w książce
- William Labov, Transmission and diffusion, „Language”, 2 (83), 2007, s. 344-387, DOI: 10.1353/lan.2007.0082, ISSN 0097-8507 (ang.).
- Iosif Lazaridis i inni, The genetic history of the Southern Arc: A bridge between West Asia and Europe, „Science”, 377 (6609), 2022, s. 939, eabm4247:1-13, DOI: 10.1126/science.abm4247, ISSN 0036-8075 (ang.).
- Pablo Librado i inni, The origins and spread of domestic horses from the Western Eurasian steppes, „Nature”, 598 (7882), 2021, s. 634-640, DOI: 10.1038/s41586-021-04018-9, ISSN 0028-0836 (ang.).
- Alfred F. Majewicz, Języki świata i ich klasyfikowanie, Warszawa: Państwowe Wydawnictwo Naukowe, 1989, ISBN 83-01-08163-5, OCLC 749247655 [zarchiwizowane] (pol.).
- James P. Mallory, Douglas Q. Adams, Encyclopedia of Indo-European Culture, Londyn: Fitzroy Dearborn Publishers, 1997, ISBN 1-884964-98-2 [zarchiwizowane] (ang.).
- Simona Marchesini, The Elymian Language, [w:] Olga Tribulato (red.), Language and Linguistic Contact in Ancient Sicily, Cambridge–Nowy Jork: Cambridge University Press, 2012, s. 95-114, ISBN 978-1-107-02931-6 (ang.).
- Ranko Matasović, Poredbenopovijesna gramatika hrvatskoga jezika, Zagrzeb: Matica hrvatska, 2008, ISBN 978-953-150-840-7 [zarchiwizowane] (chorw.).
- Fiona McArdle, Robert Teare, Manx Gaelic. The Manx Gaelic language in education in the Isle of Man, Leeuwarden: Mercator European Research Centre on Multilingualism and Language Learning, 2016 (Regional Dossier), ISSN 1570-1239 (ang.). Brak numerów stron w książce
- Michael Meier-Brügger, Indo-European Linguistics, Berlin–Nowy Jork: Walter de Gruyter, 2003, ISBN 3-11-017433-2 (ang.). Brak numerów stron w książce
- Tadeusz Milewski, Językoznawstwo, wyd. 7, Warszawa: Wydawnictwo Naukowe PWN, 2004, ISBN 83-01-14244-8, OCLC 749429940.
- Luay Nakhleh, Donald Ringe, Tandy Warnow, Perfect Phylogenetic Networks: A New Methodology for Reconstructing the Evolutionary History of Natural Languages, „Language”, 2 (81), 2005, s. 382-420, DOI: 10.1353/lan.2005.0078, ISSN 0097-8507 (ang.).
- Thomas Olander (red.), The Indo-European Language Family. A Phylogenetic Perspective, Cambridge–Nowy Jork: Cambridge University Press, 2022, ISBN 978-1-108-49979-8 (ang.).
- Michaël Peyrot, Indo-Uralic, Indo-Anatolian, Indo-Tocharian, [w:] Alwin Kloekhorst, Tijmen Pronk (red.), The Precursors of Proto-Indo-European, Boston: Brill Publishers, 2019, s. 186-202, ISBN 978-90-04-40935-4 (ang.).
- Oskar Perlin, Język hiszpański, wyd. 10, Warszawa: Wydawnictwo Philip Wilson, 1999, ISBN 83-7236-037-5.
- Dariusz R. Piwowarczyk, Językoznawstwo historyczno-porównawcze indoeuropejskie a współczesne gramatyki historyczne języka polskiego, „Polonica”, 1 (38), 2018, s. 125-134, DOI: 10.17651/POLON.38.14, ISSN 0137-9712.
- Dariusz R. Piwowarczyk, Rekonstrukcja praindoeuropejskiego systemu fonologicznego, Kraków: Wydawnictwo Uniwersytetu Jagiellońskiego, 2022, ISBN 978-83-233-5112-2.
- Kazimierz Polański (red.), Encyklopedia językoznawstwa ogólnego, wyd. 2, Wrocław: Ossolineum, 1999, ISBN 83-04-04445-5, OCLC 835934897.
- Colin Renfrew, Archeologia i język. Łamigłówka pochodzenia Indoeuropejczyków, Poznań–Warszawa: Wydawnictwo Naukowe PWN, 2001, ISBN 83-01-13644-8. Brak numerów stron w książce
- Donald Ringe, From Proto-Indo-European to Proto-Germanic, wyd. 2, Oksford: Oxford University Press, 2017, ISBN 978-0-19-879258-1 (ang.). Brak numerów stron w książce
- Donald Ringe, Tandy Warnow, Ann Taylor, Indo-European and computational cladistics, „Transactions of the Philological Society”, 100.1, 2002, s. 59-129, DOI: 10.1111/1467-968X.00091, ISSN 1467-968X (ang.).
- Rosane Rocher, The knowledge of Sanskrit in Europe until 1800, [w:] Sylvain Auroux i inni red., History of the language sciences, t. 2, Berlin–Nowy Jork: Walter de Gruyter, 2001, s. 1156-1163, ISBN 3-11-016735-2 (ang.).
- Merritt Ruhlen, A Guide to the World's Languages, wyd. 2, t. 1, Stanford: Stanford University Press, 1991, ISBN 0-804-71894-6 [zarchiwizowane] (ang.).
- Irena Sawicka, Jolanta Sujecka, Wprowadzenie do bałkanologii. Etnosy – Języki – Areały – Konceptualizacje, Warszawa: Slawistyczny Ośrodek Wydawniczy Instytutu Slawistyki PAN, 2015, ISBN 978-83-64031-26-7. Brak numerów stron w książce
- Daniel Schwemer, Keilschrifttexte aus Boghazköi, wyd. 7, t. 71, Mainz: Akademie der Wissenschaften und der Literatur, 2024 (niem.), brak ISBN. Brak numerów stron w książce
- Kenneth Shields, Indo-European s-mobile and Indo-European morphology, „Emerita”, LXIV.2, 1996, s. 249-254, DOI: 10.3989/emerita.1996.v64.i2.227, ISSN 0013-6662 (ang.).
- Kenneth Shields, Some comments about the Indo-European dative singular, „Studia Etymologica Cracoviensia”, 10, 2005, s. 157-163, ISSN 1427-8219 (ang.).
- Andrew Sihler, New Comparative Grammar of Greek and Latin, Nowy Jork–Oksford: Oxford University Press, 1995, ISBN 0-19-508345-8 [zarchiwizowane] (ang.). Brak numerów stron w książce
- Piotr Stalmaszczyk, Stanowisko języka kumbryjskiego i piktyjskiego w podgrupie brytańskiej języków celtyckich, „Biuletyn Polskiego Towarzystwa Językoznawczego”, LIII, 1997, s. 81-93, ISSN 0032-3802.
- Habibullah Tegey, Barbara Robson, A Reference Grammar of Pashto, Waszyngton: Center for Applied Linguistics, 1996 (ang.), brak ISBN.
- Sarah G. Thomason, Linguistic Areas And Language History, [w:] Dicky Gilbers, John A. Nerbonne, Jos Schaeken (red.), Languages in Contact, Amsterdam–Atlanta: Rodopi, 2000 (Studies in Slavic and General Linguistics), s. 311-327, ISBN 90-420-1322-2 (ang.).
- Robert L. Trask, Dictionary of Historical and Comparative Linguistics, Chicago–Londyn: Fitzroy Dearborn Publishers, 2000, ISBN 1-57958-218-4 [zarchiwizowane] (ang.). Brak numerów stron w książce
- Peter A. Underhill i inni, The phylogenetic and geographic structure of Y-chromosome haplogroup R1a, „European Journal of Human Genetics”, 12 (23), 2015, s. 124-131, DOI: 10.1038/ejhg.2014.50, ISSN 1476-5438 (ang.).
- Urzędowy wykaz nazw państw i terytoriów niesamodzielnych, Andrzej Czerny, Maciej Zych (oprac.), wyd. 7, Warszawa: Główny Urząd Geodezji i Kartografii, 2023, ISBN 978-83-254-2594-4. Brak numerów stron w książce
- José M. Vallejo, Glosario básico de lingüística indoeuropea, Bilbao: Universidad del País Vasco, 2016, ISBN 978-84-9082-485-6 (hiszp.).
- Krzysztof T. Witczak, Andrzej P. Kowalski, Nostratyka. Wspólnota językowa indoeuropejska, [w:] Stanisław Tabaczyński i inni red., Przeszłość społeczna. Próba konceptualizacji, Poznań: Wydawnictwo Poznańskie, 2012, s. 826-837, ISBN 978-83-7177-791-2.
- Michael E.J. Witzel, Autochthonous Aryans? The Evidence from Old Indian and Iranian Texts, „Electronic Journal of Vedic Studies”, 3 (7), 2001, DOI: 10.11588/ejvs.2001.3.830, ISSN 1084-7561 (ang.).
- Roger D. Woodard (red.), The Ancient Languages of Asia Minor, Cambridge–Nowy Jork: Cambridge University Press, 2008, ISBN 978-0-511-39353-2 (ang.). Brak numerów stron w książce

### Publikacje internetowe
Wszystkie wykorzystane w artykule źródła internetowe zostały zarchiwizowane w Wayback Machine lub archive.today. Linki do poszczególnych podstron i ich archiwów umieszczono w odpowiednich przypisach.
- Kiriłł W. Babajew, Structural Variability of Indo-European Morphology, [w:] The Indo-European Database [online], Verbix, 5 października 2024 [dostęp 2025-05-01] [zarchiwizowane z adresu 2024-10-28] (ang.), treść datowana przez autora na czerwiec 2000.
- Eugene Chan, Numeral Systems of the World's Languages [online], Max-Planck-Gesellschaft, 9 kwietnia 2024 [dostęp 2025-05-01] [zarchiwizowane z adresu 2024-10-28] (ang.), treść datowana przez autora na 18 lutego 2024.
- Matthew S. Dryer, Martin Haspelmath (red.), World Atlas of Language Structures, [w:] World Atlas of Language Structures v2020.4 [online], Max Planck Institute for Evolutionary Anthropology, 18 października 2024 [dostęp 2025-05-01] [zarchiwizowane z adresu 2025-03-23] (ang.). strona główna serwisu
- David M. Eberhard, Gary F. Simons, Charles D. Fennig (red.), Ethnologue, [w:] Ethnologue: Languages of the World 28 [online], SIL International, 2025 [dostęp 2025-05-01] [zarchiwizowane z adresu 2025-03-22] (ang.). strona główna serwisu
- Jost Gippert i inni red., TITUS, [w:] Thesaurus Indogermanischer Text- und Sprachmaterialien. TITUS [online], Goethe-Universität [dostęp 2025-05-01] [zarchiwizowane z adresu 2022-08-13] (ang. • niem. • fr. • hiszp.).
- Harald Hammarström i inni red., Glottolog, [w:] Glottolog 5.1 [online], Max Planck Institute for Evolutionary Anthropology, 29 października 2024 [dostęp 2025-05-01] [zarchiwizowane z adresu 2024-11-08] (ang.). strona główna serwisu
- ISO 639-3, [w:] ISO 639-3 [online], SIL International, 1 maja 2025 [dostęp 2025-05-01] [zarchiwizowane z adresu 2025-05-01] (ang.). strona główna serwisu
- Języki [online], Ośrodek informacji ONZ w Warszawie, sierpień 2013 [dostęp 2025-05-01] [zarchiwizowane z adresu 2021-09-12].
- Języki, [w:] Portal Unii Europejskiej [online], Unia Europejska [dostęp 2025-05-01] [zarchiwizowane z adresu 2023-12-31].
- Petr Karlík, Radoslav Večerka, ČÍSLO, [w:] Nový encyklopedický slovník češtiny [online], Masarykova univerzita, 2017 [dostęp 2025-05-01] [zarchiwizowane z adresu 2021-07-10] (cz.).
- Ernst G. Kausen, Indogermanisch. Vollständige Klassifikation mit Sprecherzahlen [online], Technische Hochschule Mittelhessen, 2010 [dostęp 2025-05-01] [zarchiwizowane z adresu 2022-05-25] (niem.), plik DOC.
- Jonathan T. Manker, Morphological Typology [online], University of California, Berkeley, 26 lutego 2016 [dostęp 2022-08-31] [zarchiwizowane z adresu 2022-06-02] (ang.), oryginalny adres wygasł.
- Ranko Matasović, A Grammatical Sketch of Albanian for Students of Indo-European [online], Sveučilište u Zagrebu, 22 sierpnia 2024 [dostęp 2025-05-01] [zarchiwizowane z adresu 2024-09-08] (ang.).
- Julius Pokorny, Indogermanisches etymologisches Wörterbuch, Andries E. Brouwer, Aleksander M. Lubocki (red.) [online], Eindhoven University of Technology, 31 marca 2015 [dostęp 2025-05-01] [zarchiwizowane z adresu 2020-08-06] (ang. • niem.), publikacja oparta na wydaniu z 1959.
- Eric A. Powell, Wolf Rites of Winter, [w:] Archaeology [online], Archaeological Institute of America, 17 września 2013 [dostęp 2025-05-01] [zarchiwizowane z adresu 2024-06-20] (ang.), zob. w zwiniętej sekcji „Telling Tales in Proto-Indo-European”.
- Różni autorzy, Encyclopedia Britannica, [w:] Encyclopædia Britannica [online], 1 maja 2025 [dostęp 2025-05-01] [zarchiwizowane z adresu 2025-05-01] (ang.). strona główna serwisu
- Różni autorzy, Visuotinė lietuvių enciklopedija, [w:] Visuotinė lietuvių enciklopedija [online], Mokslo ir enciklopedijų leidybos centras, 1 maja 2025 [dostęp 2025-05-01] [zarchiwizowane z adresu 2025-05-01] (lit.). strona główna serwisu
- Sheep And Horses, A.M. Byrd (wyk.), SoundCloud, 12 września 2013 [dostęp 2025-05-01] [zarchiwizowane z adresu 2020-09-16] (ang.), nagranie dźwiękowe.
- Prods O. Skjærvø, IRAN vi. IRANIAN LANGUAGES AND SCRIPTS (3) Writing Systems, [w:] Encyclopædia Iranica [online], Encyclopædia Iranica Foundation, 1 maja 2018 [dostęp 2025-05-01] [zarchiwizowane z adresu 2025-05-01] (ang.).
- UDC Summary, [w:] UDC Summary [online], UDC Consortium [dostęp 2025-05-01] [zarchiwizowane z adresu 2023-03-12], dane w zakładce „81 Językoznawstwo. Języki”.
- Rudolf Wachter, Indogermanisch oder Indoeuropäisch? [online], Universität Basel, 15 sierpnia 1997 [dostęp 2025-05-01] [zarchiwizowane z adresu 2023-12-29] (niem.).